# Sarah Bernhardt
Sarah Bernhardt (wym. [saʁa bɛʁnɑʁt], właśc. Sarah Marie Henriette Bernard; ur. 23 października 1844 w Paryżu, zm. 26 marca 1923 tamże) – francuska aktorka teatralna, filmowa i reżyserka sceniczna. Uznawana za jedną z najwybitniejszych artystek w historii teatru, największą tragiczkę swoich czasów, pionierkę kina i ikonę popkultury. Ze względu na swój status w świecie teatru nazywana „boską Sarah”.
Karierę sceniczną rozpoczęła na początku lat 60. XIX wieku, występując przez krótki czas w Comédie-Française, którego szeregi była zmuszona opuścić po skandalu ze swym udziałem. Następnie na dłużej związała się z Théâtre de l’Odéon. Pierwszym sukcesem i przełomem w jej karierze były występy w tragedii Atalia (1867) i w dramacie Kean (1868). Triumf odniosła męską rolą w dramacie wierszowanym Przechodzień (1869) – po którym ogłoszono ją najgłośniejszą młodą aktorką Paryża. W czasie wojny francusko-pruskiej była pielęgniarką ambulatorium wojskowego. Status gwiazdy zyskała główną rolą w dramacie romantycznym Ruy Blas (1872). Na fali sukcesu powróciła do Comédie-Française, gdzie ugruntowała swoją pozycję występami w sztukach Sfinks, Zaira, Fedra (wszystkie z 1874) i Hernani (1877).
Opuściwszy Comédie-Française na początku lat 80., regularnie odbywała światowe trasy, stając się pierwszą globalną gwiazdą w historii, a jej repertuar wypełniały przebojowe sztuki, w tym m.in. Adrienne Lecouvreur, Frou-Frou i Dama kameliowa – ostatnia z wymienionych stanowiła żelazną pozycję w repertuarze Bernhardt, która w główną bohaterkę wcielała się trzy tysiące razy. Prócz grania zarządzała także Théâtre de la Porte Saint-Martin – na jego deskach odniosła sukcesy w sztukach Théodora (1884) i La Tosca (1887) – oraz Théâtre de la Renaissance, na którego scenie występowała w przebojowym dramacie Lorenzaccio (1895). Od 1899 do 1923 zarządzała Théâtre Sarah-Bernhardt, wystawiając m.in. Hamleta (1899), Orlątko (1900), Proces Joanny d’Arc (1909) i Jeanne Doré (1913).
Była jedną z pierwszych aktorek, która zagrała w filmie – Pojedynek Hamleta (1900). Z powodzeniem występowała w ekranizacjach La Toski (1908), Damy kameliowej, Adrienne Lecouvreur i Królowej Elżbiety – wszystkie z 1912, z czego ostatnia z produkcji była kasowym przebojem. Pomimo amputacji nogi w 1915, kontynuowała karierę. Zrewolucjonizowała styl gry, odrzucając powszechnie stosowaną przez uczelnie i teatry tradycję na rzecz naturalności. W 1880 otrzymała duński Medal Nagrody. W 1914 przyznano jej Order Legii Honorowej w klasie Kawalera (w 1921 awansowana do klasy Komandora).
Do innych znaczących sztuk w jej dorobku artystycznym należą: François le Champi (1867), Król Lear (1868), Jean-Marie (1871), Andromacha (1873), Fédora (1882), Joanna d’Arc (1890), Kleopatra (1891), Gismonda (1894), Czarownica (1903), Peleas i Melisanda (1905), Dziewica z Ávili (1906) i Atalia (1920).

## Życiorys

### Rodzina i młodość

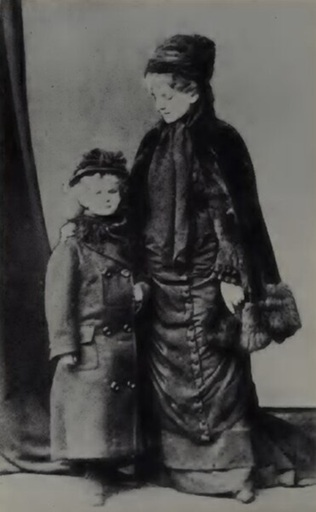
Kilkuletnia Bernhardt (po lewej) z matką (lata 40. lub 50. XIX wieku)

Sarah Marie Henriette Bernard urodziła się prawdopodobnie 23 października 1844 w Paryżu. Przyszła na świat w domu pod numerem 5 przy rue de l’École-de-Médecine w dzielnicy łacińskiej, choć opracowania podają też numer 32 lub 125 przy rue du Faubourg Saint-Honoré, numer 22 przy rue de La Michodière i numer 265 przy rue Saint-Honoré – tablica informująca o jej narodzinach widnieje na ścianie XVIII-wiecznego budynku przy rue de l’École-de-Médecine 5. Była nieślubną córką urodzonej w Amsterdamie Judith-Julie Bernard (1821–1876), holenderskiej Żydówki, która przed przybyciem do francuskiej stolicy – w gronie przyjaciół nazywana Julie lub Youle – pracowała w charakterze modystki, po czym w Paryżu, znużona wcześniejszym zajęciem i odrzuciwszy możliwość zarabiania jako guwernantka, została kurtyzaną. Cornelia Otis Skinner napisała, że „obrała zawód mniej szanowny, lecz przynoszący większe dochody”. Dokonała zmiany nazwiska na bardziej arystokratycznie brzmiące Van Hard.

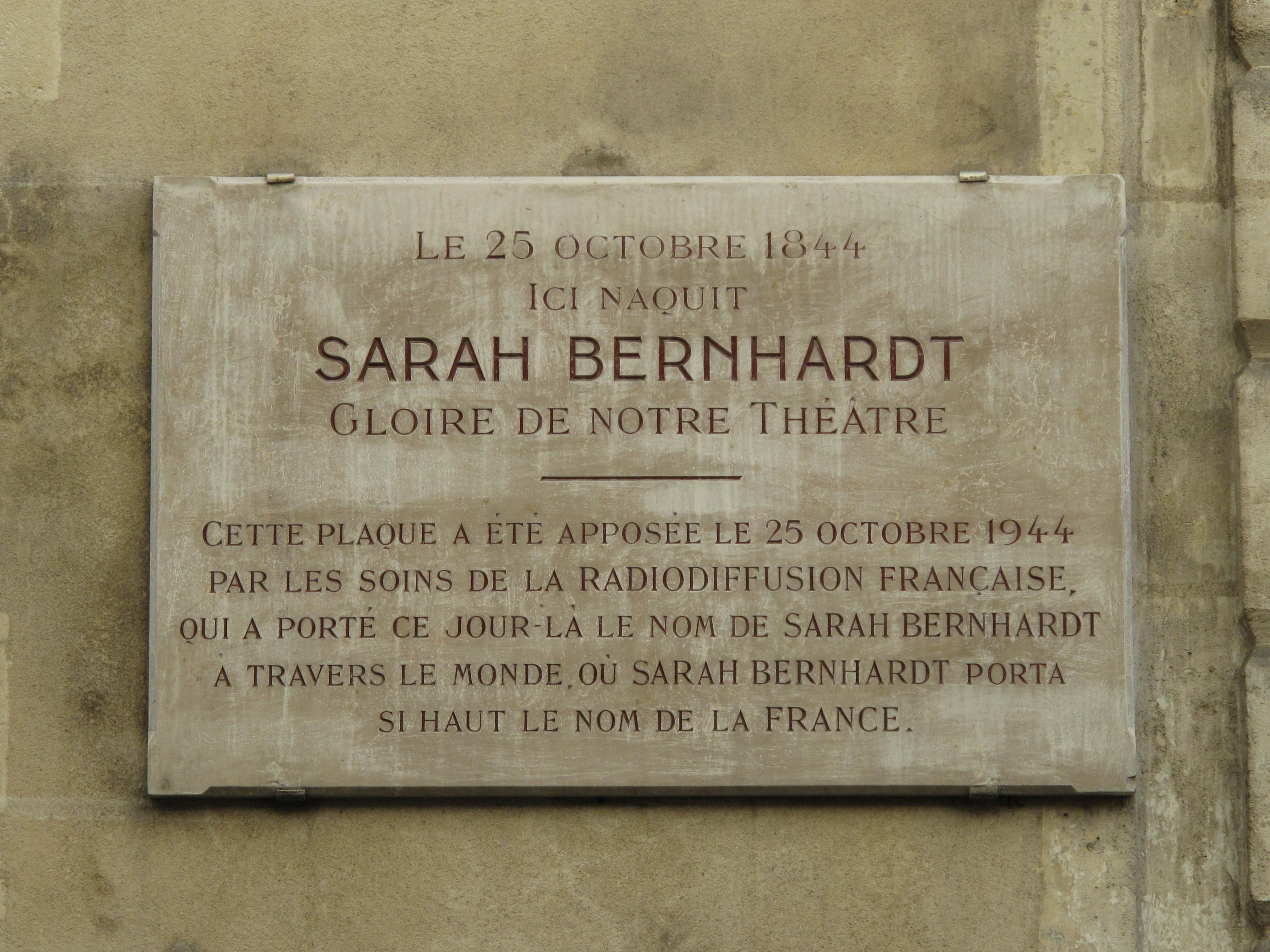
Pamiątkowa tablica na ścianie przy rue de l’École-de-Médecine 5 (2009)

Tożsamość biologicznego ojca Bernhardt pozostaje nieznana; zwierzenia zawarte w jej pamiętnikach sugerują, iż pochodził on z regionu Hawru i był synem armatora lub zamożnego kupca. Według części źródeł był nim student prawa Édouard Bernard, który następnie został notariuszem w Hawrze (w poczuciu ojcowskiego obowiązku miał złożyć w banku na imię dziecka 100 tys. franków francuskich. Kwotę tę polecił wypłacić córce jako posag po uzyskaniu przez nią pełnoletności). Hélène Tierchant twierdziła, że ojciec (według autorki mógł nim być Paul Morel), choć nie uznał dziecka, opłacał jej edukację, nalegał, by ochrzcić ją w obrządku katolickim i zostawił znaczną sumę pieniędzy w testamencie (dostęp do majątku miała otrzymać z chwilą wyjścia za mąż). Na podstawie badań przeprowadzonych przez pierwszych biografów aktorki, Paula Morela, oficera marynarki, wymienia się jako jej domniemanego ojca.
Judith Van Hard, pochłonięta życiem kurtyzany, nie miała czasu, by zajmować się córką. Oddała ją pod opiekę bretońskiej mamce, która zabrała dziecko do małej chaty nieopodal Quimperlé w Bretanii. Do 4. roku życia Bernhardt – nazywana „śmietanką” – rozumiała tylko język bretoński. Po roku lub dwóch latach matka, urządziwszy się w Paryżu, wynajęła podmiejski dom w Neuilly-sur-Seine i ulokowała w nim córkę z opiekunką oraz jej mężem. Według Skinner odwiedzała dziecko nie z potrzeby matczynego serca, lecz by wzruszać adoratorów (zdaniem autorki córka „niewiele ją obchodziła”). Umiejętnie gospodarowała gotówką – prócz oszczędzania część wydawała na niezbędną w jej zawodzie prezencję, a resztę powierzała przyjacielowi z giełdy, który korzystnie lokował kapitał. Tierchant pisała, że była „matką-duchem” i sporadycznie odwiedzała córkę.

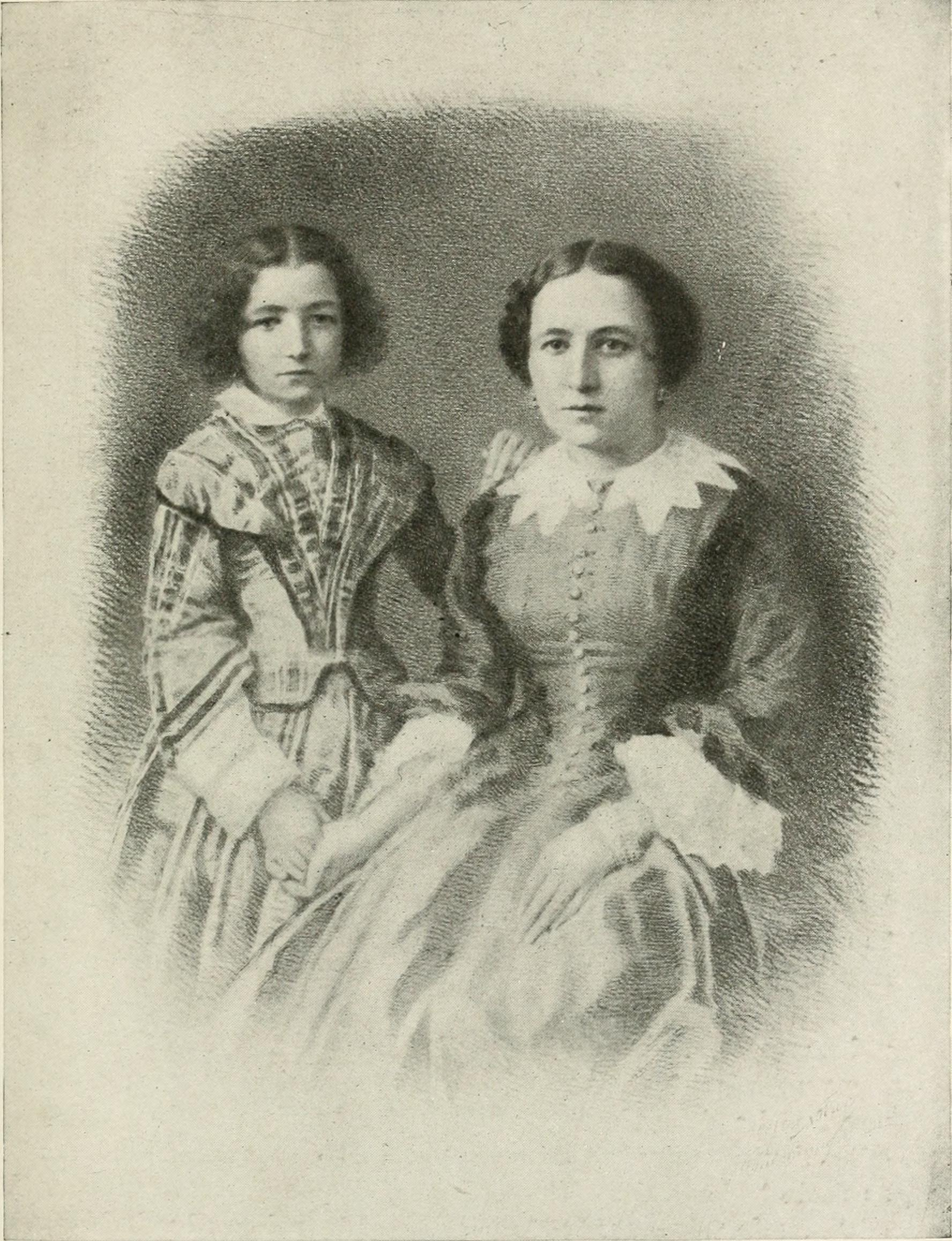
Nastoletnia Bernhardt (po lewej) z matką w 1856 (portret z 1907)

Jedną z sióstr Van Hard była Rosine, która – za jej namową – przybyła z Holandii do Paryża, gdzie w krótkim czasie stała się cenioną kurtyzaną. W przeciwieństwie do matki Rosine okazywała osamotnionemu dziecku dobroć i zainteresowanie; dziewczynka nazywała ją tante sentibon („pachnąca ciocia”). Druga z sióstr, Henriette, wyszła za mąż za Féliciena Faure i zamieszkała na obrzeżach Paryża.
Do ukończenia czterech lat mieszkała z nianią w Neuilly-sur-Seine. Gdy opiekunka, po śmierci pierwszego męża, przyjęła oświadczyny dozorcy ubogiej kamienicy czynszowej, usiłowała oddać matce dziecko pod opiekę, jednak kiedy okazało się, że wyjechała ona razem z baronem Larrey do Szwajcarii, nie zostawiając nowego adresu (również jej siostra Rosine wyjechała w towarzystwie majętnego przyjaciela do uzdrowiska Baden-Baden), zabrała dziewczynkę do nowego mieszkania pod numerem 65 na rue de Provence. Za dnia bawiła się na podwórku kamienicy i ulicy z okolicznymi dziećmi. Sypiała na desce do prasowania w wilgotnej i nieogrzewanej izbie, przeznaczonej dla dozorcy. Te warunki spowodowały, że w dzieciństwie i latach dziewczęcych chorowała na gruźlicę – pluła krwią i gorączkowała. Lekarze prognozowali, że nie dożyje dwudziestu lat.
Gdy matka wróciła do miasta, wzięła córkę do swojego mieszkania przy rue Saint-Honoré 265. Nie zmieniła obojętnego stosunku do niej; zdaniem Skinner jej obecność krępowała ją w rozwijaniu działalności. Dodatkowo spodziewała się drugiego dziecka, córki Jeanne (1851–1900), którą faworyzowała. Mieszkała z matką przez trzy lata, od czasu do czasu przebywając też pod opieką ciotki Rosine. W późniejszych latach przedstawiała wiele nacechowanych dramatyzmem historii, które biografowie traktowali jako „jej wspaniałe fantazje” i uważali za próbę przykrycia prawdy o dzieciństwie i relacjach z nieczułą matką.

#### Edukacja i pierwsze związki ze sceną

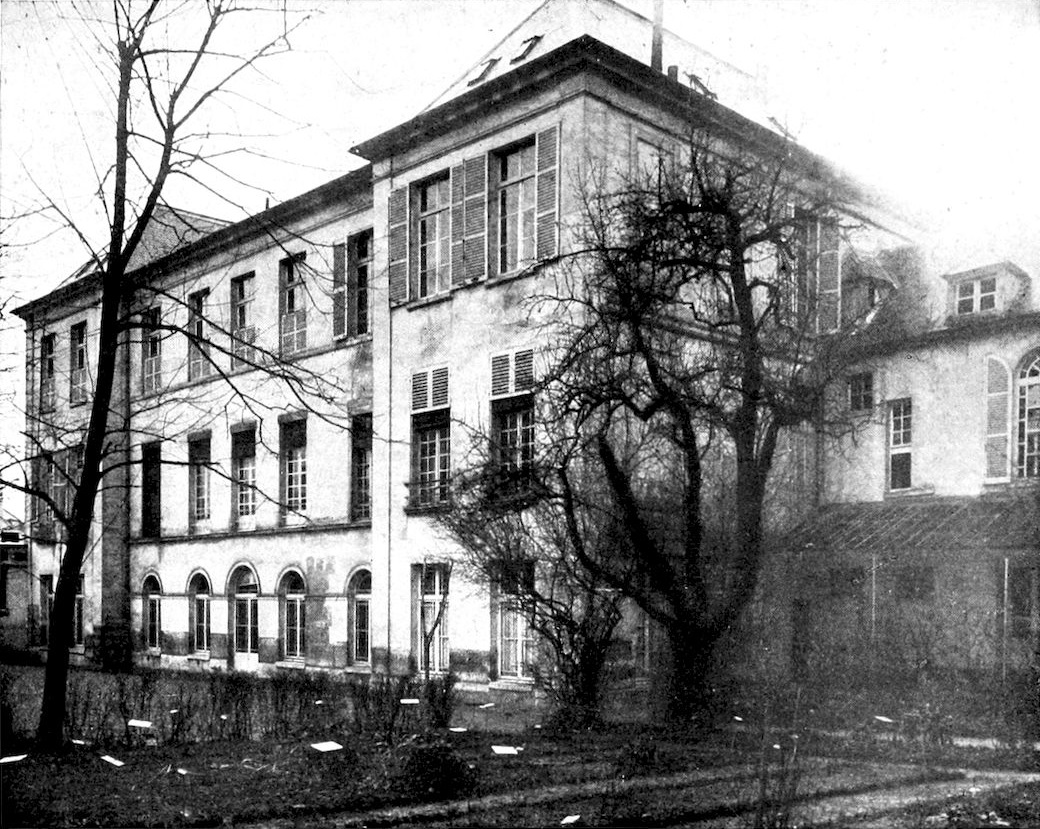
Widok na budynek klasztoru Grand-Champs (1907)

Mając 7 lub 8 lat nie umiała czytać ani pisać – co było wynikiem niedbałości Van Hard o jej edukację. Wykorzystując pretekst do pozbycia się córki z domu, posłała ją do szkoły z internatem w podparyskim Neuilly-Auteuil-Passy, w której spędziła dwa lata. Opanowała czytanie, pisanie, śpiewała z innymi dziećmi „Panie Janie”, bawiła się w kształcące gry, haftowała chusteczki dla matki, nauczyła się dobrych manier i chrześcijańskich modlitw. Często była obiektem drwin i kpin ze strony rówieśników, przezywających ją „jasnowłosą murzynką”. Z tego powodu popadała w furię; drapała, kopała oraz krzyczała, po czym rzucała się na podłogę i wiła w konwulsjach zbliżonych do katalepsji. Wychowawczyni wzywała na pomoc szkolnego ogrodnika i zamykano ją na kilka dni w szpitaliku.
W trakcie dwuletniej nauki matka odwiedziła ją zaledwie dwa razy. Uczęszczając do placówki dla młodych dam, zadebiutowała w amatorskim przedstawieniu, portretując Królową Wróżek w Klotyldzie. Po raz pierwszy miała możliwość odegrać scenę śmierci, będącą w późniejszych latach jej specjalnością.
Gdy uczyła się w Neuilly-Auteuil-Passy, matka awansowała na najwyższe pozycje w środowisku paryskich kurtyzan, obcując z bankierami, generałami, pisarzami i politykami. Do grona jej partnerów i przyjaciół zaliczano Charles’a de Morny, przyrodniego brata cesarza Napoleona III i prezydenta francuskiej legislatury. W wieku 10 lat – dzięki protekcji de Morny, została przyjęta do klasztornej szkoły dla panien pod Wersalem, prowadzonej przez Zgromadzenie Sióstr Matki Bożej Syjonu (w pamiętnikach pisała, że pomysłodawcą posłania jej do klasztoru Grand-Champs był ojciec). Nie lubiła się uczyć, szczególnie nie przepadała za zajęciami z arytmetyki oraz nauki gry na fortepianie; zainteresowanie wykazywała na zajęciach z geografii i rysunku. Mimo iż borykała się z nieśmiałością, była – jak twierdziła – lubiana wśród koleżanek; niejednokrotnie wybierano ją na arbitra w spornych kwestiach.
Z okazji wizyty w klasztorze arcybiskupa Paryża, Siboura, wystąpiła w przygotowanej sztuce Tobiasz odzyskujący wzrok, kreując Archanioła Rafała (rolę przejęła po stremowanej koleżance). Jej występ docenił arcybiskup, a biorący udział w przedstawieniu otrzymali poświęcone medaliki. Wydarzenie to spowodowało, że wiązała swoją przyszłość z życiem w klasztorze, choć wpływ mogło mieć też zamordowanie arcybiskupa, które mocno przeżyła.
Podczas edukacji w Grand-Champs gorliwie oddawała się naukom o katolicyzmie – sama siebie określała mistyczką. Do tego stopnia zafascynowała ją religia, że przyjęła chrzest z dwójką młodszych przyrodnich sióstr, Jeanne i Régine (1855–1874). Na początku 1856 przystąpiła do pierwszej komunii świętej. Jej edukację przerwało zapalenie płuc, którego, zdaniem Skinner, miała doznać po tym, jak całą noc spędziła w szkolnej kaplicy na modlitwie, odziana jedynie w nocną koszulę. Bernhardt pisała, że jej bladość, osłabienie i wychudzenie było wynikiem tygodniowej niechęci do jedzenia. Opiekowały się nią zakonnice, a następnie wyjechała razem z matką i ciotką Henriette na rekonwalescencję do uzdrowiska w Cauterets. Odzyskawszy pełnię zdrowia, wróciła do szkoły. Uczyła się w niej do 15. roku życia. Formalnie okres jej edukacji trwał sześć lat. Mimo ukończenia nauki rozważała możliwość powrotu do placówki nie jako uczennica, lecz do nowicjatu lub jako nauczycielka. W 1859 dowiedziała się, że jej ojciec zmarł w Pizie.

#### Zainteresowanie teatrem
W owym czasie – dzięki diukowi de Morny – uczęszczała na zajęcia z rysunku i malarstwa przy rue de Vaugirard. Babka ze strony ojca, która nigdy nie spotkała wnuczki, a od momentu zakończenia przez nią nauki nie widziała dalszego powodu, aby wypłacać przeznaczone na ten cel należące do ojca pieniądze, zażądała zwołania „narady rodzinnej” i podjęcia decyzji co do przyszłości Bernhardt. Odbyła się ona z udziałem matki, ciotek, notariusza z Hawru (reprezentował on babkę) oraz czterech mężczyzn, mających zażyłe stosunki z Van Hard. Chociaż stanowczo deklarowała chęć wstąpienia do zakonu, jej zamiarów nie traktowano poważnie. Zdaniem Skinner kiedy notariusz zaproponował, by umieścić ją w domu poprawczym, Bernhardt – doznawszy ponownego napadu furii – rzuciła się na niego i zaczęła drapać go po twarzy, okładać pięściami, a na końcu wyrwała mu kosmyk włosów z głowy. Po tym zdarzeniu obecny na naradzie diuk de Morny miał wyznać, że nadaje się na aktorkę i warto ją kształcić w Konserwatorium Paryskim (inne źródła nie potwierdzały incydentu z agresywnym zachowaniem, lecz zgodnie wymieniały de Morny jako inicjatora pomysłu posłania jej na wspomnianą uczelnię). Odrzucała tę możliwość, mając w pamięci wizytę schorowanej Rachel Félix w Grand-Champs (była też utwierdzana przez zakonnice, że aktorstwo jest grzeszną profesją).
Tego samego wieczora udała się razem z matką, Alexandre Dumasem (ojcem) i diukiem de Morny do Comédie-Française na spektakl Brytanik Jeana Baptiste’a Racine’a. Sztuka ta wywarła duże wrażenie na Bernhardt, głęboko przeżywającej uczucia każdej postaci wspomnianej tragedii. Podobną reakcję wzbudziła w niej następna z prezentowanych owego wieczora sztuk – Amfitrion Molière’a; jej głośny szloch przeszkadzał zgromadzonym wokół, wywołując oburzenie. Jak napisała: „odsłoniła się kurtyna mojego życia”. Podczas gdy większość osób nie kryła zniesmaczenia jej zachowaniem, Dumas przyznał diukowi de Morny, że jest stworzona do bycia aktorką i nazwał ją petite étoile („małą gwiazdeczką”).
Charles de Morny, wykorzystując znajomość z kompozytorem Danielem Auberem, który przez dwadzieścia lat piastował stanowisko dyrektora Narodowego Konserwatorium Muzyki i Deklamacji, załatwił możliwość castingu dla Bernhardt. Rozpoczęła przygotowania do niego – jak pisała w pamiętnikach, „z nieumiarkowanym zapałem, z jakim się rzucam, w każde, nowe przedsięwzięcie”. Przez miesiąc pracowała nad wymową, a jej głównym nauczycielem był zaprzyjaźniony z matką pan Meydieu, z którym ćwiczyła dykcję. W przygotowaniach pomagał jej także Dumas – odbywali próby scen wybranych wspólnie na egzamin. Udzielał jej szeregu rad dotyczących prawidłowej emisji głosu; głos Bernhardt porównywał do „strumienia czystej wody, perlącego się i toczącego po grudkach złota”.
Komisja egzaminacyjna składała się z Aubera i czwórki aktorów z teatru Comédie-Française – Augustine Brohan, Jeana-Baptiste’a François Provosta, Josepha Samsona i Pierre’a-François Beauvalleta. W pierwotnym założeniu miała wyrecytować akt drugi, scenę drugą z tragedii Fedra Racine’a – rolę Arycji – (lub scenę z komedii satyrycznej Szkoła żon Molière’a). Gdy okazało się, że do prezentacji potrzeba osoby towarzyszącej, by mogła czytać swe kwestie, zdecydowała, ku sceptycyzmowi komisji, wygłosić bajkę Dwa gołębie pióra Jeana de La Fontaine’a. Patos i żarliwość jej występu, którymi wywołała wzruszenie u części członków komisji, przekonały Aubera do przyjęcia jej w poczet studentów – niektóre źródła podawały, że została przyjęta z uwagi na bycie protegowaną de Morny. Wybrała klasę, której nauczycielem był Provost.

### Lata 60.

#### Nauka w Conservatoire de musique et de déclamation (1860–1862)

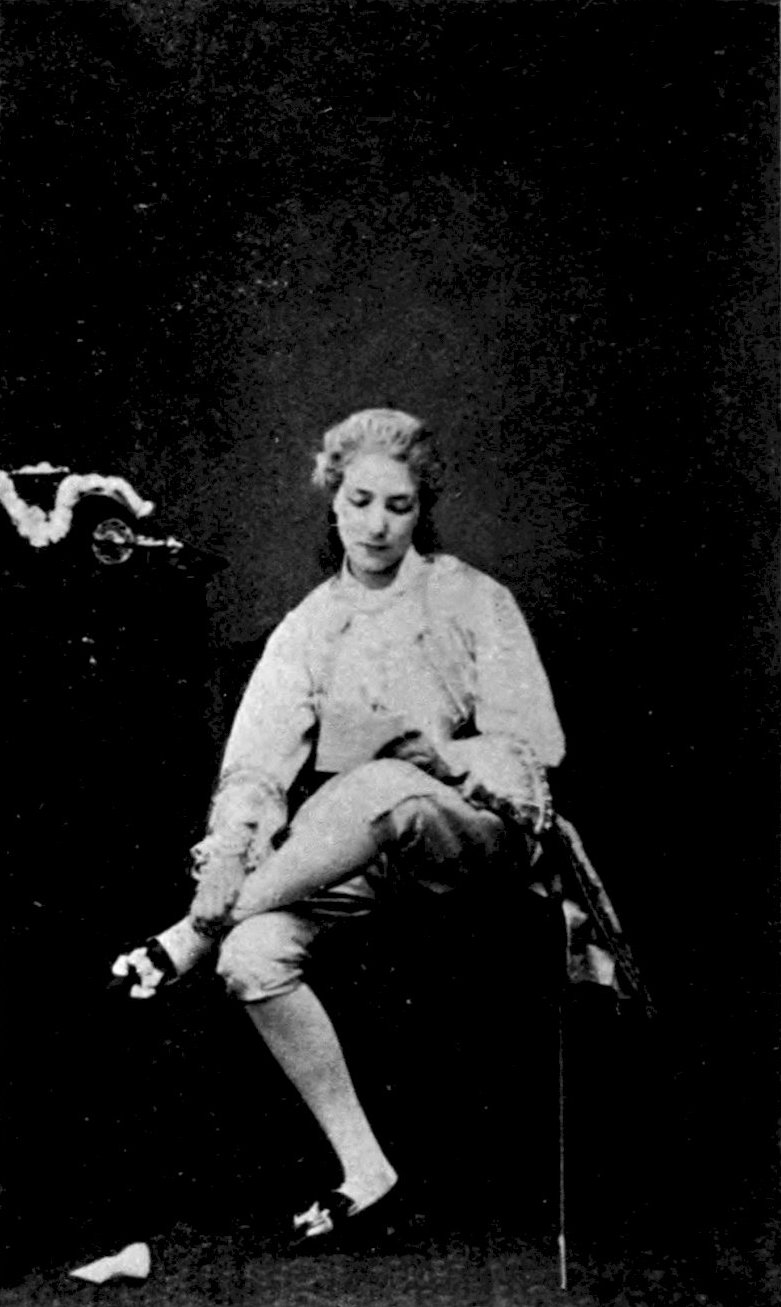
Bernhardt jako książę de Richelieu w Les Premières Armes de Richelieu (1861)

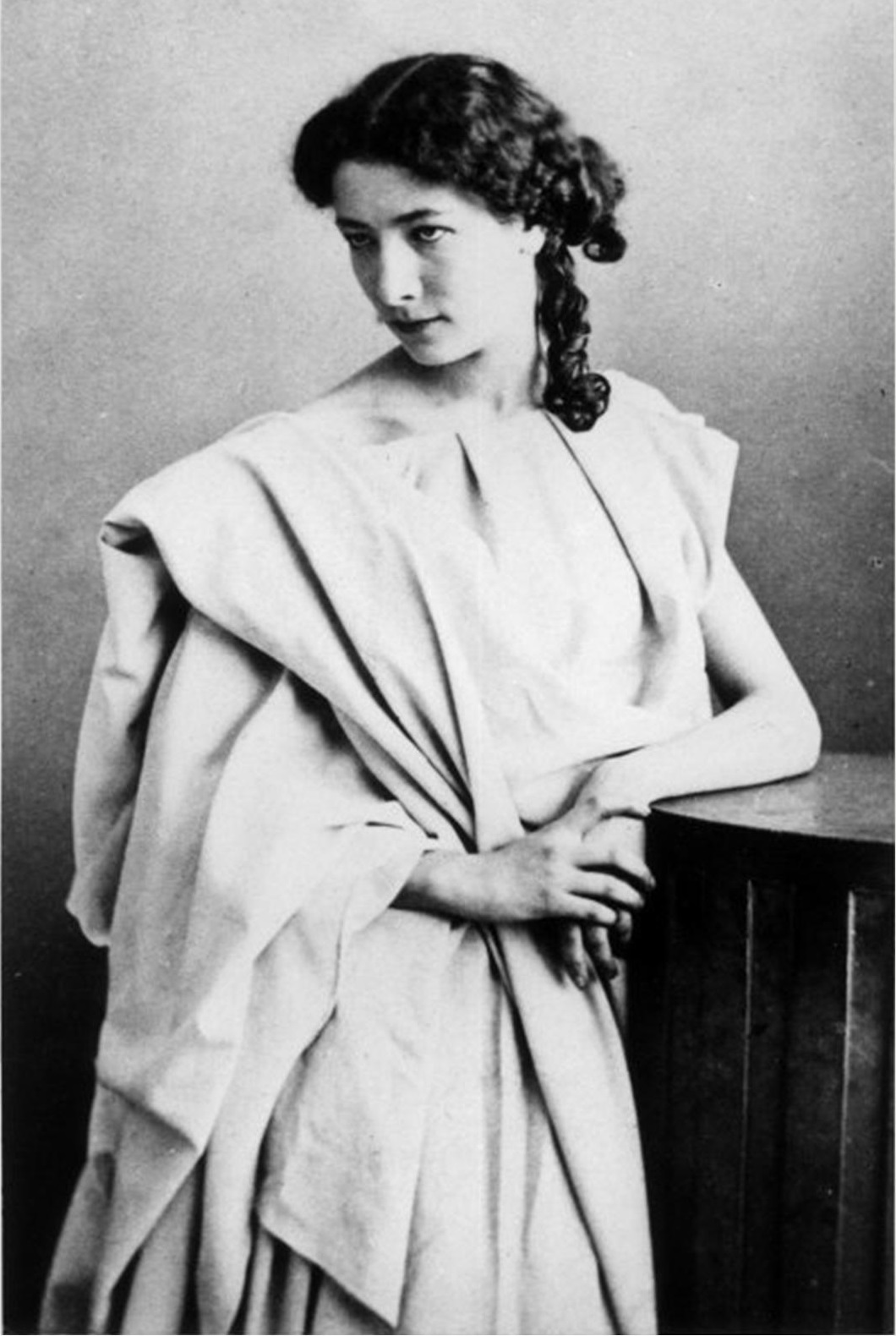
Bernhardt na fotografii autorstwa Nadara (1862)

Pobierając nauki w Konserwatorium oraz mając ambicje zostania największą aktorką świata, godzinami ćwiczyła dykcję, uczyła się na pamięć wielu ról, również tych, których jej nie zadawano, i urządzała nadprogramowe przedstawienia; Skinner uważała, że „pracowała z gorliwością posuniętą do fanatyzmu”. Pieniądze od matki na codzienne wydatki długo oszczędzała tylko po to, by móc zajechać pod uczelnię wynajętym powozem i zaimponować pozostałym studentom.
Nauczyciele Konserwatorium zatrudniali studentów – w ramach ich przygotowań do przyszłego zawodu – na sezon w prywatnych teatrach; w 1861 zagrała księcia de Richelieu w Les Premières Armes de Richelieu autorstwa Jeana-François Bayarda i Dumanoira w Théâtre de la Tour d’Auvergne. Pod koniec pierwszego roku – będąc podopieczną Provosta, zdobyła drugą nagrodę z tragedii na konkursowym egzaminie, grając tytułową rolę w Zairze Voltaire’a. Otrzymała również wyróżnienie w komedii za występ w Fałszywej Anusi. François-Joseph Regnier, profesor Konserwatorium i socjetariusz Comédie-Française, chciał zaangażować ją do sztuki Germaine własnego autorstwa – wystawianej w Théâtre du Vaudeville – za którą otrzymywałaby 25 franków od przedstawienia, lecz ministerstwo nie wyraziło zgody na jej debiut. Była pilną uczennicą i brała udział we wszystkich zajęciach (z kursu fechtunku zwolniła ją matka).
W połowie dwuletniego kursu – z uwagi na chorobę Provosta – przeniesiono ją do klasy Samsona (kształcącego się w przeszłości pod kierownictwem François-Josepha Talmy). Współpraca z nauczycielem układała się pomyślnie do momentu wyboru przezeń dwóch sztuk na konkursowy egzamin końcowy, na którym każdy student miał odegrać dwie sceny – z komedii oraz tragedii. Kwestionowała wybór dla niej sceny z komedii Szkoła starców oraz fragmentu tragedii Córka Cyda autorstwa Casimira Delavigne’a; według Skinner 17-letnia Bernhardt – mimo młodego wieku – umiała instynktownie odróżnić dobry teatr od złego, a sztuki Delavigne’a uważała za przestarzałe, „przesadne i napisane twardym językiem”. Samson pozostał nieugięty, wobec czego z niechęcią przystąpiła do przygotowań.
W dzień egzaminu matka sprowadziła swego osobistego fryzjera, który nieudolnie próbował ułożyć włosy Bernhardt w podłużne zwisające loki, cieszące się powodzeniem w latach 60. XIX wieku (miała ona gęste i kędzierzawe włosy, za krótkie, by móc uzyskać wspomniane loki). W efekcie – przed występem – jej włosy napuszyły się w wyniku rozczesania i sterczały na wszystkie strony, przypominając „miotłę” – jak stwierdziła Skinner. Roztrzęsiona i zapłakana nie podołała recytacji Córki Cyda. Odgrywając scenę ze Szkoły starców, odzyskała czysty dźwięk głosu i pewność siebie. Zajęła 2. miejsce w komedii. Zdaniem Tierchant obie role były klasyczne, wymagające starannie wystylizowanych emocji, podczas gdy Bernhardt preferowała romantyzm oraz pełne i naturalne wyrażanie własnych emocji.
W pamiętnikach pisała, że Provost był zwolennikiem stosowania swobody, z kolei Samson wymagał czystej dykcji, a jego metoda opierała się na prostocie. Krytycznie oceniała Beauvalleta, zarzucając mu brak talentu.

#### Comédie-Française (1862–1863)

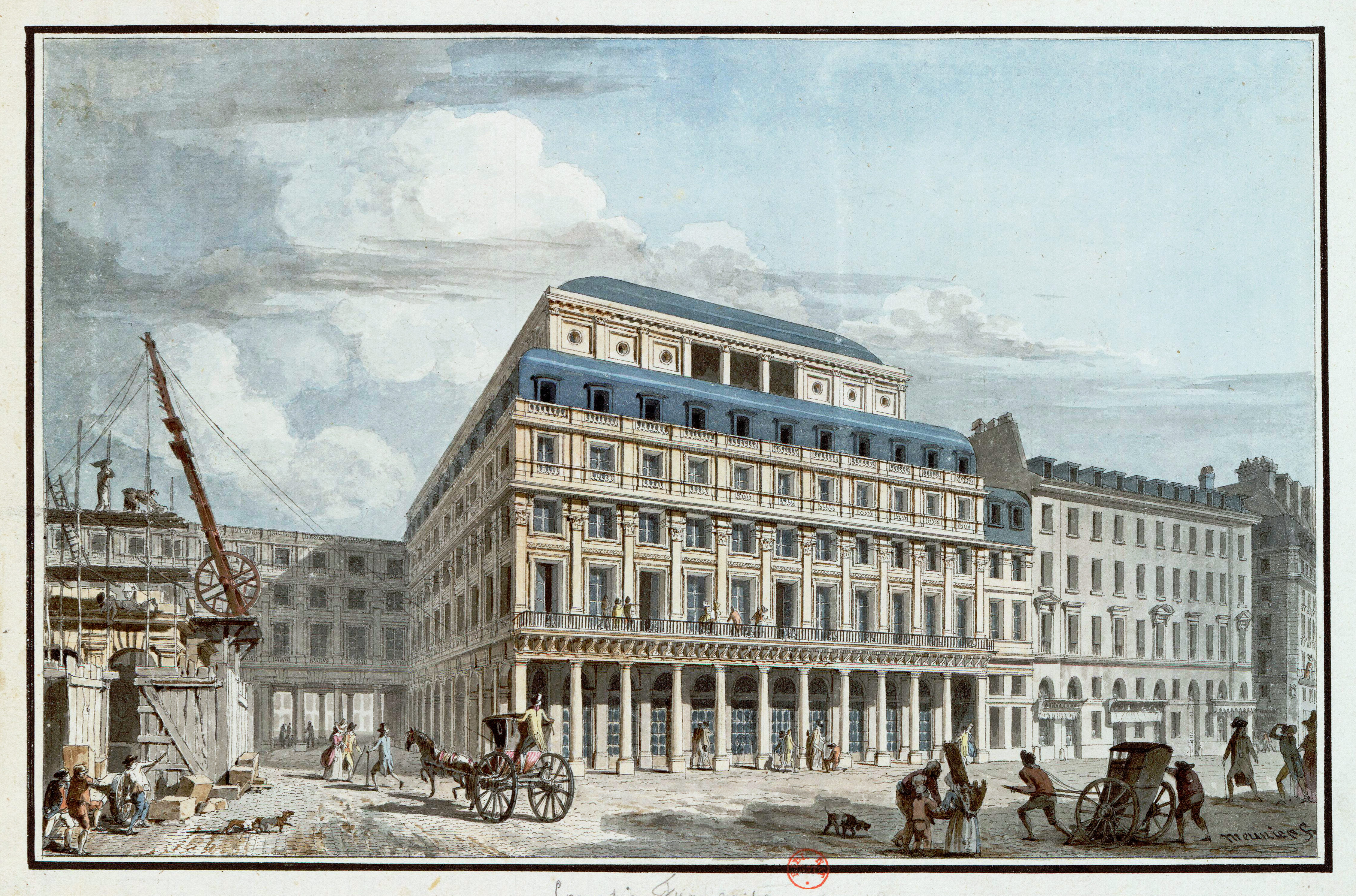
Comédie-Française (na ilustracji w latach 90. XVIII w.), którego szeregi Bernhardt opuściła w atmosferze skandalu w 1863

Dzięki ponownej protekcji ze strony diuka de Morny, który wspomniał o niej sprawującemu urząd ministra sztuk pięknych Camille’owi Doucet, została zaproszona do Comédie-Française. Przyjęto ją jako pensionnaire (tytuł nadawany początkującym aktorkom, zatrudnionym na okres próbny) za minimalną pensję 150 franków miesięcznie. Doucet polecił jej kandydaturę Édouardowi Thierry’emu, głównemu administratorowi francuskiego teatru narodowego.
Debiutowała 11 lub 31 sierpnia (w pamiętnikach wymieniała datę 1 września) 1862 w sztuce Ifigenia Racine’a, grając tytułową rolę. Jej występ okazał się porażką – sparaliżowana tremą zbyt pośpiesznie wygłaszała kwestie, a jej szczupła sylwetka sprawiała wrażenie groteskowej w oczach widzów, którzy ją wyśmiewali. Wpływowy krytyk teatralny Francisque Sarcey napisał na łamach „L’Opinion Nationale”, że „panna Bernhardt […] jest wysoką i przystojną młodą osobą o smukłej talii i ogromnie ujmującej twarzy; zwłaszcza góra twarzy jest wybitnie piękna. Ma dobrą postawę i doskonałą dykcję. W tej chwili tylko tyle można o niej powiedzieć”. Sama uważała, że w swoim debiucie była nijaka.

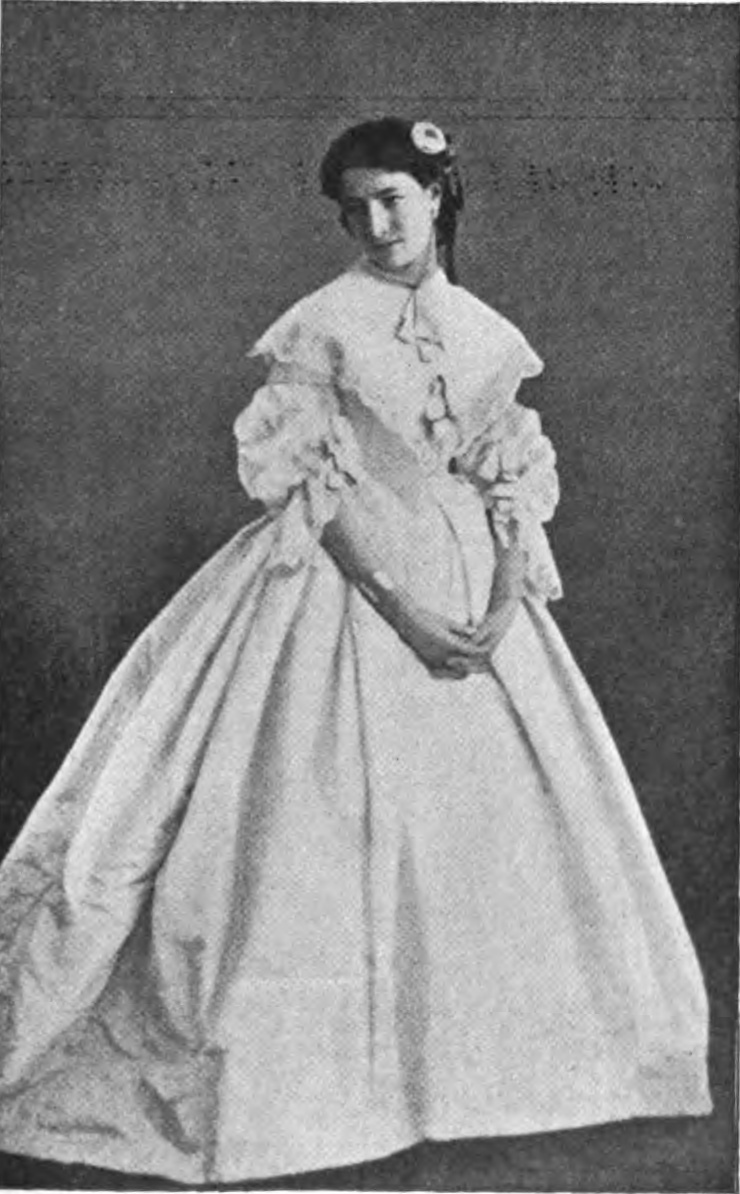
Bernhardt jako Henrietta w komedii Uczone białogłowy (1862)

W ciągu następnych tygodni występowała w tytułowej roli w Walerii pióra Eugène’a Scribe’a i jako Henrietta w komedii Uczone białogłowy Molière’a, lecz sztuki te przeszły bez echa, a krytycy odnosili się do niej z dystansem – Sarcey uważał ją za ładną i nijaką, rozwijając: „Rzecz naturalna, że wśród debiutantek, które jesteśmy zmuszeni oglądać, nie wszystkie osiągają powodzenie”. James Berbier z jednej strony komplementował jej głos, z drugiej zarzucał brak prezencji i oceniał, że ma brzydkie ciało. W efekcie przez następne tygodnie nie otrzymywała propozycji angażu. Większą uwagę skupiała na sobie poza sceną; gdy portier teatru zwrócił się do niej per „mała Bernhardt” – dotknięta lekceważącym zwrotem – połamała na jego głowie parasolkę i jednym ciosem rozcięła mu skórę w okolicach czaszki. Mając świadomość popełnionego czynu, opatrzyła go, podarła swoją halkę w pasy i zabandażowała rannego mężczyznę.
Drugi skandal z jej udziałem miał miejsce 15 stycznia 1863. Podczas uroczystości zwanej „Ceremonią” i odbywającej się rokrocznie w dzień urodzin Molière’a – w trakcie której ustawiano popiersie komediopisarza, a wszyscy aktorzy Comédie-Française defilowali parami w kostiumach stworzonych przezeń postaci, oddawali mu hołd poprzez składanie liści palm u stóp postumentu i odgrywając krótkie scenki z jego komedii – miała za zadanie iść u boku dziekana i nieść wieniec laurowy, który następnie umieszczano z szacunkiem na marmurowych kędziorach ojca teatru. Na defiladę zabrała ze sobą siostrę Réginę, nalegającą na możliwość uczestnictwa w wydarzeniu. Podczas uroczystości 9-latka niefortunnie przydepnęła tren sukni idącej przed siostrami madame Nathalie (Zaïre-Nathalie Martel). Doświadczona aktorka chwyciła młodszą z sióstr za ramiona, po czym odepchnęła ją w stronę kamiennej kolumny. Régina, uderzywszy się o wystający ostry kant, rozcięła sobie czoło. Znajdując się w stanie szoku, w wulgarnych słowach obrażała madame Nathalie, która z kolei swój gniew zaczęła wyładowywać na starszej z sióstr. Poirytowana Bernhardt z impetem spoliczkowała aktorkę, wskutek czego ta upadła na towarzyszącego jej partnera, który osunął się na ziemię. Wydarzenie to odbiło się szerokim echem w środowisku paryskich dziennikarzy, ochoczo opisujących całe zajście, a karykaturzyści ilustrowali ich felietony. W ocenie Skinner 19-letnia Bernhardt zrozumiała, że reklama, nawet skandaliczna, jest lepsza niż cisza wokół własnej osoby. Był to pierwszy moment, gdy prasa okazała zainteresowanie młodą aktorką.
Nazajutrz Thierry wezwał ją do gabinetu, domagając się przeprosin w stosunku do madame Nathalie. Odmówiła, argumentując, że przeprosiny należą się jej siostrze. Gdy administrator teatru obsadził ją w głównej roli w Dolores, sztuce Louisa Bouilheta, madame Nathalie – mająca znaczące wpływy w Comédie-Française – przekonała reżysera spektaklu, aby ten pozbawił ją roli. Otrzymawszy list z informacją o odsunięciu jej od gry, udała się do gabinetu Thierry’ego i zażądała zerwania umowy. Po dopełnieniu formalności opuściła Comédie-Française; według Tierchant zrobiła to po występie w sztuce Wartogłów pióra Molière’a, wystawionej z początkiem marca. Część źródeł podawała, że po raz kolejny odrzuciła możliwość przeproszenia, wobec czego zmuszono ją do odejścia.
Skandal z jej udziałem ożywił zainteresowanie publiczności teatrem; tłumy zapełniały widownię co wieczór, a osobistości z najwyższych sfer przysyłały lokajów po informacje, kiedy będzie można obejrzeć ją na scenie.

#### Théâtre du Gymnase i Théâtre de la Porte Saint-Martin (1863–1865)

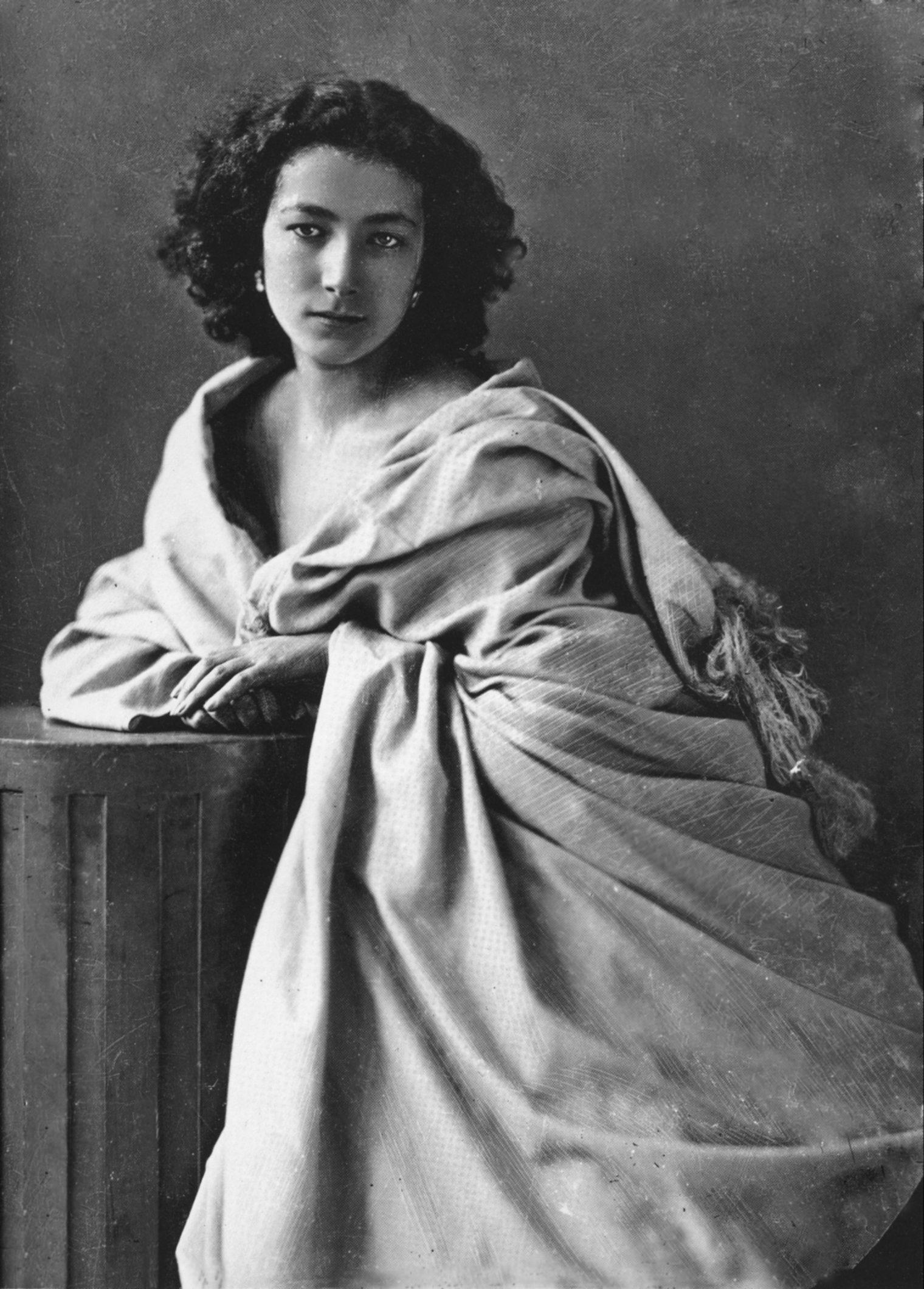
Bernhardt w sesji autorstwa Nadara (datowanej na 1863 lub 1864)

Opuszczenie najbardziej prestiżowego teatru Francji – wskutek impulsywnej decyzji – spotkało się z niezrozumieniem ze strony jej rodziny. Spokój odnajdywała u zaprzyjaźnionej pani Guérard, pomagając przy gospodarstwie oraz ucząc się przyrządzać potrawy kulinarne. Zmotywowana do osiągnięcia sukcesu scenicznego, nie zamierzała rezygnować z kariery aktorskiej, mimo że skandal ze spoliczkowaniem madame Nathalie odbił się głośnym echem w Paryżu, przez co dyrektorzy teatrów nie chcieli jej zatrudniać. Dzięki wpływom swojego ojca chrzestnego, Régisa Lavolie, została zaangażowana w bulwarowym Théâtre du Gymnase – specjalizującym się w wystawianiu lekkich komedii. Umowę podpisała uzyskawszy od rodziny upełnoletnienie. Początkowo dublowała dwie czołowe aktorki – Blanche Pierson i Céline Montaland (w pamiętnikach wymieniła jedynie Victorię Lafontaine). Zagrała też w kilku przeciętnych komediach – m.in. w Domu bez dzieci Dumanoira, Ojcu debiutantki Emmanuela Théaulon i Bayarda oraz w Demonie gry pióra Henriego Crisafulli i Théodore’a Barrière (zastępowała w niej bez przygotowania Lafontaine). Ostatnia z nich cieszyła się powodzeniem, mimo konfliktowych relacji z reżyserem.

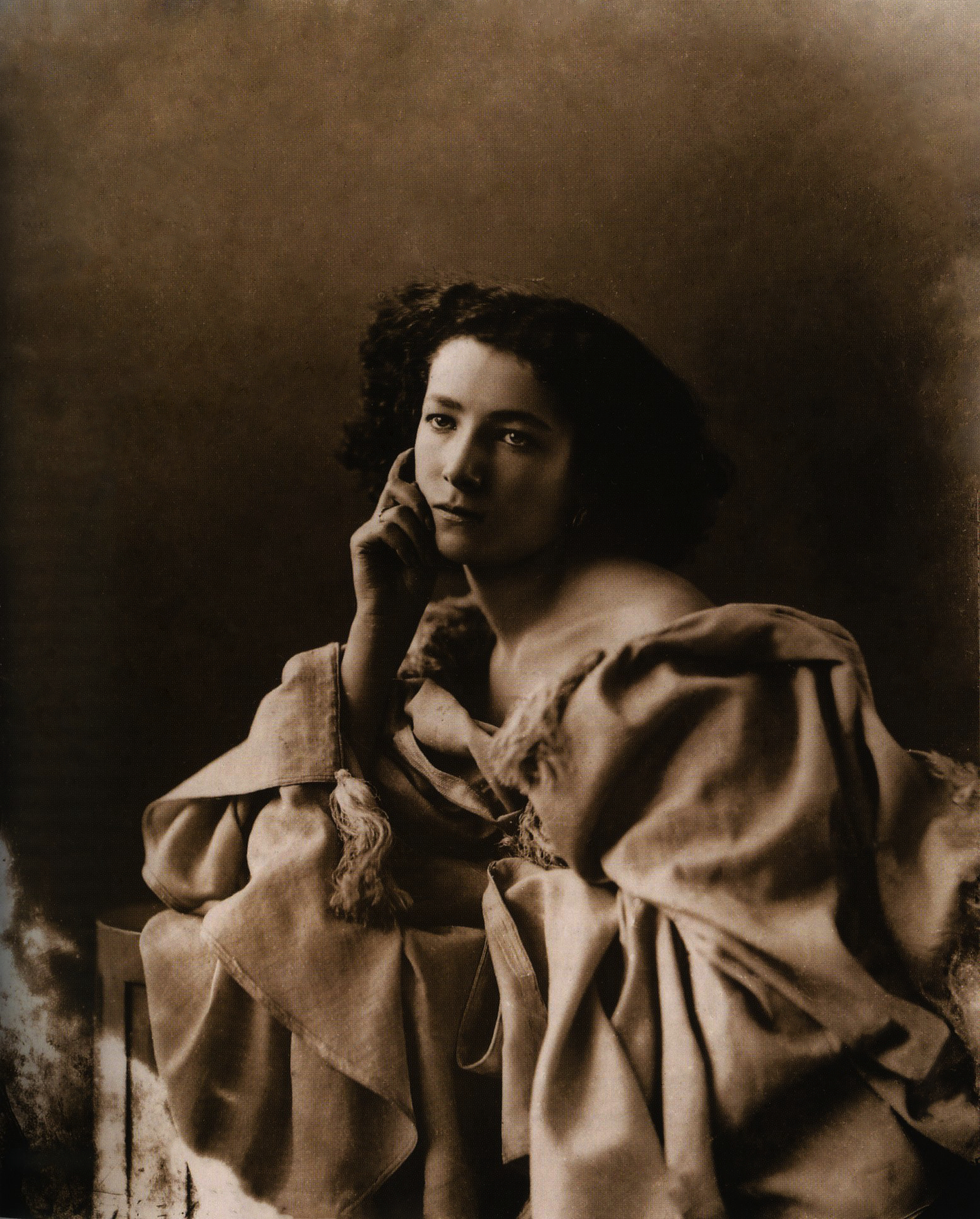
Portret Bernhardt autorstwa Nadara (1863 lub 1864)

W Théâtre du Gymnase po raz ostatni zagrała 25 kwietnia 1864 u boku Pierson i Montaland w komedii Mąż lansujący własną żonę Eugène’a Labiche’a i Raymonda Deslandesa. Nie kryła swojej niechęci do sztuki, uznając ją za „głupią”. Krytycznie oceniała także przyznaną jej rolę rosyjskiej księżniczki Daszeńki, uważając, że w ogóle do niej nie pasowała. „Brakowało mi zupełnie obycia ze sceną i czułam się trochę onieśmielona; poza tym naprawdę nie po to pracowałam przez trzy lata tak uporczywie oraz z taką wiarą, żeby grać rolę głupiej gęsi w idiotycznej sztuce” – argumentowała. Jak pisała Skinner, wypadła w niej „żenująco niedobrze”, a sam spektakl przeszedł niezauważony, podobnie jak jej rola. Obecna na widowni matka skarciła córkę, uznając, że się ośmieszyła.
Podłamana rozważała popełnienie samobójstwa; w tym celu udała się do mieszkającej piętro wyżej pani Guérard, aby ta dała jej laudanum. Gdy kobieta odmówiła – zdaniem Skinner – miała powrócić do swojej sypialni i nosić się z zamiarem wyskoczenia z okna, lecz jej zamysł przerwała wizyta Dumasa, który wrócił z nieudanej sztuki. Dostrzegając niepokojący stan psychiczny Bernhardt, doradził jej czasowy rozbrat z teatrem i wyjazd do Hiszpanii. W pamiętnikach pisała, że decyzję o wyjeździe na Półwysep Iberyjski podjęła spontanicznie, pod wpływem chwili. Napisała list do dyrektora Théâtre du Gymnase, prosząc w nim o wybaczenie „biednej szalonej dziewczynie”. Świadkiem jego odczytywania był Victorien Sardou. Arthur Gold i Robert Fizdale uważali, że „część z tego, co następuje, może być prawdą, ale równie możliwe jest, że większość z nich to wymysły”.
Jak sama wspominała, w trakcie pobytu w Hiszpanii padła ofiarą złodzieja, zaprzyjaźniła się z węgierskim wicekonsulem oraz z jego żoną – miała dostać od nich list polecający do osób z najwyższych sfer w Madrycie, gdzie następnie ją przyjmowano i goszczono, uczęszczała też na korridy. Pobyt Bernhardt w Hiszpanii oraz jej przeżycia tam biografowie podawali w wątpliwość, podobnie jak to, że wyjechała do Brukseli, gdzie – na jednym z tamtejszych bali maskowych – miała poznać potomka arystokratycznego rodu belgijskiego, księcia Henriego de Ligne, z którym połączył ją romans (kwestionująca tę wersję Tierchant pisała, że poznali się w Paryżu, gdzie de Ligne regularnie przyjeżdżał). Podróżowanie przerwał list, informujący ją o pogorszeniu się stanu zdrowia jej matki; wymieniano zapalenie opłucnej lub atak serca. Po powrocie zamieszkała z nią.
Nie tracąc aktorskich ambicji, obchodziła biura teatrów, poszukując angażu. Nagłe zerwanie przez nią współpracy z Théâtre du Gymnase traktowano jako pogwałcenie reguł zawodu aktorskiego – co tylko utrwaliło jej reputację osoby niegodnej zaufania. Z tego powodu dyrektorzy nie chcieli z nią rozmawiać. W efekcie przez pięć miesięcy pozostawała bez pracy. Była zmuszona wyprowadzić się z domu po tym, jak przyznała się matce, że jest w ciąży – będącej wynikiem romansu z de Ligne. Van Hard potępiła jej zachowanie (choć sama urodziła trzy córki trzem mężczyznom). Przy wsparciu finansowym babki ze strony ojca, wynajęła mieszkanie przy rue Duphot. Zabrała ze sobą młodszą siostrę Réginę. W pamiętnikach, w których pominęła temat ciąży, pisała, że głównym powodem wyprowadzki była zbyt duża zbieżność charakterów z matką, cechująca się gwałtownym zachowaniem.

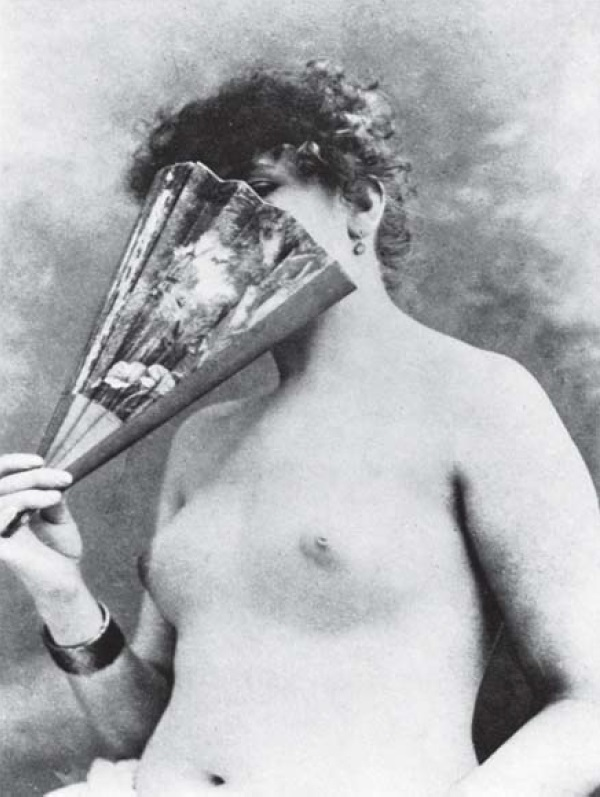
Portret Bernhardt powstały w atelier Nadara (zdj. z okresu 1864–1866)

Po narodzinach syna Maurice’a, ze względu na trudną sytuację finansową, wznowiła poszukiwania pracy. Według Tierchant lata 1864–1866 były okresem jej „społecznej prostytucji”. Będąc bezrobotną, utrzymywała intymne kontakty z wysoko postawionymi osobistościami, w tym z dyplomatami, finansistami, a także z dziennikarzami i krytykami, by ci poświęcili jej kilka pochwalnych artykułów. Pod koniec 1865 otrzymała skromną posadę w Théâtre de la Porte Saint-Martin, specjalizującym się w melodramatach oraz ekstrawagancjach, pełniąc rolę statystki i ponownie dublując inne aktorki.
W połowie okresu przewidzianego na wystawianie muzycznej komedii Łania w lesie pióra braci Cogniard, reklamowanej na afiszach jako „wodewil feeryczny”, decyzją dyrektora teatru, zastąpiła w roli księżniczki Desirée chorą Vénulie Debay. Nie mając doświadczenia w śpiewie, odbyła kilka prób – stosowała wokalne sztuczki, na pół recytując i na pół nucąc. Sztuka cieszyła się powodzeniem, a grę Bernhardt nagrodzono gromkimi brawami. Po kilku dniach Debay powróciła do roli.

#### Théâtre de l’Odéon (1866–1872)

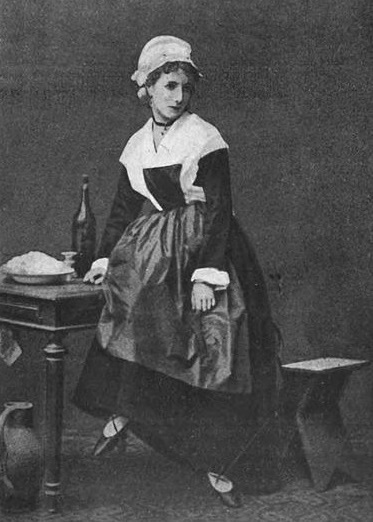
Bernhardt jako Marietta w sztuce François le Champi (1867)

Ponownie wykorzystując swoją znajomość z Doucet, usiłowała otrzymać angaż do prestiżowego teatru repertuarowego de l’Odéon, uchodzącego za drugi Comédie-Française – zatrudnienie w nim uważano w środowisku artystycznym za znaczące wyróżnienie. Sprawę komplikowała reputacja Bernhardt, która dała się poznać jako skandalistka oraz osoba obdarzona gwałtownym temperamentem. Złożywszy obietnicę poprawy, otrzymała od Doucet list polecający do dyrektorów teatru, Félixa Duquesnela oraz Charles’a de Chilly (drugi z nich brał wcześniej udział w przesłuchaniu jej do roli pastuszki w sztuce Lamberta-Thiboust, krytykując szczupłą sylwetkę Bernhardt). Duquesnel, mimo sceptycyzmu de Chilly, był do niej przyjaźnie nastawiony i zatrudnił ją, pokrywając z własnej kieszeni minimalną płacę w wysokości 100 lub 150 franków.
15 sierpnia 1866 debiutowała kreacją Sylwii w trzyaktowej komedii Igraszki trafu i miłości Pierre’a de Marivaux. Występ ten okazał się porażką; jak przyznawała, brakowało jej kokieterii i sztuczności w grze, której wymagał de Marivaux. Skinner była zdania, że aktorstwo Bernhardt czerpało wewnętrzną siłę z głębokiej szarości, które nie miało nic wspólnego z duchem XVIII-wiecznych igraszek. Bez większego rozgłosu przeszły też dwie następne sztuki z jej udziałem – Fedra, w której wystąpiła jako Arycja, i Uczone białogłowy, gdzie wcieliła się w Armandę. Charles de Chilly, uznając, że jej okres próbny wypadł miernie, domagał się zwolnienia Bernhardt i nie szczędził słów krytyki pod jej adresem; porównywał szczupłą sylwetkę Bernhardt do „igły poruszającej czterema szpilkami”. W jej obronie stawał Duquesnel. Mając na uwadze przysięgę złożoną Doucet, wielokrotnie powstrzymywała się przed spoliczkowaniem pozostającego antagonistycznie nastawionego do niej de Chilly. Przez kolejne miesiące grywała różne role, przeważnie te, określane mianem ingénues („pierwszej naiwnej”).

#### Atalia,Kean
Pierwszy zawodowy sukces odniosła w czerwcu 1867 męską rolą Zachariasza, syna arcykapłana Jojady, w nowej wersji tragedii Atalia Racine’a z muzyką Mendelssohna. Decyzją de Chilly wyznaczono ją do odczytywania chóru, który pierwotnie miała na pół śpiewać i na pół recytować grupa studentów z wydziału muzycznego Konserwatorium Paryskiego. Jej recytacja, podobnie jak i rola, była sukcesem; nagrodzono ją potrójną salwą braw widowni – najzagorzalsi fani obwołali ją nową Rachel Félix.

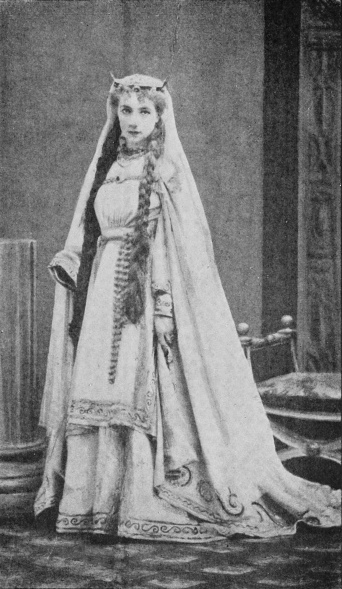
Bernhardt jako Kordelia w sztuce Król Lear (1868)

Sztuka stała się przebojem i nie schodziła z afisza przez całe lato. Również recenzje miały przychylny ton; Sarcey komplementował m.in. jej intonację i prezencję sceniczną. Sukces Atalii sprawił, że negatywnie nastawiony de Chilly zmienił swoje podejście, pozostając od tego czasu w trwałej przyjaźni z Bernhardt. Także w 1867 grała w Markizie de Villemer, portretując doświadczoną baronową d’Argalde, i François le Champi, w której wcieliła się w Mariettę – obie sztuki były autorstwa George Sand, a druga z nich odniosła sukces i była wystawiana ponad 100-krotnie. Na inaugurację sezonu 1868 wystąpiła w roli Hortensji w Testamencie Cezara Girodot Adolphe’a Belota i Pierre’a Villetard.
Przełomem w karierze była rola Anny Damby w dramacie Kean Dumasa. W trakcie mającej miejsce 18 lutego premiery, zgromadzona w de l’Odéon publiczność urządziła manifestację. Zwolennicy pozostającego na wygnaniu Victora Hugo (był on zagorzałym krytykiem ustroju państwa francuskiego i sprawującego rządy Napoleona III, a w ramach protestu dobrowolnie udał się na wygnanie na wyspę Guernsey), wykupili większość biletów i sprzeciwiając się carskiemu zakazowi wystawiania jego sztuk, wszczęli awanturę; krytyka spadła na obecnego w loży Dumasa i towarzyszącą mu partnerkę. Nieustanne gwizdy, wznoszone okrzyki i tupania uniemożliwiały aktorom grę. Zdezorientowana Bernhardt, którą wpierw wyśmiano, przerwała występ i zwróciła się do wzburzonej widowni: „Przyjaciele, bronicie słusznej sprawy. Ale czy to sprawiedliwe, że pana Dumasa obciążacie winą za wygnanie pana Hugo?”. Publiczność, doceniwszy jej odwagę i trafność słów, nagrodziła ją oklaskami i umożliwiła kontynuację widowiska. Po jego zakończeniu aktorzy otrzymali owację na stojąco; zdaniem Skinner była owego wieczora olśniewająca, grając „cudownie, subtelnie, wzruszająco, z prostotą niezwykłą w tamtej epoce, zaskakując widzów naturalnością”. Dumas osobiście za kulisami dziękował i gratulował jej występu. Decyzją dyrekcji teatru otrzymała podwyżkę pensji do 250 franków. Przy wyjściu dla aktorów tłum wielbicieli czekał, by móc obsypać ją kwiatami i wiwatować (praktyka ta powtarzała się w kolejnych latach wielokrotnie). „L’Opinion Nationale” pisał: „Oswoiła publiczność niczym mały Orfeusz”.

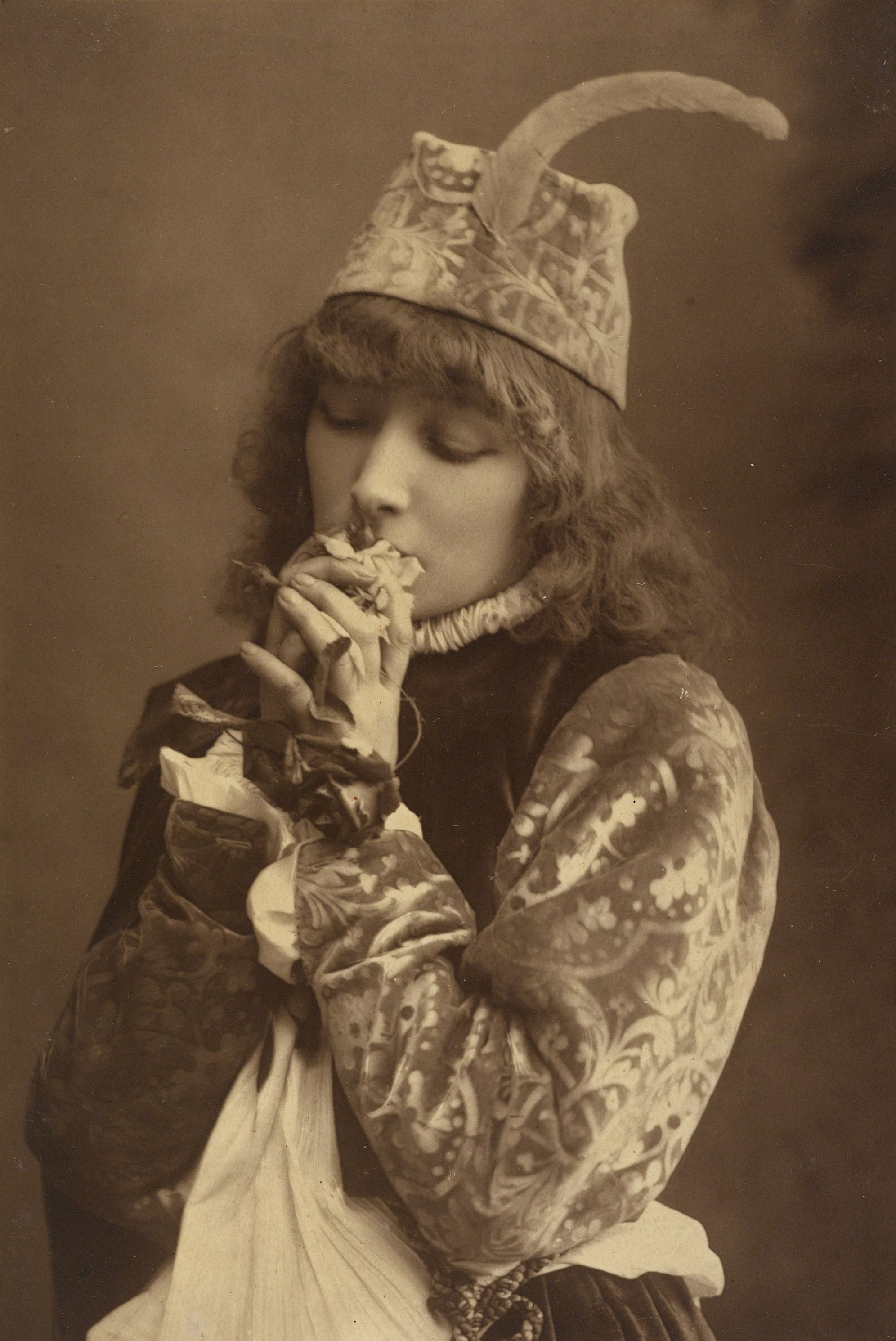
Bernhardt jako trubadur Zanetto w sztuce Przechodzień (1869)

Po sukcesie w Keanie została jedną z bardziej rozpoznawalnych aktorek de l’Odéon, a jej powiększające się grono wielbicieli składało się w znacznym stopniu z artystów, literatów i studentów – ci ostatni określali siebie mianem Saradoteurs – nazywających ją „naszą Sarah”. Rosnąca renoma powodowała, że w jej garderobie gościły znane osobistości z kręgu kultury, polityki i prasy, w tym Arthur Meyer, Gustave Flaubert i Léon Gambetta. Wzrosło także jej wynagrodzenie do 350 franków miesięcznie. Spośród kolejnych sztuk, istotną kreacją Bernhardt była Kordelia, którą sportretowała w tragedii Król Lear Williama Shakespeare’a. Théophile Gautier pisał o jej wdzięku i pięknie sceny śmierci.

#### Przechodzień
Otrzymawszy od Marie Agar, cenionej aktorki de l’Odéon, propozycję występu wraz z nią w sztuce Przechodzień debiutującego François Coppée, przeczytała kilka stron manuskryptu, po czym przekonała Duquesnela do zgody na wystawienie sztuki, będącej miłosnym duetem. Na potrzeby roli renesansowego trubadura Zanetto (była to jej druga po Zachariaszu w Atalii z 1867 męska kreacja) sama zaprojektowała swój kostium. Akcja rozgrywającej się we Włoszech jednoaktowej i wierszowanej sztuki koncentrowała się na duecie bohaterów – Silvii (Agar), florenckiej kurtyzanie, odczuwającej znużenie wzbudzaniem pożądania u mężczyzn, i adorującym ją 17-letnim trubadurze Zanetto (Bernhardt).
Prapremiera sztuki miała miejsce 14 stycznia 1869 i była wystawiana 140 lub 150 razy, ciesząc się uznaniem w kręgach paryskiej arystokracji, która co wieczór zapełniała teatr. Dramat wierszowany Coppée był pierwszym wielkim triumfem w jej karierze, dzięki czemu stała się najgłośniejszą młodą aktorką we francuskiej stolicy. Gold i Fizdale pisali, że „do Przechodnia Bernhardt była zwykłą śmiertelniczką; teraz stała się idolką studentów i muzą poetów”.
Jej rolę docenili krytycy; Théodore de Banville pisał, że „recytowała wiersze tak, jak śpiewają słowiki, w sposób, w jaki wzdycha wiatr, szum potoków”. W podobnym tonie wypowiadał się Gautier: „Przypomina renesansowe klejnoty… tak precyzyjnie, tak delikatnie cyzelowane… To jakby sen, ale fascynujący. Panna Bernhardt mówiła ten śliczny tekst z niezwykłą subtelnością i ze szczerym uczuciem”. Dla Skinner „wyglądała jak anielski muzykant, wyrzeźbiony przez Donatella, poruszała się z niewysławionym wdziękiem, a wiersze poety w jej interpretacji dźwięczały raczej srebrem niż złotem… świeże jak strumyk, czyste jak głos dziecka”. Sukces spowodował, że podwyższono jej pensję do 500 franków miesięcznie. Przeniosła się do siedmiopokojowego mieszkania przy rue Auber 16.
Jedno z przedstawień odbyło się w salonie mieszkania Matyldy Letycji Bonaparte, a kulminację stanowił występ dla dworskiej publiczności w pałacu Tuileries na zorganizowanym przez cesarza i małżonkę Eugenię bankiecie na cześć królowej Holandii Zofii Wirtemberskiej i jej syna, księcia Wilhelma. Napoleon III, kilka dni po występie, w ramach podziękowania przesłał Agar i Bernhardt broszę z brylantów ułożonych w kształt cesarskich inicjałów.
Sezon 1869 zwieńczyła kreacją Jeanne w przebojowej komedii czteroaktowej Bastard Alphonse’a Touroude.

### Lata 70.

#### Służba w czasie wojny francusko-pruskiej (1870–1871)

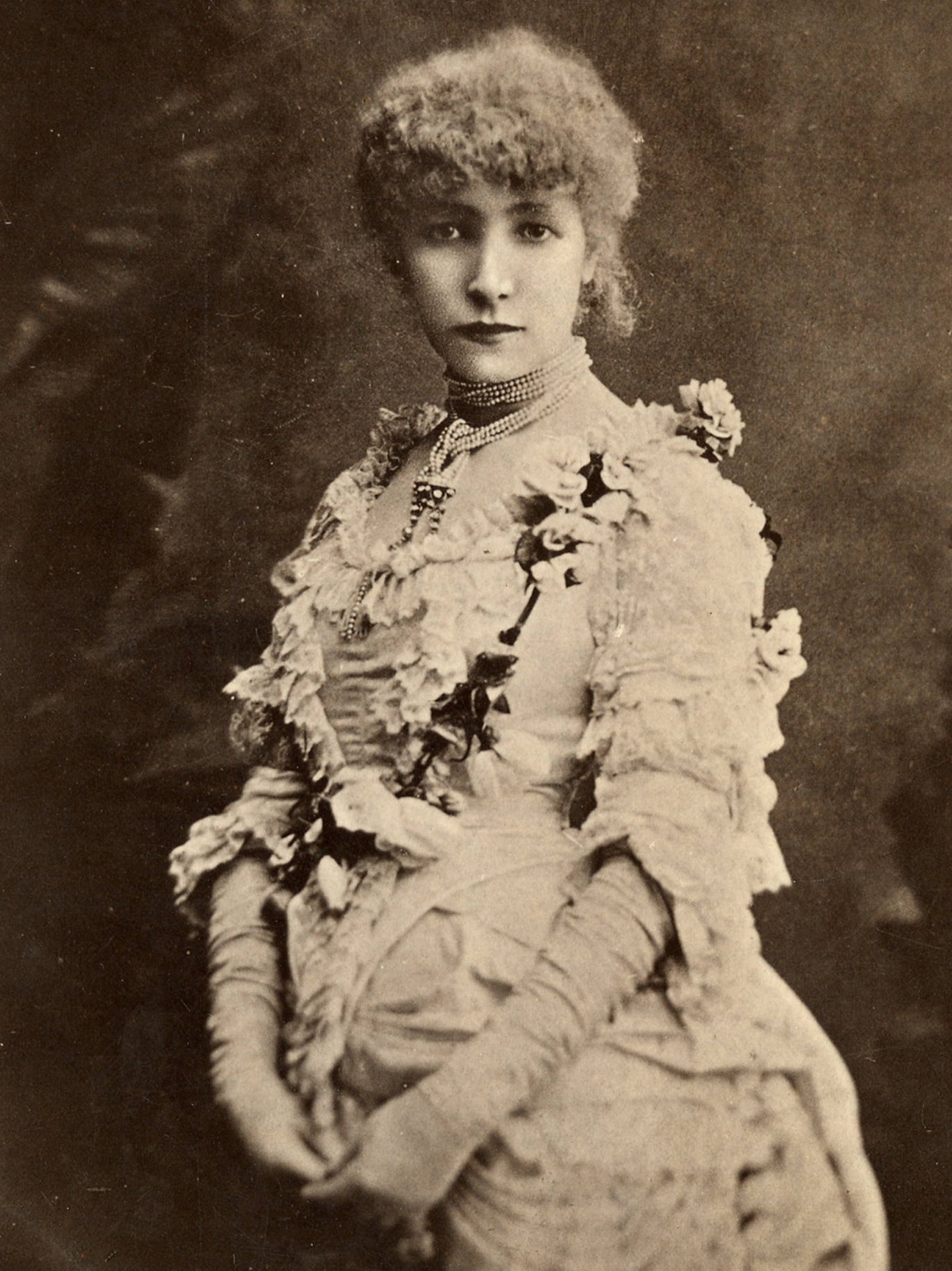
Bernhardt ok. 1870 (aut. Charles Roscoe Savage)

W 1870 występowała w sztukach Wyzwoleniec Latoura Saint-Ybarsa i Inny George Sand. Na początku lata, po serii silnych krwotoków, spowodowanych intensywnością pracy w teatrze i bujnym życiem towarzyskim, namówiona przez lekarzy i dyrekcję de l’Odéon, udała się na odpoczynek i dwumiesięczną kurację do Eaux-Bonnes w Pirenejach Atlantyckich. Twierdziła, że przyczyną pogorszenia się stanu jej zdrowia był nieustający lęk oraz widok matek tulących i żegnających swych synów przed wyruszeniem na front wojny francusko-pruskiej. Po oblężeniu Paryża przez wojska pruskie przerwała kurację i wróciła do stolicy. Wysławszy swojego syna pod opieką niańki, ciotkę, dwie siostry, matkę i służące do Hawru, została z kucharką i panią Guérard w domu, by nieść pomoc potrzebującym.

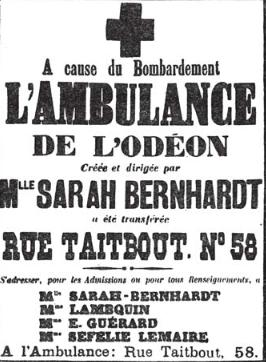
Informacja o przeniesieniu szpitala z Théâtre de l’Odéon do domu Bernhardt

Z jej inicjatywy zamknięty na czas trwania konfliktu zbrojnego de l’Odéon przekształcono w prowizoryczny szpital dla rannych żołnierzy (pierwszy powstał w Comédie-Française). Wykorzystując swoją pozycję odbywała liczne spotkania z wpływowymi znajomymi, pozyskując niezbędne produkty, w tym m.in. środki medyczne, ubrania oraz żywność – dzięki czemu de l’Odéon był najlepiej wyposażonym szpitalem polowym w pierwszym okresie oblężenia Paryża.
Samodzielnie objęła zarządzanie placówką; prócz opatrywania i opiekowania się rannymi, pełniła też obowiązki przełożonej pielęgniarek (asystowała naczelnemu chirurgowi przy amputacjach i operacjach). Jej osobista kucharka przygotowywała posiłki, a pani Guérard była pielęgniarką. Z grupą przyjaciół zajmowała się prowadzeniem raportów dotyczących rannych żołnierzy. Początkowo zorganizowała rozmieszczenie 32 łóżek w foyer i holu teatru. W wyniku przepełnienia wygospodarowano miejsca dla kolejnych 60; zaimprowizowała dodatkowych 10 łóżek.
Z uwagi na srogą zimę, najmroźniejszą w okresie dwudziestolecia, gdy w mieście zabrakło węgla, wykorzystywała m.in. stare dekoracje, małe ławki oraz rekwizyty do ogrzewania teatru. Brała również udział w zbieraniu poległych i opatrywaniu rannych pod Châtillon, będącym polem bitwy. W styczniu 1871, kiedy wojska pruskie nasiliły bombardowanie Paryża, przy pomocy współpracowników przeniosła rannych do piwnicy teatru, lecz ze względu na panujące tam warunki – pękające od mrozu rury zalewały podziemia nieczystościami, a szczury atakowały rannych – zamknęła ambulatorium wojskowe. Część najciężej rannych przetransportowano do szpitala wojskowego Val-de-Grâce, a dla pozostałych 20 wynajęła mieszkanie przy rue de Provence – lub udostępnione przez znajomego bankiera na rue Taitbout 58 – gdzie opiekowała się nimi z pielęgniarkami.
Szacuje się, że przez prowizoryczny szpital urządzony w siedzibie de l’Odéon przewinęło się 150 mężczyzn i 2 kobiety (Bernhardt w pamiętnikach podawała liczbę 300 żołnierzy). Wśród rannych był Ferdinand Foch, wielbiciel jej talentu i młody student École polytechnique, który po latach dowodził armiami alianckimi podczas I wojny światowej.
Sprowadziwszy rodzinę z Cesarstwa Niemieckiego, wróciła do stolicy, która znalazła się pod władzą Komuny Paryskiej. Liczne pogróżki i szykany ze strony prefekta policji Raoula Rigault – będącego jej zaciekłym wrogiem od czasu, gdy przed laty dosadnie skrytykowała jego sztukę – zmusiły Bernhardt i jej rodzinę do czasowej przeprowadzki do Saint-Germain-en-Laye. Wróciła do mieszkania przy rue de Rome, gdy armia pod dowództwem Patrice’a de Mac Mahona stłumiła Komunę, a rząd republikański objął władzę nad stolicą. Robert Gottlieb pisał, że jej postawa w okresie wojny była „pierwszym krokiem w nieprawdopodobnej przemianie z upartej dziewczyny o wątpliwej moralności w ikonę narodową”.

#### Ruy Blasi powrót do Comédie-Française (1872–1878)

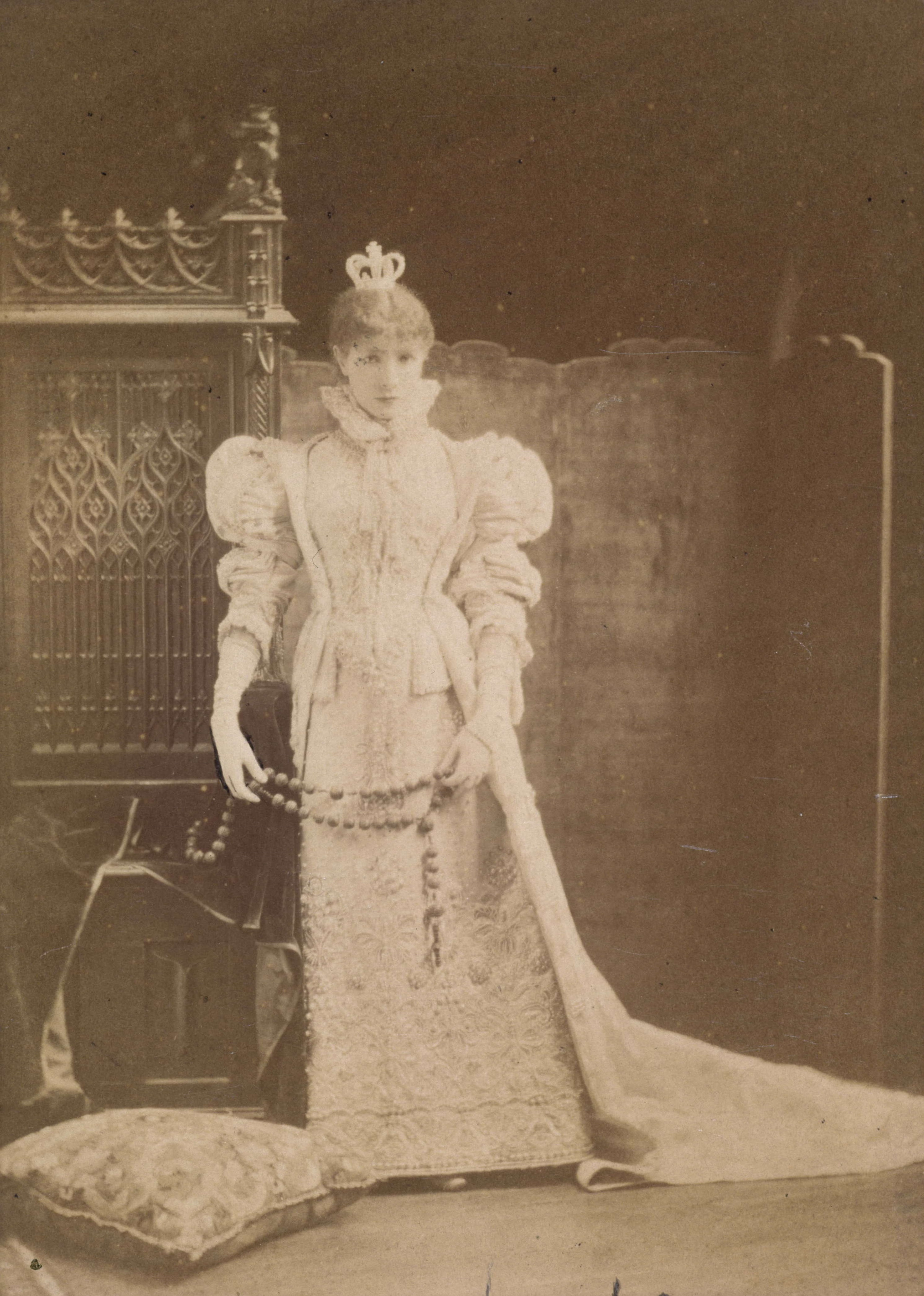
Bernhardt jako królowa w sztuce Ruy Blas (1872)

Podłamana napiętym stanem panującym w kraju i widokiem licznych zniszczeń w stolicy, na kilka dni zamknęła się w domu, nie wykazując zainteresowania otaczającym ją światem. Sytuację zmieniła wizyta de Chilly, który oznajmił jej, że de l’Odéon planuje wznowienie działalności w październiku i poprosił ją o przyjęcie głównej roli kobiecej w sztuce Jean-Marie André Theuriet. W pierwszej chwili odrzuciła ofertę, motywując to brakiem zainteresowania czymkolwiek (planowała wyjechać do Bretanii i założyć farmę). Kiedy de Chilly poinformował ją, że rolę otrzyma Jane Essler, zmieniła zdanie i przystąpiła do prób. Jednoaktowa sztuka okazała się znaczącym sukcesem, a rola młodej Bretonki, zmuszonej przez ojca do poślubienia podstarzałego mężczyzny (Paul Porel), wzmocniła rozgłos, jakim zaczynała cieszyć się osoba Bernhardt. Sarcey pisał, że „ma suwerenny wdzięk, przenikliwy urok, nie wiem jaki. Jest artystką naturalną, niezrównaną artystką”. Na otwarcie sezonu 1872 wystąpiła w reżyserowanej przez Flauberta sztuce Mademoiselle Aïssé Louisa Bouilheta. Po tym jak uznano ją za niepoprawną politycznie, została zdjęta z afisza.
Po upadku II Cesarstwa z dobrowolnej banicji wrócił do Paryża cieszący się opinią zwycięskiego bohatera Hugo. Dyrektorzy de l’Odéon podjęli decyzję o wystawieniu jednej z jego sztuk – wierszowanego dramatu romantycznego Ruy Blas. Faworytką do roli królowej była Essler, lecz Bernhardt, zdeterminowana by zagrać postać hiszpańskiej władczyni Doñy Marii Anny von Pfalz-Neuburg, wywierała presję na agenta literackiego poety, jego kuzyna i jednego z aktorów, by ci przekonali pisarza do jej kandydatury. Hugo, obejrzawszy ją wcześniej w Jean-Marie, wyraził zgodę.

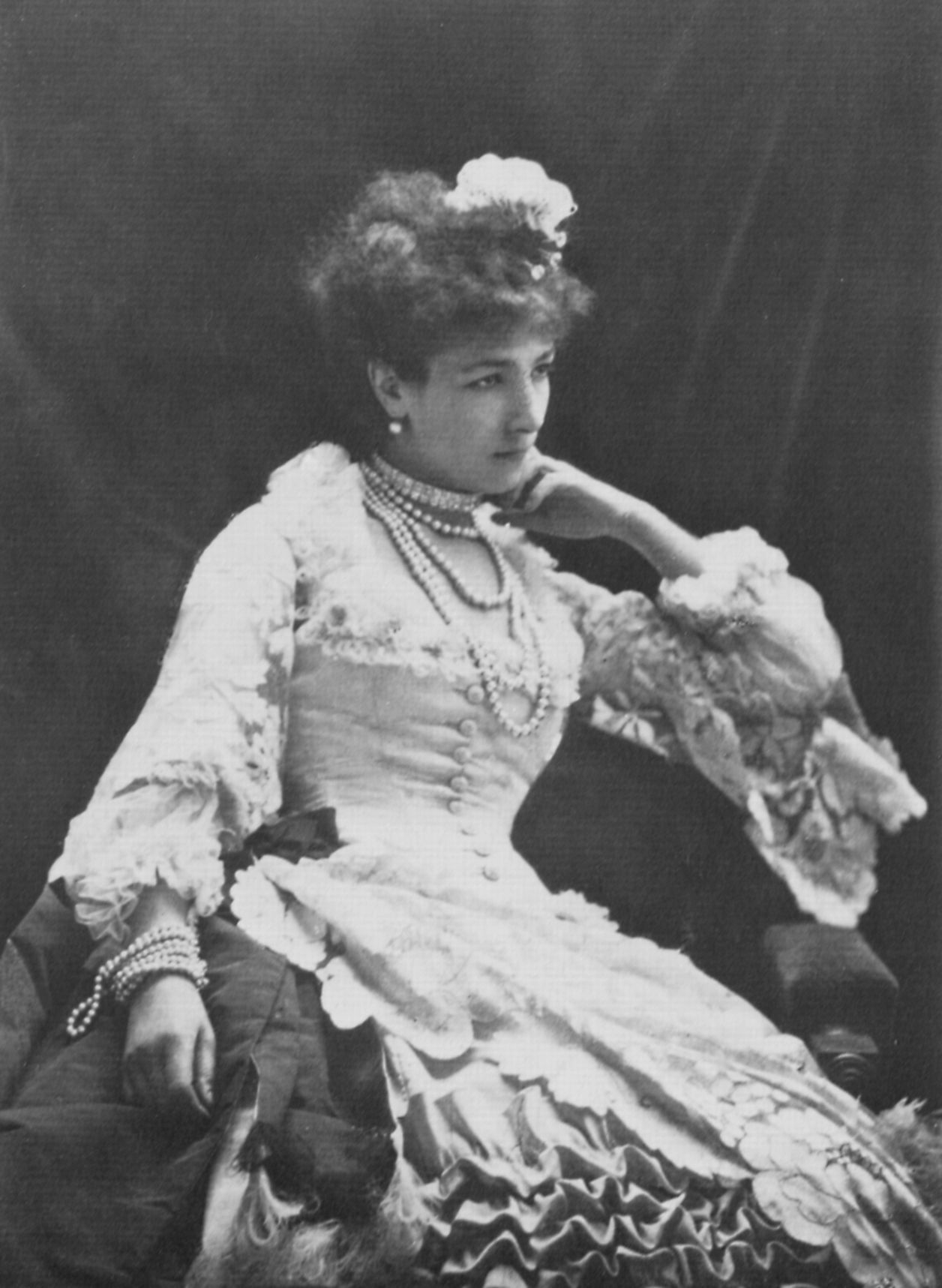
Bernhardt w sztuce Dalila (1873) w roli księżniczki Falconieri (na zdjęciu autorstwa Nadara)

Premiera odbyła się 16, 26 stycznia lub 19 lutego. Rola królowej Hiszpanii zapewniła jej status gwiazdy; zdaniem Skinner „wzruszała liryzmem, pięknością”, urzekła i zafascynowała publiczność, która nagrodziła ją gromkimi brawami i owacjami. Po występie jej garderobę odwiedzili przyszły król Zjednoczonego Królestwa Wielkiej Brytanii i Irlandii Edward VII oraz Hugo. Drugi z nich, przyklęknąwszy na jedno kolano i całując jej dłoń, wyszeptał: „dziękuję, dziękuję!”. Sarcey i de Banville komplementowali grę Bernhardt, a tłum wiwatował na jej cześć – w ramach hołdu kilku z wielbicieli wyprzęgło konie z jej powozu i sami ciągnęli ekwipaż pod dom przy rue de Rome. Została uznana za najlepszą aktorkę Paryża.
Dzięki kreacji Bernhardt Ruy Blas było sensacją sezonu 1872 (sztuka przez kilka miesięcy nie schodziła z afisza de l’Odéon). Sukces przedstawienia spowodował, że Émile Perrin, dyrektor Comédie-Française, przedłożył jej listownie propozycję ponownego występowania w narodowym teatrze Francji, oferując zarobki na poziomie 12 tys. franków rocznie (w de l’Odéon inkasowała niecałe 10 tys. franków). Nieustająca ambicja w zostaniu największą aktorką świata utwierdziła ją w przekonaniu, że to Comédie-Française może być kluczowym przystankiem w drodze do osiągnięcia przez nią celu. Gdy dyrekcja de l’Odéon odmówiła podniesienia jej gaży do 15 tys. franków – mimo że obowiązywał ją kontrakt na następny sezon – udała się do Comédie-Française i podpisała umowę. Za przedwczesne zerwanie kontraktu z de l’Odéon była zmuszona zapłacić 6 tys. franków kary.
Po setnym przedstawieniu Ruy Blasa Hugo wydał dla aktorów i dyrekcji de l’Odéon kolację, na której wzniósł toast na cześć „uroczej królowej i jej złotego głosu”.
Istotny wkład w ponowne zaangażowanie Bernhardt do Comédie-Française miał Sarcey, który coraz pochlebniej wyrażał się o niej. Z kolei de Banville stwierdził, że jej powrót jest rewolucyjnym zdarzeniem, a „poezja wkracza do tego przybytku sztuki dramatycznej”, zaś samą Bernhardt określał mianem „wilka wchodzącego do owczarni”. Debiutowała 6 listopada 1872 w dramacie Mademoiselle de Belle-Isle Dumasa. Towarzysząca jej trema spowodowała, że jedynie w ostatnim, piątym akcie zagrała, jak pisał Sarcey w „Le Temps”, na miarę talentu z Ruy Blasa.

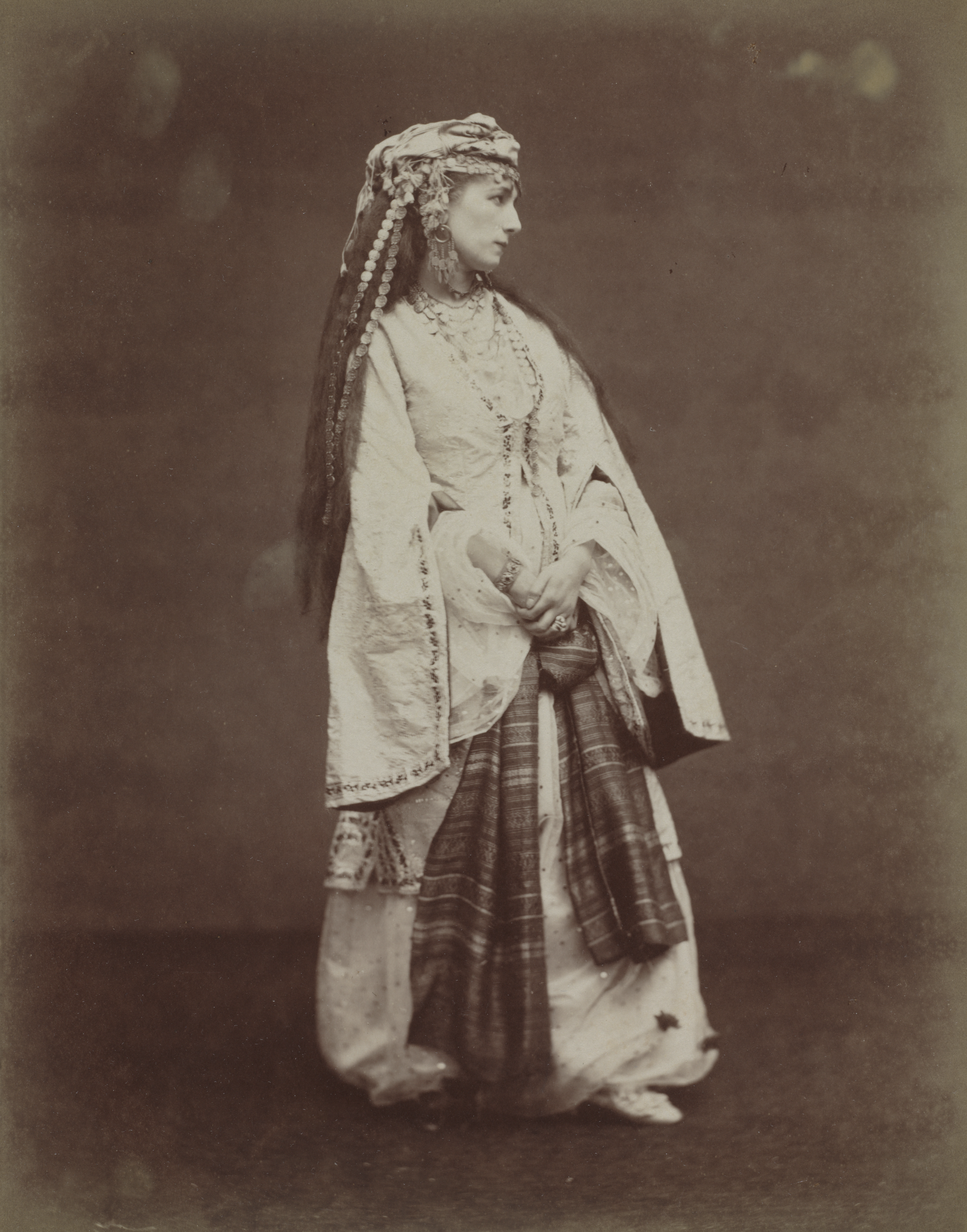
Bernhardt jako tytułowa bohaterka w sztuce Zaira (1874)

Występy w kolejnych sztukach, w których Perrin obsadzał ją w drugorzędnych rolach – w tym Julia w Brytaniku i paź Chérubin w komedii Wesele Figara Pierre’a Beaumarchais’go – spotykały się z entuzjazmem publiki (mimo mieszanych ocen, z wyjątkiem Brytanika), co wzbudzało wśród części wrogo nastawionych do Bernhardt osób podejrzenia o wynajmowanie przez nią klaki. W Dalili Octave’a Feuilleta Perrin zmienił emploi aktorki (odgrywającej do tej pory przeważnie role ofiar) i obsadził ją w roli księżniczki Falconieri, negatywnej bohaterki, która jako femme fatale zwodzi swych kochanków, przez co sztuka odniosła połowiczny sukces. Występy w Nieobecnym Eugène’a Manuela i U adwokata Paula Ferriera były przychylnie przyjmowane.
22 sierpnia 1873 zagrała u boku Jeana Mounet-Sully’ego w tragedii Andromacha Racine’a. Występ ten zapewnił obojgu pozycję czołowych interpretatorów klasycznej tragedii francuskiej. Wzruszenie widzów wywołała drugoplanową rolą Arycji w Fedrze Racine’a.

#### Sfinks,Zaira,Fedra

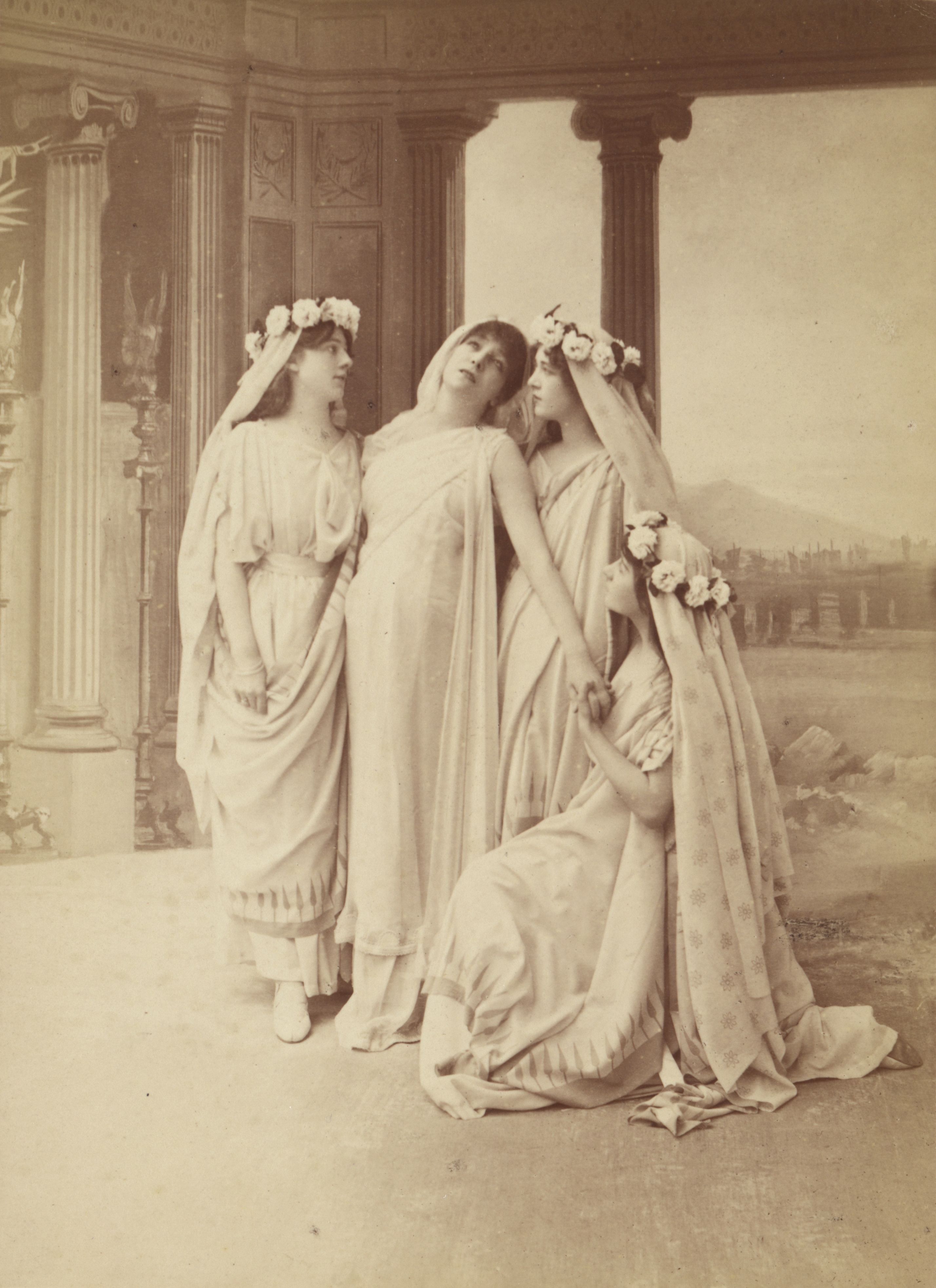
Bernhardt (w środku) jako tytułowa bohaterka w sztuce Fedra (1874, aut. Nadar)

W Sfinksie (1874) Feuilleta odniosła sukces, pomimo drugorzędnej roli. Partnerowała na scenie swojej przyjaciółce i odtwórczyni głównej roli, Sophie Croizette. Powodzenie spektaklu sprawiło, że wystawiano go trzy razy w tygodniu, co było niespotykane w Comédie-Française. Następnie występowała w jednoaktówce Piękna Paulina Louisa Denayrouze. Latem, ze względu na przemęczenie i problemy zdrowotne – zdarzały się jej m.in. nagłe omdlenia i krwioplucie – poprosiła Perrina o kilka tygodni urlopu. Dyrektor odmówił i powierzył jej tytułową kreację w Zairze, mimo sprzeciwu lekarzy. Poirytowana, jak napisała, była zdecydowana grać z taką intensywnością podczas premiery 6 sierpnia, by umrzeć na scenie, na złość dyrektorowi (pod koniec występu celowo zraniła się sztyletem w pierś, po czym upadła na deski, wijąc się w konwulsjach agonii, które były jej specjalnością). Po zakończeniu przedstawienia odzyskała energię oraz siły, przyjmując owacje od publiki. „Począwszy od tego dnia zrozumiałam, że moja energia witalna jest na usługach mojej energii intelektualnej” – argumentowała. Sarcey występ duetu Bernhardt–Mounet-Sully uważał za „zachwycający” i stwierdził, że obydwoje wnieśli geniusz do swych ról. Zairę wystawiano 30-krotnie (była najdłużej prezentowaną sztuką Voltaire’a).
Tytułowa kreacja w Fedrze, w której występowała u boku Mounet-Sully’ego, była znaczącym punktem w jej karierze. Głównej roli, zaliczanej do najtrudniejszych w całym francuskim repertuarze klasycznym, nauczyła się w trzy doby (zastąpiła pierwotnie zaangażowaną Rosélię Rousseil). Przytłoczona ciężarem roli – w przeszłości kreowanej przez Rachel Félix – udała się do swego byłego nauczyciela François Régniera po poradę i wsparcie. Premiera miała miejsce 21 grudnia. Mimo początkowej tremy i obaw związanych z porównaniami do Félix, sztuka była przebojem, a kreacja Fedry w jej wykonaniu zebrała pozytywne recenzje; Jules Lemaître uważał, że wkładała w swoją rolę „nie tylko duszę, umysł i fizyczny urok, lecz także płeć. Inna aktorka grając tak śmiało gorszyłaby widzów, ale tej natura tak poskąpiła ciała, tak ją upodobniła do zjawiskowej księżniczki, że jej lekki uduchowiony wdzięk wysubtelnia wszystkie, nawet najzuchwalsze gesty”. Sarcey był zdania, że „ta kobieta gra sercem i trzewiami”. W ocenie biografów Fedra w interpretacji aktorki była kreacją najwyższej artystycznej rangi, jej arcydziełem i najsłynniejszą rolą klasyczną, a ludzie, którzy nie znali dobrze francuskiego, lub w ogóle, rozumieli ją za sprawą jej głosu i gestów.

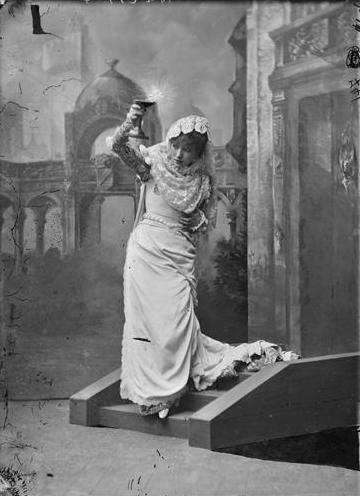
Bernhardt jako Doña Sol w dramacie Hernani (1877)

14 lutego lub 25 marca 1875 została wybrana na członka Komedii Francuskiej (sociétaire). W tym samym roku grała w dwóch sztukach, a pierwszą z nich była entuzjastycznie przyjęta Córka Rolanda pióra Henriego de Bornier, w której sportretowała Berthę. Z uwagi na patriotyczny wydźwięk w loży honorowej zasiadł m.in. marszałek de Mac Mahon – po zakończeniu spektaklu rzucił do jej stóp kwiaty z okrzykiem Vive Sarah!. Był to pierwszy z wielu razy, gdy uznano ją za symbol swojego kraju. W drugiej ze sztuk, Gabrieli Émile’a Augiera, zagrała – jak uważała – przeciętnie, a wiersze z niej określała mianem „ohydnych”. Miała też konfliktowe relacje z autorem.
W 1876 przyjęła od Alexandre Dumasa (syna) rolę amerykanki, pani Clarkson w napisanej przezeń sztuce Cudzoziemka (Gottlieb oceniał ją jako bezwartościową, lecz rywalizacja między Bernhardt a Croizette miała korzystny wpływ na sprzedaż biletów, zwłaszcza, że zwolennicy obydwu aktorek bronili swoich faworytek). W dramacie Rzym pokonany Dominique-Alexandre’a Parodiego odmówiła przyjęcia głównej roli Opimii, woląc sportretować ślepą rzymską staruszkę Posthumię, która, w jej ocenie, była „wspaniała” i przedstawiała „bardzo szlachetną postać”. Grę Bernhardt przyjęto z uznaniem. Pisano m.in., że zastosowała „szept docierający wyraźnie aż do ostatnich miejsc na widowni… i w momencie gdy kurtyna z wolna opadała, zniknęła, jak się zdawało, w ciemnym grobowcu”.

#### Hernani

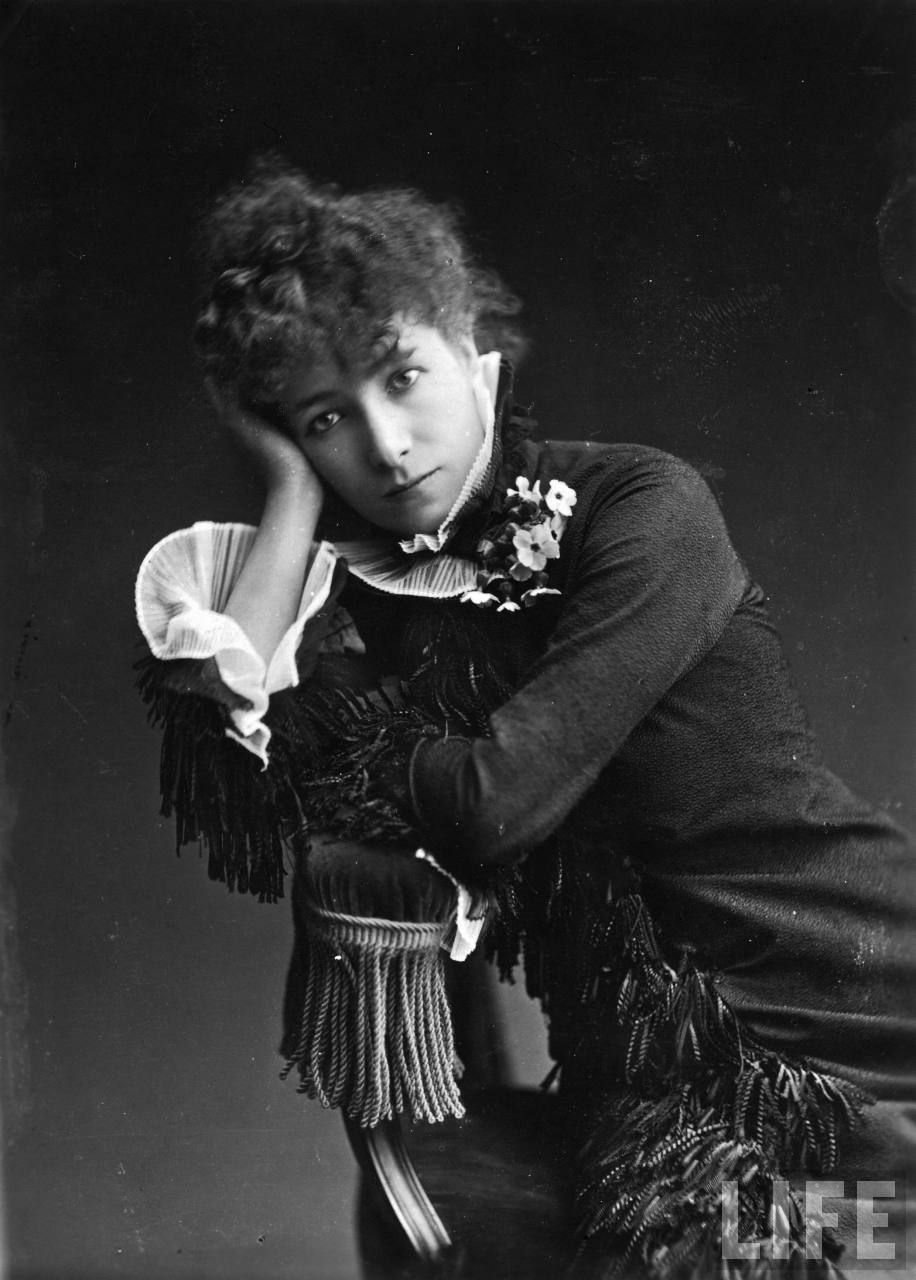
Bernhardt na portrecie autorstwa Paula Nadara (1878)

W sezonie 1877 występowała w dramacie Hernani Hugo, wcielając się w kastylijską damę Doñę Sol. W głównej roli męskiej ponownie partnerował jej Mounet-Sully. Premiera miała miejsce 21 listopada. Był on największym przebojem Comédie-Française w sezonie 1877/1878. Wrażenia nie krył Hugo, który uważał Bernhardt za najlepszą odtwórczynię Doñy Sol. W dowód wdzięczności i podziękowania wysłał jej list z kartonowym pudełeczkiem, zawierającym jego łzę w postaci brylantu najczystszej wody, zwisającym na złotym łańcuszku bransoletki. Paryżanie nazywali ją „Doñą Sol”. Łącznie odbyło się 116 przedstawień Hernaniego. Jej rolę komplementował Alphonse Daudet, a Gottlieb pisał, że utwierdziła ona pozycję Bernhardt jako niekwestionowanej gwiazdy Comédie-Française. Jej renoma sprawiała, że po raz pierwszy od czasów Félix publiczność przychodziła do teatru, by zobaczyć konkretnego aktora, a nie całą grupę. Gdy nie występowała, wpływy z biletów notowały drastyczne spadki.
Podczas odbywającej się w 1878 paryskiej wystawy światowej odbyła wraz z pionierem lotnictwa Pierre’em Giffardem lot nad stolicą, specjalnie przygotowanym na tę okazję balonem, mającym namalowany na gondoli złotą farbą napis „Doña Sol”. Towarzyszył im zaprzyjaźniony malarz Georges Clairin. Mimo że jej przelot utrzymywano w ścisłej tajemnicy przed opinią publiczną, świadkiem lotu był Perrin. Gorsze warunki pogodowe spowodowały, że balon zniosło poza granice Paryża, a załoga wylądowała nocą w Émerainville (w pamiętnikach wymieniała okolice lasu w Ferrières). Do stolicy wróciła nocą pociągiem. Pod jej domem zgromadził się tłum reporterów oraz zaniepokojeni przyjaciele. Nazajutrz, wezwana przez Perrina, stawiła się w gabinecie dyrektora. Powołując się na regulamin teatru, zabraniający członkom zespołu opuszczania Paryża bez zezwolenia administracji, domagał się od Bernhardt – podważającej sens regulaminu – kary 1000 franków. Odmówiwszy zapłaty, zrezygnowała z angażu w Comédie-Française. Wobec zbliżającego się tournée członków teatru po Anglii, którego miała być główną gwiazdą, Perrin odstąpił od żądania zapłaty, a w łagodzeniu sporu udział miał minister sztuk pięknych, Edmond Turquet.
W tym samym roku wystąpiła jako Desdemona w piątym akcie tragedii Otello Shakespeare’a u boku Mounet-Sully’ego, będącą częścią benefisu Jeana-Baptiste’a Prospera Bressanta; ze względu na przesadną pantomimę odtwórcy głównej roli męskiej, spektakl zdjęto z afisza po tym, jak uznano go za pośmiewisko. Gdy grała w Amfitrionie, wskutek problemów zdrowotnych wysłano ją do Mentony, lecz większość czasu spędziła w Roquebrune-Cap-Martin. W 1879 z powodzeniem występowała jako Monime w tragedii Mitrydat Racine’a. Na fali triumfu Comédie-Française wznowiło Ruy Blasa, angażując duet Bernhardt–Mounet-Sully. Powtórzył on sukces Hernaniego i był grany przez rok.
Mimo statusu gwiazdy, coraz mocniej wyrażała niezadowolenie z przydzielanych jej przez Perrina ról. W ciągu kilku lat pracy w Comédie-Française zagrała jedynie w czterech premierowych sztukach – Sfinksie, Córce Rolanda, Cudzoziemce i Rzymie pokonanym, podczas gdy resztę stanowiły klasyczne dzieła Hugo, Racine’a i Voltaire’a.

#### Triumf w Londynie (1879)

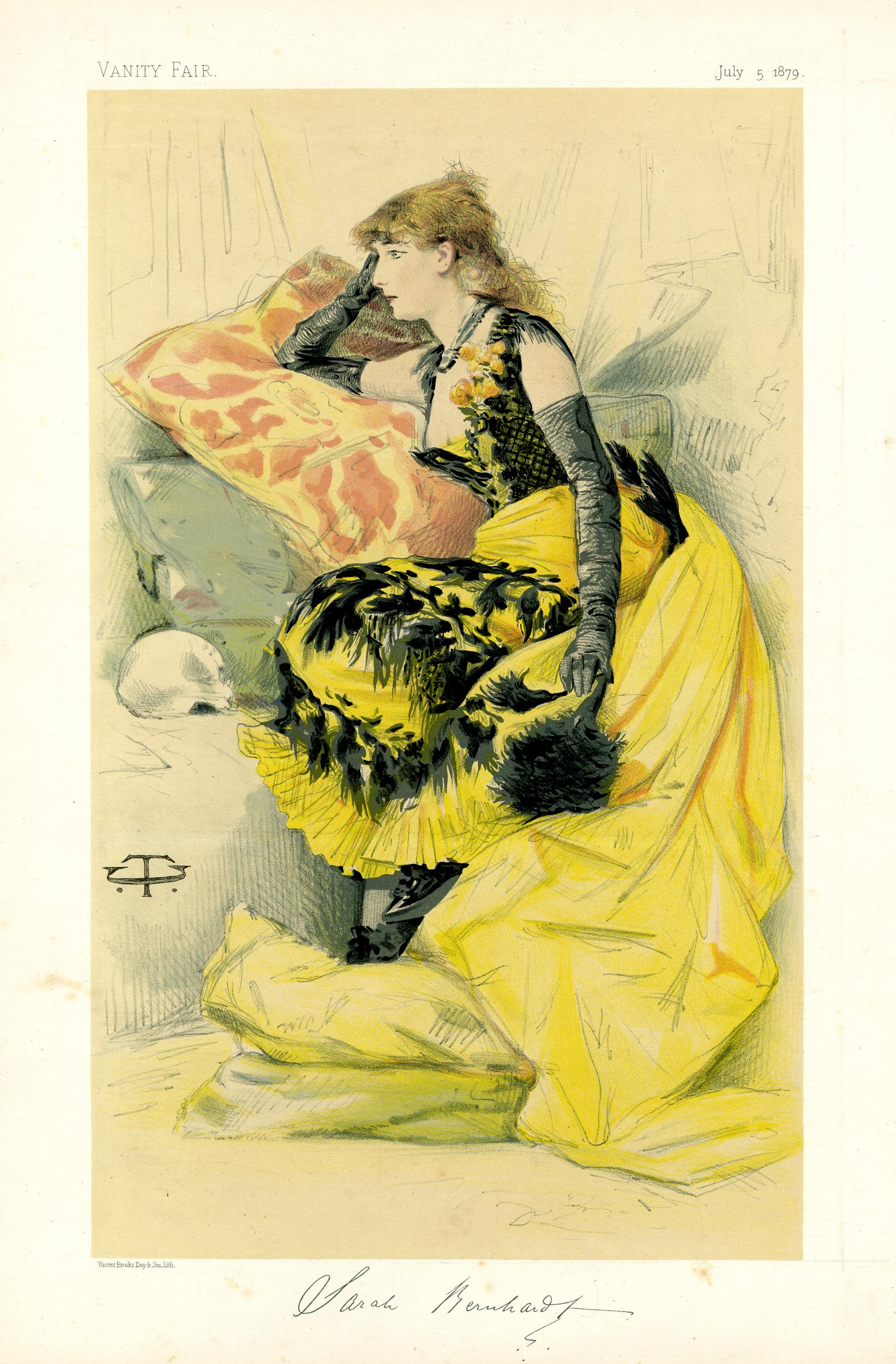
Portret Bernhardt w brytyjskim „Vanity Fair” (1879)

W czerwcu 1879, przed inauguracją serii występów artystów Comédie-Française w Londynie, impresario Edward Jarrett przybył niezapowiedziany do Paryża, przedkładając Bernhardt ofertę recitali w prywatnych domach zamożnych londyńczyków, za które otrzymywałaby większe wynagrodzenie niż w teatrze. Kłopoty finansowe – powodowane skłonnością aktorki do nadmiernego wydawania pieniędzy – przekonały ją do podpisania umowy, doprowadzając do kolejnego sporu z dyrektorem teatru narodowego, z którym coraz częściej miewała rozbieżne zdania. Zarząd Comédie-Française z niechęcią wyraził zgodę na udział swoich artystów w prywatnych recitalach, pod warunkiem, że program nie będzie obejmował aktualnego repertuaru teatru. Sytuację zaognili dyrektorzy Gaiety Theatre, żądając, by Bernhardt wystąpiła w pierwszym spektaklu otwierającym sezon gościnnych występów członków Comédie-Française (było to sprzeczne z tradycją francuskiego teatru, przydzielającego role na podstawie stażu, a według tej hierarchii zajmowała ona 10. lub 11. miejsce). Pod groźbą zerwania kontraktu przez Gaiety Theatre, Perrin i zarząd przystali na postawiony warunek. W ramach konsensusu ustalono, że pomiędzy dwiema komediami – Mizantrop oraz Pocieszne wykwintnisie Molière’a – wykona na premierze drugi akt Fedry. Decyzja ta wywołała oburzenie pośród Francuzów, uważających takie rozwiązanie za lansowanie gwiazdy. Otrzymała też awans na pełnoprawnego członka Komedii (w przypadku niespełnienia tego warunku groziła odmową wyjazdu do angielskiej stolicy).

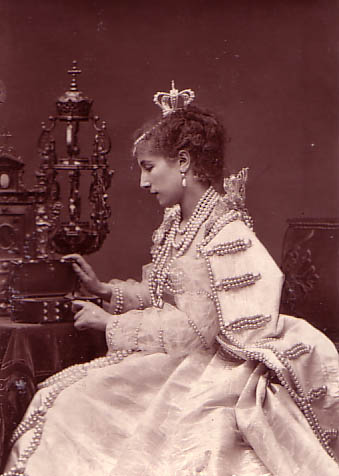
Bernhardt w sztuce Ruy Blas (1879)

Wśród rozentuzjazmowanego i wiwatującego na jej cześć kilkutysięcznego tłumu w Folkestone – wznoszącego okrzyki Vive Sarah Bernhardt! – był Oscar Wilde. Debiutowała 4 czerwca w Gaiety Theatre. Przed wyjściem na scenę doznała paraliżującego ataku tremy. Jak twierdziła, mówiła tonem zbyt „namiętnym” i nie mogła obniżyć głosu. Odegrawszy rolę, zemdlała za kulisami. Po ocuceniu wróciła przy wsparciu Mounet-Sully’ego na scenę, by przyjąć owacje.
Recenzje w angielskiej prasie miały przychylny ton; John Murray pisał w „Le Gaulois”, że „zgotowano jej owację jedyną chyba w annałach teatru w Anglii”. Jej styl aktorstwa był dla miejscowej publiki czymś nowym – w ocenie Skinner angielscy miłośnicy teatru nie mieli wcześniej okazji spotkać „połączonego liryzmu i zaskakującej śmiałości”, cech, które prezentowała. Mimo że stała się sensacją sezonu, część osób ze środowiska ultrakonserwatywnej arystokracji nie podzielała zachwytów nad nią – Lucy Cavendish charakteryzowała ją jako osobę o „bardzo dwuznacznej reputacji”, a zapraszanie jej na prywatne recitale oraz przyjęcia uważała za „oburzające i skandaliczne”. Odmienną postawę prezentowali angielscy ludzie teatru – Ellen Terry, Henry Irving i Herbert Beerbohm Tree. Jej garderobę ponownie odwiedził Edward VII (możliwości spotkania odmówiła jego matka, królowa Wiktoria). Z premierem Williamem Ewartem Gladstone’em dyskutowała o polityce, sztuce i teatrze.
Wieczorem, po występie w drugim akcie Fedry, doznała kolejnego silnego krwotoku. Mimo gorszego stanu zdrowia i samopoczucia, podjęła decyzję o zagraniu w Cudzoziemce. Przygotowując się do roli, trzykrotnie traciła przytomność. Znajdując się pod wpływem lekarstwa – zawierającego opiaty, w trakcie występu była zamroczona i w trzecim akcie zgubiła wątek, pomijając dwieście linijek tekstu. Jedynie „Le Figaro” odnotował ten fakt, podczas gdy pozostali krytycy wyrażali pochlebne opinie o zespole.
Występy artystów z Comédie-Française zapełniały Gaiety Theatre, a Bernhardt była ulubienicą widowni. Grała również m.in. w Hernanim i Zairze. Jej nasilające się problemy zdrowotne doprowadziły do odwołania jednego z popołudniowych przedstawień na kwadrans przed rozpoczęciem, co skutkowało opuszczeniem teatru przez publiczność, która domagała się zwrotu pieniędzy. Słów krytyki nie szczędziła jej francuska prasa, sugerując, że symulowała chorobę. Londyńskie tournée okazało się sukcesem, a artyści, wystąpiwszy 43-krotnie, powrócili do Paryża (pisała, że odwołanym spektaklem była Cudzoziemka, przez co wpływy z szacowanych 500 funtów wyniosły 84). 18 przedstawień z jej udziałem dało przeciętnie 13 tys. 350 franków zysku od każdej sztuki.
Zmasowana nagonka na Bernhardt przez francuską prasę, opisującą jej liczne pozateatralne ekscesy, spowodowała, że 27 czerwca wystosowała do Alberta Wolffa, współpracownika redakcji „Le Figaro”, telegram, dementując wszelkie plotki oraz informując o rezygnacji ze współpracy z Comédie-Française. Wobec otrzymanego wsparcia od dyrektora teatru i innych występujących w nim aktorów, odłożyła w czasie decyzję o odejściu.

### Lata 80. i 90.

#### Odejście z Comédie-Française i pierwsze występy gościnne (1880)

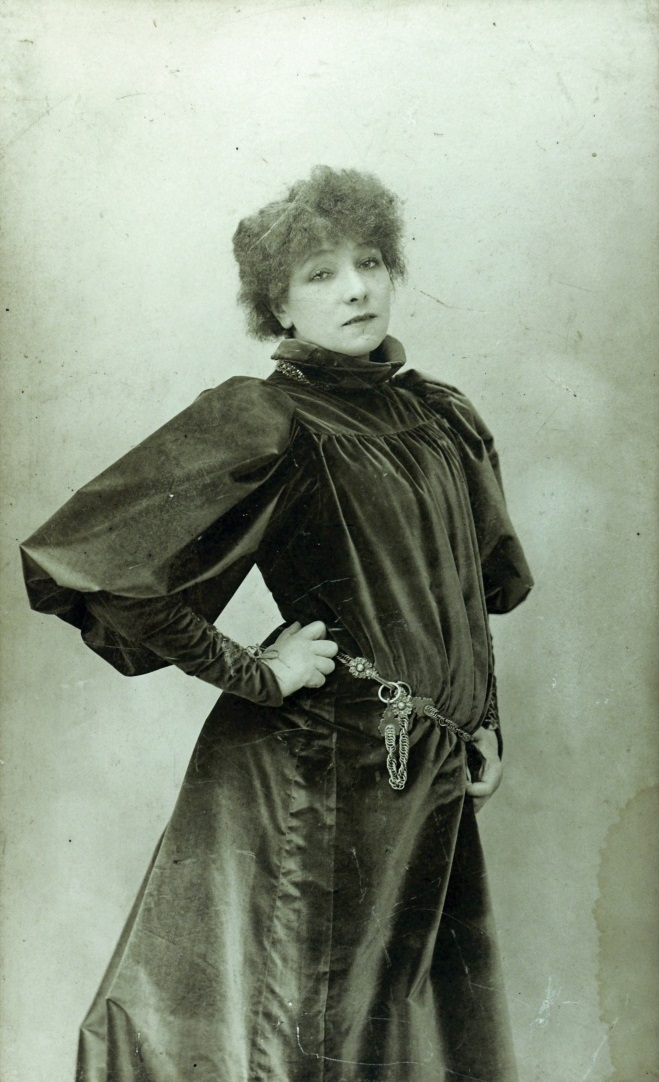
Bernhardt w 1880 (fot. Nadar)

Na inaugurację sezonu 1880 odbyła się ceremonia hołdu dla Molière’a (ta sama, podczas której przed laty spoliczkowała madame Nathalie). Pomimo otrzymywania agresywnych anonimów, wysyłanych również do redakcji gazet, namawiających ją do rezygnacji z udziału, udała się na ceremonię. Na scenę, wbrew tradycji, weszła sama. Po kilku chwilach milczenia ze strony zgromadzonej widowni, otrzymała od niej gromkie brawa. Jak wspominała, był to „jeden z najpiękniejszych triumfalnych momentów w mojej karierze”. Skinner pisała, że „Paryż przebaczył swej marnotrawnej, kapryśnej córce, jak to czynił wiele razy w swej historii”.
Zwieńczeniem współpracy z Comédie-Française była rola Doñi Kloryndy w Awanturnicy Augiera, której premiera miała miejsce 17 kwietnia. W trakcie przygotowań chorowała, lub symulowała, przez co opuściła wiele prób. Negatywnie nastawiona do sztuki, jak i wierszy Augiera, roli uczyła się niechętnie, zapominała również słów. W przeddzień premiery doznała zapalenia krtani, lecz mimo próśb, Perrin nie wyraził zgody na przesunięcie występu. W rezultacie sztuka zebrała skrajnie negatywne recenzje, podobnie jak i Bernhardt, która grała źle, niedbale oraz zapominała kwestii. Auguste Vitu pisał w „Le Figaro”, że „takie ruchy i gesty przykro jest oglądać w Komedii Francuskiej”. Według Skinner było to „najokropniejsze fiasko w całej jej karierze”.

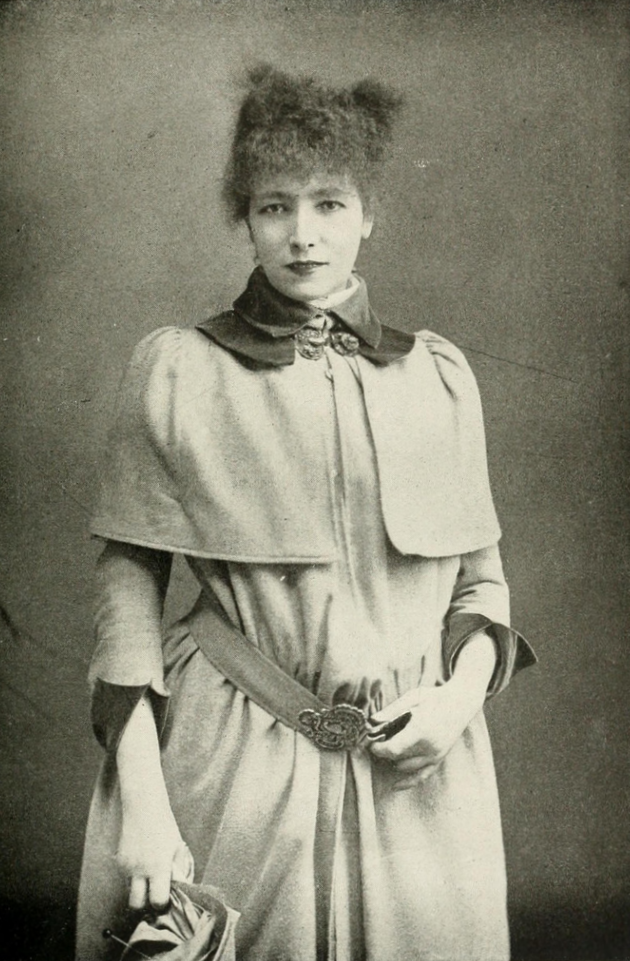
Bernhardt (na zdj. w 1880)

Nazajutrz napisała list do Perrina, obarczając go winą za niepowodzenie oraz zmuszenie do gry. Dwie kopie dostarczyła do redakcji „Le Figaro” i „Le Gaulois”, informując o odejściu z teatru, po czym wyjechała incognito na kilka dni odpoczynku do Hawru. Za zerwanie kontraktu została pozwana przez dyrektora i zarząd do sądu. Zażądano od niej również wypłaty odszkodowania w wysokości 300 tys. franków (kwotę tę zmniejszono do 100 tys.). Dodatkowo pozbawiono ją 43 tys. franków – pochodzących z gaży – wypłacanych przez zarząd Comédie-Française po przejściu na aktorską emeryturę. Batalia sądowa trwała dwadzieścia lat, a Bernhardt nigdy nie spłaciła grzywny – w 1900 udostępniła Comédie-Française swój teatr na dziesięć miesięcy, gdy w gmachu teatru narodowego wybuchł pożar.

#### Adrienne Lecouvreur,Frou-Frou,Dama kameliowa
Po opuszczeniu Comédie-Française w paryskich kręgach uznano ją za dezerterkę i renegatkę. Jarrett ponownie przybył do francuskiej stolicy, przedkładając jej ofertę tournée po Stanach Zjednoczonych. Na mocy kontraktu, gwarantującego 100 występów w ciągu czterech miesięcy (z opcją przedłużenia za obopólną zgodą), miała przywilej doboru własnego zespołu, repertuaru, nadzoru nad kostiumami, inscenizacją i scenografią – jej wynagrodzenie wynosiło 5 tys. franków za każdy spektakl plus 15% wpływów kasowych z kwoty powyżej 15 tys. i konto na jej nazwisko na 100 tys. oraz 1000 franków tygodniowo na koszty hotelowe. Miała też do dyspozycji luksusowy wagon typu pullman do podróżowania.
Zaakceptowawszy ofertę, skompletowała zespół i wybrała repertuar, składający się z ośmiu sztuk, w tym z tragedii Adrienne Lecouvreur Scribe’a i Ernesta Legouvégo oraz z komedii Frou-Frou Henriego Meilhaca i Ludovica Halévy’ego. Najbardziej znaczącą rolą była Marguerite Gautier w Damie kameliowej Dumasa (syna). Stała się ona żelazną pozycją w repertuarze Bernhardt, która przez blisko czterdzieści lat wcielała się w główną bohaterkę trzy tysiące razy.
Tournée po Stanach Zjednoczonych poprzedziła letnia trasa w Londynie od 24 maja do 27 czerwca – ponownie na zaproszenie dyrekcji Gaiety Theatre. Jej występy cieszyły się uznaniem, a widownia regularnie zapełniała teatr podczas przedstawień z jej udziałem. Szczególne poruszenie wśród publiki wywoływała sceną śmierci swej bohaterki w Adrienne Lecouvreur. Francuscy krytycy również wyrażali entuzjastyczne opinie; Vitu przyznawał na łamach „Le Figaro”, że „wzniosła się na najwyższy szczyt sztuki aktorskiej”. Wpływy z jej londyńskich występów wyniosły 9 tys. franków.
Wróciwszy do Paryża odrzuciła ofertę powrotu do Comédie-Française (dygnitarze teatru byli gotowi umorzyć jej dług 100 tys. franków), po czym wyjechała na występy z Adrienne Lecouvreur i Frou-Frou do brukselskiego Théatre de la Monnaie, a następnie do Kopenhagi, gdzie w tamtejszym Teatrze Królewskim na premierze zjawili się król Danii Chrystian IX z małżonką Luizą, synem, królem Grecji Jerzym I i jego żoną Olgą Romanową, oraz z córką, Aleksandrą, księżną Walii. Były one sukcesem, a Gold i Fizdale pisali, że dopiero po występie w duńskiej stolicy „uświadomiła sobie, że jest międzynarodową gwiazdą”. Po powrocie do Paryża, przy wsparciu Duquesnela, zorganizowała trasę po prowincjonalnych miastach francuskich, która cieszyła się powodzeniem i przyniosła obojgu zyski.

#### Pierwsza trasa amerykańska (1880–1881)

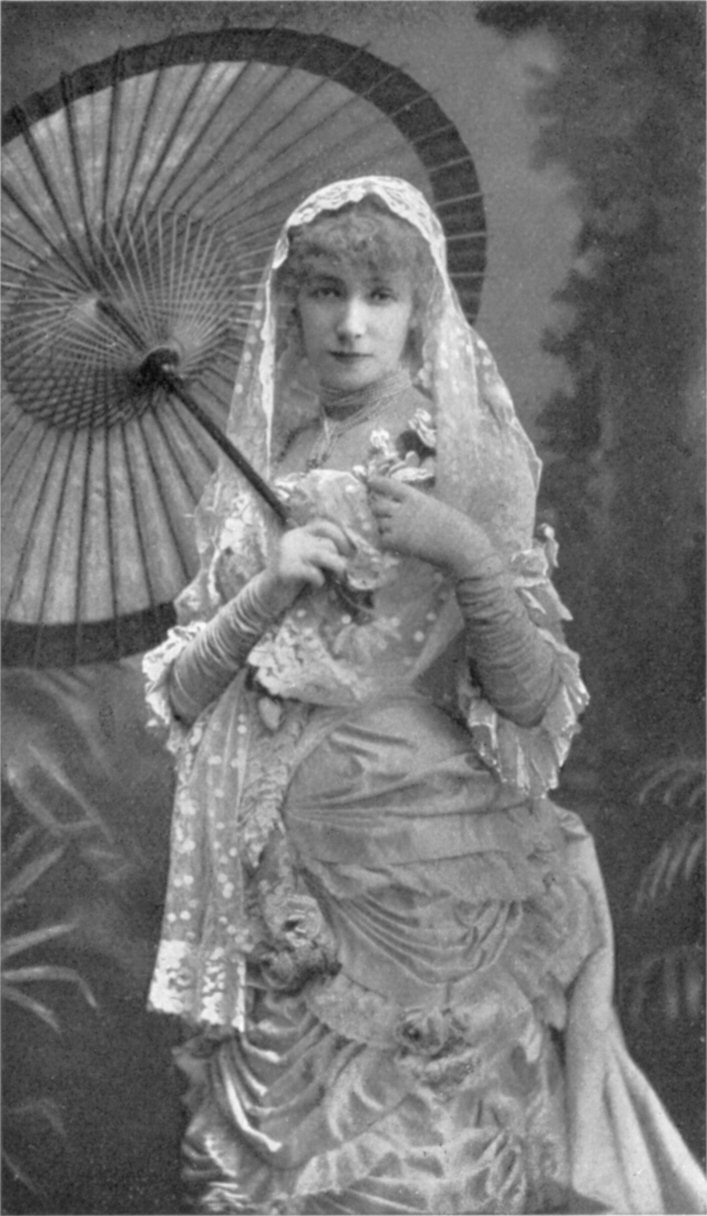
Bernhardt jako Marguerite Gautier w sztuce Dama kameliowa (1881)

Amerykańska trasa zapoczątkowała nowy rozdział w jej artystycznym rozwoju; jak twierdzili Gold i Fizdale, „do tego czasu, pomimo swojej oryginalności, była niewątpliwym wytworem Konserwatorium i Comédie-Française. Teraz, jako aktorka-menedżerka, mogła swobodnie poszerzać swoje horyzonty i tworzyć teatr na swój własny obraz”.
15 października wypłynęła z trupą i personelem z portu w Hawrze do Nowego Jorku. Po dwunastu dniach rejsu statek dobił do brzegu. Jej przybycie za ocean wzbudziło duże zainteresowanie reporterów i Amerykanów; Jarrett i jego asystent, Henry Abbey, licząc na promocję oraz rozgłos, podsycali różne informacje na temat Bernhardt. „Tania i hałaśliwa, była to pierwsza kampania reklamowa mająca na celu wynalezienie, spopularyzowanie i wypuszczenie gwiazdy” – pisali Gold i Fizdale. Debiutowała 8 listopada w Booth’s Theatre w sztuce Adrienne Lecouvreur, zdobywając uznanie krytyków i publiczności; podobnie jak w Londynie, jej gesty i głos urzekły widownię, która nagrodziła ją gromkimi brawami i rzucała pod jej nogi bukiety kwiatów (wykonała dwadzieścia siedem ukłonów końcowych). W miejscowej prasie zebrała przychylne recenzje; m.in. „The New York Times” pisał, że była w tytułowej roli „piękniejsza i bardziej naturalna niż Rachel” (porównań obydwu aktorek było wiele, zwłaszcza w odniesieniu do Fedry; część krytyków od bardziej kobiecej i emocjonalnej charakterystyki Bernhardt preferowało surowsze i klasyczne podejście Félix). Łącznie w Nowym Jorku dała 27 przedstawień, grając w Adrienne Lecouvreur, Frou-Frou, Hernanim, Damie kameliowej, Fedrze, Sfinksie i Cudzoziemce. Przeciętna wpływów z biletów wyniosła 20 tys. 342 franki.
Nazwisko Bernhardt w szybkim tempie zdobyło rozgłos w Stanach Zjednoczonych; ilekroć przyjeżdżała do nowego miasta lub pokazywała się publicznie, orkiestra grała Marsyliankę, w kobiecej prasie drukowano m.in. opisy i szkice jej biżuterii, futer i sukien, a na rynek wprowadzono cukierki, cygara, lokówki do włosów, perfumy, rękawiczki, sukienki, okulary i słodycze – za ich promowanie pobierała wynagrodzenie. W odpowiedzi na ten rodzaj promocji publikowano wyśmiewające jej garderobę lub informujące o zarobkach dżingle. Zachowania publiki po występach przybierały niekiedy formę histerii, przez co dochodziło do sytuacji, w których musiała opuszczać gmach teatru tylnym wyjściem (usiłowano uciąć jej kosmyk włosów, kobiety wyrywały broszki ze swych biustonoszy i przypinały do jej płaszcza, proszono też, by złożyła autograf piórem umaczanym we krwi). Korzystała z pomocy detektywów, wyswobadzających ją z tłumu. W skrajnych przypadkach za Bernhardt przebierano jej młodszą siostrę, Jeanne, która brała udział w trasie, występując w drugorzędnych rolach.

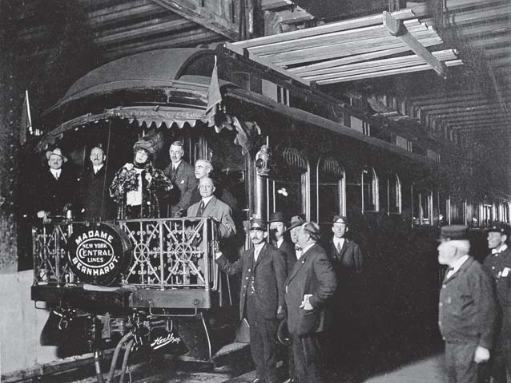
Bernhardt podczas amerykańskiej trasy (na zdj. z tyłu prywatnego wagonu)

Kontynuację trasy stanowiły występy na wschodnim wybrzeżu i południu. Na mocy zapisu w kontrakcie podróżowała w luksusowo wyposażonym „pałacowym wagonie”. Odwiedziła Boston w Massachusetts – gdzie pozowała do zdjęć na grzbiecie martwego wieloryba – New Haven i Hartford w stanie Connecticut. Następnie udała się do Montrealu w Kanadzie, spotykając się z euforycznym powitaniem 5-tysięcznego tłumu. Jej występy cieszyły się wyjątkowym zainteresowaniem za sprawą biskupa Montrealu; potępiał on niemoralność Bernhardt, domagał się obłożenia ją klątwą, a każdemu kto chciał wziąć udział w przedstawieniu, groził ekskomuniką (szczególnie krytykował sztukę Adrienne Lecouvreur, opowiadającą historię tragicznej miłości XVIII-wiecznej aktorki do jej wędrownego kochanka Maurycego Saskiego, o którego rywalizowała z księżną de Bouillon). Odwiedziła również Springfield w Massachusetts, Baltimore w Maryland, Filadelfię w Pensylwanii oraz Chicago w stanie Illinois. W ostatnim z miast dała dwutygodniową serię wyprzedanych występów – do ich zainteresowania przyczynił się miejscowy biskup Kościoła episkopalnego, uznając, że jest ona gorsza od bestii opisanych w Apokalipsie. Za obopólną zgodą przedłużyła trasę z planowanych czterech do siedmiu miesięcy.
Kolejnymi miastami na trasie były m.in. Nowy Orlean w Luizjanie, Mobile w Alabamie, Atlanta w Georgii i Buffalo w stanie Nowy Jork. Po 157 występach w 51 miastach wróciła z trupą i personelem do Nowego Jorku. Przez pół roku jej nazwisko nie schodziło z łamów amerykańskiej prasy – pisano o jej romansach, sugerowano, że ma czwórkę nieślubnych synów oraz że uwiodła wszystkie koronowane głowy świata, a „Puck” regularnie zamieszczał jej prześmiewcze karykatury. 3 maja 1881 dała ostatni występ, grając w Damie kameliowej. Wśród zaproszonych osobistości byli Mary Anderson oraz Tommaso Salvini, którzy wręczyli jej pamiątkowe upominki. Po zakończeniu spektaklu w garderobie aktorki i korytarzu prowadzącym do niej znajdowało się sto trzydzieści bukietów i wieńców. Zysk z trasy wyniósł 194 tys. dolarów w złotych monetach (ok. 970 tys. franków z wliczeniem wartości otrzymanych darów rzeczowych).
Jak wspominała: „Przepłynęłam oceany, niosąc w sobie marzenie o sztuce, a geniusz mojego narodu zatriumfował. Wsadziłam francuski czasownik w serce obcej literatury i to jest to, z czego jestem najbardziej dumna”.

#### Powrót do Paryża, europejskie trasy (1881–1886)

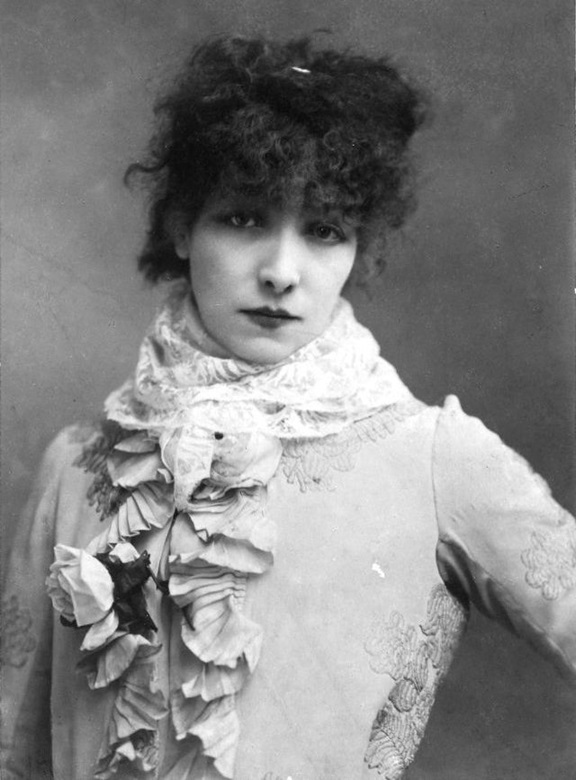
Bernhardt w latach 80. XIX wieku

Przypłynąwszy do Hawru, na prośbę miejscowego Towarzystwa Ratunkowego, wystąpiła charytatywnie dla wdów oraz sierot po ratownikach, poległych na morzu. Po spektaklu, na którym po raz pierwszy w ojczyźnie zagrała w Damie kameliowej, wręczono jej certyfikat i medal wspomnianego towarzystwa. Prasa w stolicy zignorowała zagraniczne tournée Bernhardt, a znaczna część paryskiego świata teatralnego nie mogła wybaczyć jej opuszczenia Comédie-Française i stylu, w jakim to uczyniła. Opinię publiczną dodatkowo bulwersował fakt, iż odnosiła sukcesy w innych europejskich miastach. Wobec braku propozycji angażu od dyrektorów miejscowych teatrów, ponownie podpisała kontrakt z zarządcami londyńskiego Gaiety Theatre. Przez miesiąc z powodzeniem występowała w Shaftesbury Theatre na West Endzie – po raz pierwszy w Anglii zezwolono na wystawienie Damy kameliowej, a przyczynił się do tego Edward VII, który przekonał królową Wiktorię do zniesienia zakazu.
14 lipca – z okazji Święta Narodowego Francji i 10. rocznicy wyzwolenia Paryża spod pruskiej okupacji, niezapowiedziana wzięła udział w patriotycznym spektaklu w Opéra Garnier, w którym uczestniczyli m.in. prezydent Jules Grévy, szef rządu Jules Ferry oraz inni dygnitarze III Republiki, w tym Léon Gambetta. Ubrana w białą szatę z trójkolorową szarfą recytowała Marsyliankę, a na koniec uniosła rozwinięty sztandar nad głową. Otrzymawszy owacje na stojąco, dwukrotnie powtórzyła recytację, a scenę wypełniły bukiety i kwiaty. W ocenie biografów tym występem „odzyskała Paryż i serca jego mieszkańców”.
Odzyskawszy zaufanie w kręgach teatralnych wyruszyła w zorganizowane przez Jarretta europejskie tournée, grając we francuskich prowincjach, a następnie udała się m.in. do Portugalii, Hiszpanii, królestwa Włoch, Austro-Węgier, Grecji, Rumunii, Królestwa Polski, na Bałkany, do Skandynawii (Dania, Norwegia) i Imperium Rosyjskiego (mimo propozycji odrzuciła możliwość występów w Cesarstwie Niemieckim ze względu na aneksję terytorium Francji po wojnie francusko-pruskiej) – w ostatnim z państw, poza silnymi nastrojami antysemickimi, dopuszczano się również pogromów Żydów. W Kijowie i Odessie ruchy antysemickie podejmowały próby ukamienowania Bernhardt, będącej pół-Żydówką. Incydenty te powodowały, iż musiała korzystać z ochrony policji. W Moskwie i Petersburgu występowała przed carem Aleksandrem III, który złamał protokół i ukłonił się przed nią. Anton Czechow – w kontrze do chwalącej jej grę rosyjskiej prasy – nie szczędził krytyki pod adresem Bernhardt, motywowanej niechęcią słowianofilów do, jak pisali Gold i Fizdale, „tego, co uważali za dekadenckich, powierzchownych Francuzów”. Z kolei dla Iwana Turgieniewa była „fałszywa, zimna i afektowana”.

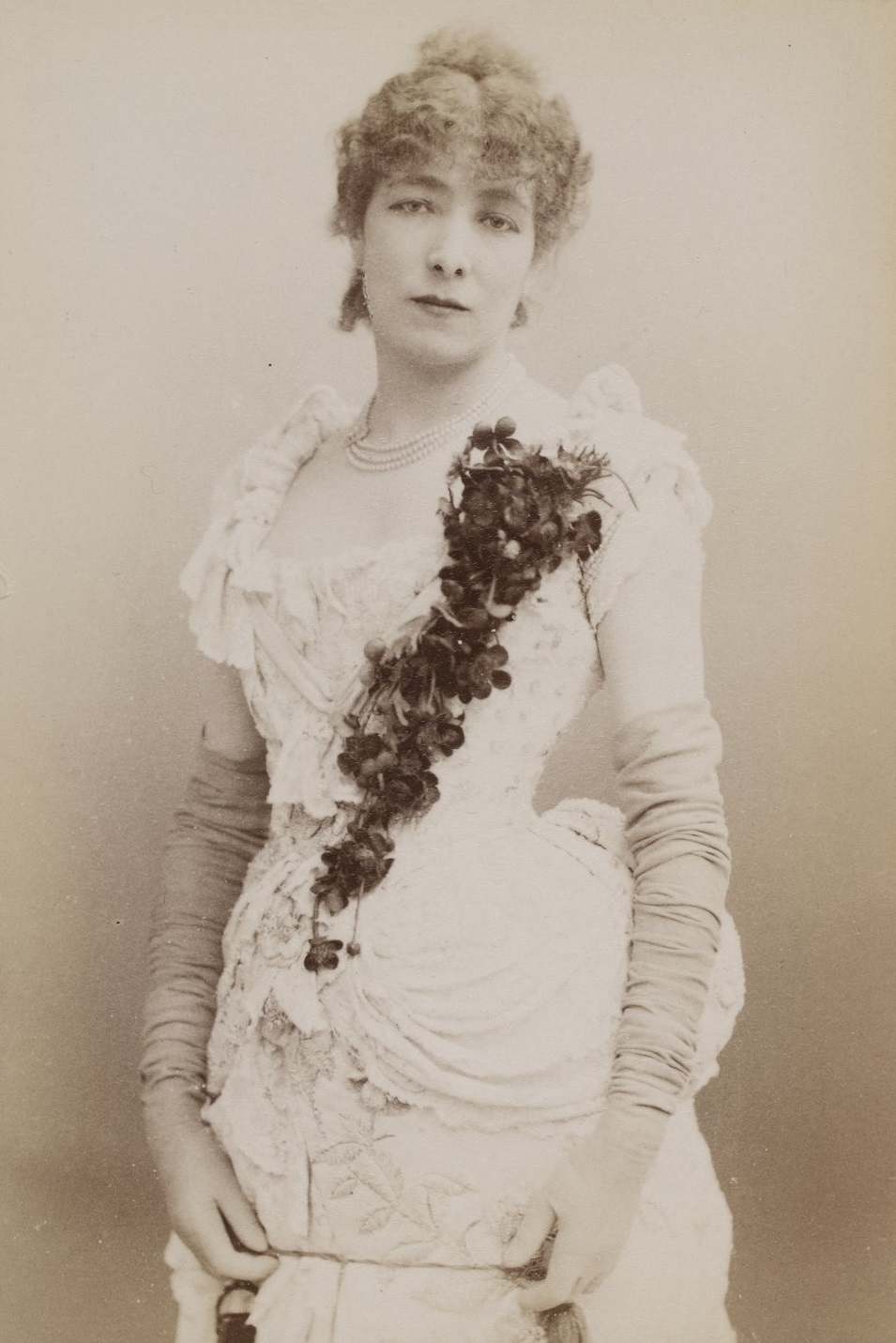
Bernhardt w sztuce Fédora (1882)

Podczas trasy wytworzył się kult Sarah Bernhardt; wielbiciele jej talentu kolekcjonowali fotografie, wycinki recenzji, a kandydatki do szkół aktorskich uczyły się ról Bernhardt. Królowie i książęta przychodzili na jej występy, składali oferty prywatnych przedstawień w pałacach oraz obdarowywali ją drogocennymi prezentami. Przed inauguracją (lub w trakcie) tournée poznała attaché poselstwa greckiego w Paryżu, Jacques’a Damalę, który został głównym partnerem w jej trupie, a następnie mężem.

#### Fédora

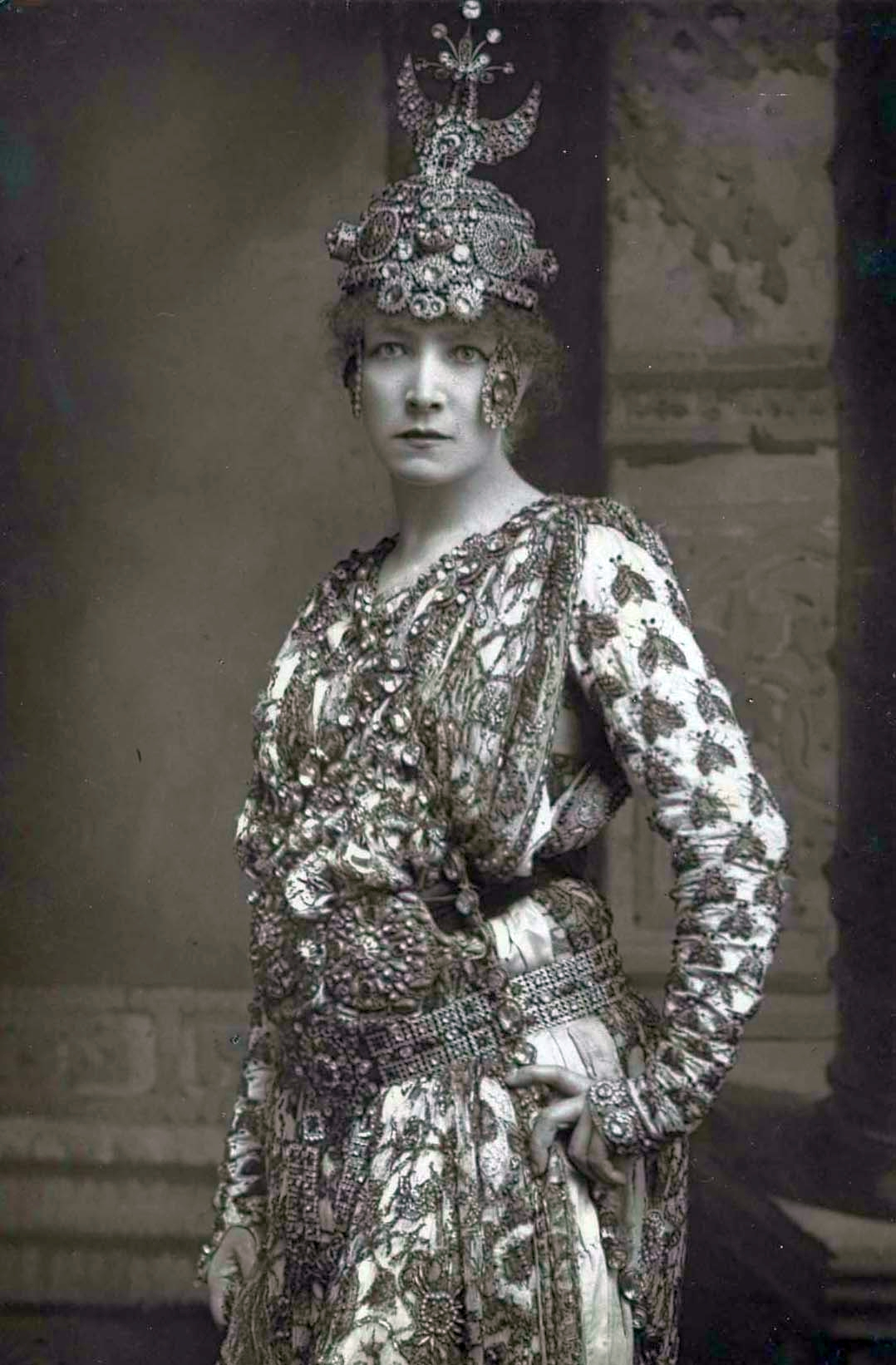
Bernhardt jako tytułowa bohaterka w sztuce Théodora (1884)

Po powrocie do Paryża występowała w melodramacie Fédora, pierwszej ze sztuk, jaką Sardou napisał dla niej (kontrakt z dyrektorem Théâtre du Vaudeville podpisała przed wyjazdem do Ameryki; na jego mocy miała otrzymywać 1500 franków za spektakl plus 25% dochodu netto). Premiera odbyła się 11 lub 12 grudnia 1882. Kreację Bernhardt krytycy oceniali pozytywnie; m.in. Auguste Vitu pisał, że „jej milczenie było sztuką najwyższą”, dodając: „Umiała wbić emocje niczym nóż w najgłębsze wnętrze widza”. Inni zaś zwracali uwagę na realizm odgrywania sceny śmierci.

#### Théodora
Problemy małżeńskie i kłopoty finansowe (w wyniku zakupu Ambigu Théâtre i fiaska wystawianych przez nią sztuk straciła blisko pół miliona franków) zmusiły ją do rezygnacji z występowania w Fedorze (mimo że cieszyła się ona dużą frekwencją) i wyjazdu na krótkie europejskie tournée po Skandynawii i Wielkiej Brytanii, gdzie teatry notowały większe wpływy kasowe. Towarzyszył jej Jean Richepin. Powróciwszy do domu wynajęła Théâtre de la Porte Saint-Martin i z powodzeniem występowała we Frou-Frou i Damie kameliowej; sukces drugiej z nich pozwolił Bernhardt na spłatę hazardowych zobowiązań jej syna i zwrot kosztów poniesionych w związku z porażką napisanego specjalnie dla niej przez Richepina dramatu kostiumowego Nana-Sahib (1883), koncentrującego się na powstaniu sipajów.
W maju 1884 występowała jako tytułowa bohaterka w tragedii Makbet Shakespeare’a, zaadaptowanej przez Richepina, która, tak jak Nana-Sahib, poniosła klęskę, mimo pozytywnych ocen dla roli Bernhardt, zwłaszcza w londyńskim Gaiety Theatre, i po miesiącu zeszła z afisza. Przełamaniem złej passy było przyjęcie roli Teodory, żony cesarza Justyniana I Wielkiego, w melodramacie Théodora Sardou, który reżyserował Duquesnel. Przygotowując się do niej odwiedziła Rawennę, gdzie oglądała mozaiki, portrety oraz wykonała szczegółowe szkice sukien. Premiera odbyła się 26 grudnia. Sztuka była największym dotychczasowym sukcesem duetu Bernhardt–Sardou, a recenzenci oceniali grę entuzjastycznie (w przeciwieństwie do fabuły); Lemaître napisał, że Teodora w interpretacji Bernhardt była „obdarzona urokiem mistycznym i jednocześnie zmysłowym”. Z kolei Perrin uważał to za „największe osiągnięcie mise en scène w XIX wieku”.  Théodora okazała się przebojem sezonu 1884/1885; wystawiano ją 300-krotnie w Paryżu i 100 razy w Londynie (latem występowała z nią w Brukseli, Genewie i prowincjach francuskich).
W 1885, po śmierci Hugo, Bernhardt, która uczestniczyła w pogrzebie pisarza, zagrała w napisanym przezeń dramacie Marion Delorme. Okazał się on porażką i po paru tygodniach zszedł z afisza; zdaniem Tierchant sztuka i jej temat były przestarzałe. Z podobnie negatywnym odbiorem spotkała się wystawiana w sezonie 1886 tragedia Hamlet Shakespeare’a, w której sportretowała Ofelię. Niepowodzenia te przyniosły znaczne straty Théâtre de la Porte Saint-Martin, a Bernhardt ponownie borykała się z problemami finansowymi, przez co musiała wystawić swój majątek na aukcję, sprzedać dom przy Avenue de Villiers (lub w Sainte-Adresse) i wynająć skromniejszy przy rue Saint-Georges.

#### Światowe trasy (1886–1893)

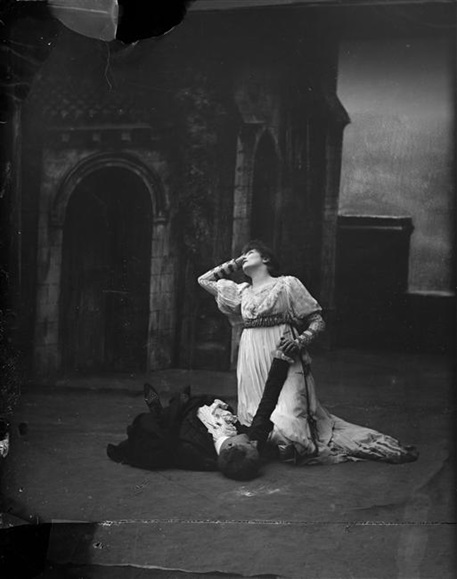
Bernhardt w sztuce La Tosca (na zdj. w 1887, aut. Paul Nadar)

Od wiosny 1886 do lata 1887 odbyła zorganizowane przez Jarretta piętnastomiesięczne tournée – po Ameryce Południowej (Cesarstwo Brazylii, Argentyna, Urugwaj, Chile, Peru), Środkowej (Panama) oraz Północnej (Kuba, Meksyk, Stany Zjednoczone). Odwiedziła także Wielka Brytanię. Długość trasy spowodowała, że francuska prasa ponownie określiła ją dezerterką, a dla części dziennikarzy stała się „wędrowną Żydówką”. Główną pozycją w repertuarze, poza Fedrą i Fédorą, była Théodora. Premierowo występowała też w Le Maître de forges Georges’a Ohneta. Koronowane głowy wręczały jej liczne prezenty (m.in. brazylijski cesarz Piotr II nie opuścił żadnego występu Bernhardt w Rio de Janeiro i wręczył jej złotą bransoletkę z diamentami, a od rządu argentyńskiego dostała 13 tys. akrów ziemi). W drodze powrotnej przewróciła się na statku i poważnie zraniła prawe kolano. Korzystała z zabiegów polegających na przypalaniu chorego miejsca płonącymi drzazgami.

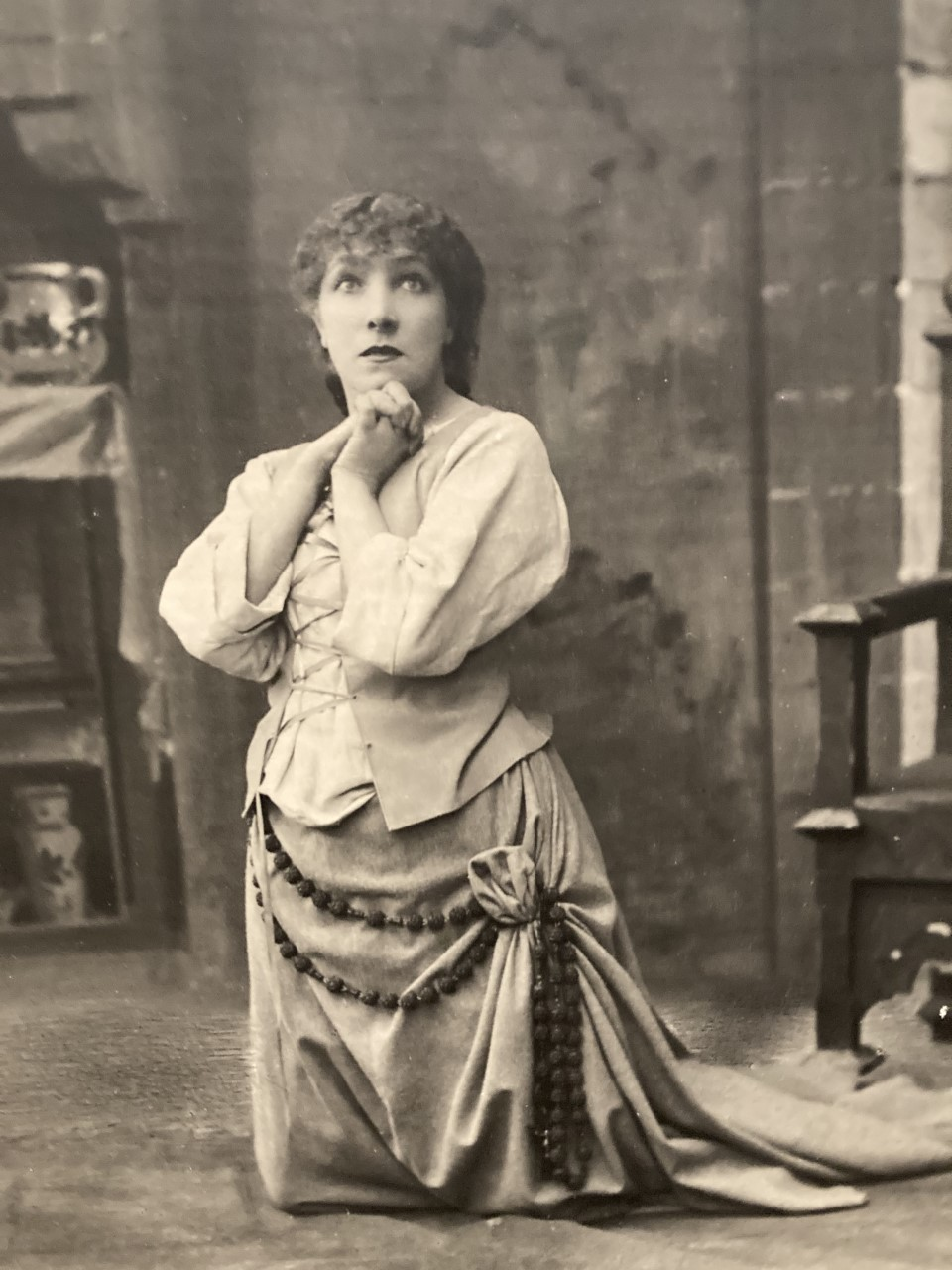
Bernhardt jako tytułowa bohaterka w sztuce Joanna d’Arc (1890)

Powróciwszy do Paryża otrzymała propozycję powrotu do Comédie-Française z pensją 150 tys. franków rocznie. Rozpoczęła negocjacje, jednak gdy część starszych członków zespołu zaczęła protestować przeciwko tak wysokiej kwocie, a Albert Delpit napisał w „Le Gaulois”, że z uwagi na swój wiek nie może być już przydatna Komedii, zerwała rozmowy.

#### La Tosca,Joanna d’Arc
W 1887 Sardou napisał dla niej trzecią sztukę – melodramat La Tosca, który premierę miał 24 listopada w Théâtre Porte Sainte-Martin. Krytycy ponownie komplementowali jej rolę – Clement Scott pisał, że „Sarah Bernhardt z nożem w ręku schylona nad ciałem konającego Scarpii stwarza scenę bliższą wielkiej tragedii niż wszystko, cokolwiek oglądaliśmy w nowoczesnym teatrze” – a sukces spektaklu zapewnił mu 129 kolejnych przedstawień; La Tosca, obok Fedry i Damy kameliowej, weszła do stałego repertuaru Bernhardt, która grała ją do 1913.
Wiosną 1888 występowała z La Toscą w Londynie i w miastach francuskich, z kolei jesienią zainaugurowała półroczną trasę, obejmującą Europę i Bliski Wschód. W trakcie jej trwania włączyła do repertuaru kilka nowych sztuk, w tym Francillon Dumasa (syna), Teresę Raquin Émile’a Zoli czy Wyznanie własnego autorstwa. W 1889 wystawiła w Théâtre des Variétés melodramat Léna Pierre’a Bertona, który, podobnie jak Wyznanie, okazał się porażką; według Skinner „scena śmierci przypominała okropności, w jakich specjalizował się teatr Grand Guignol”.
Sezon 1890 rozpoczęła kreacją Joanny d’Arc w dramacie lirycznym Joanna d’Arc Jules’a Barbiera z muzyką Charles’a Gounoda, który reżyserował Duquesnel. Mimo że w wieku 45 lat portretowała 19-latkę, zebrała przychylne opinie; Anatole France napisał: „Ona jest samą poezją […] Jest legendą, która ożyła”. Wystawianie sztuki była zmuszona zakończyć po szesnastu tygodniach, z uwagi na stan zapalny w kolanie (rola wymagała od niej częstego upadania na kolana). Po dwóch miesiącach odpoczynku zabrała sztukę na coroczny, miesięczny sezon występów w Londynie.

#### Kleopatra

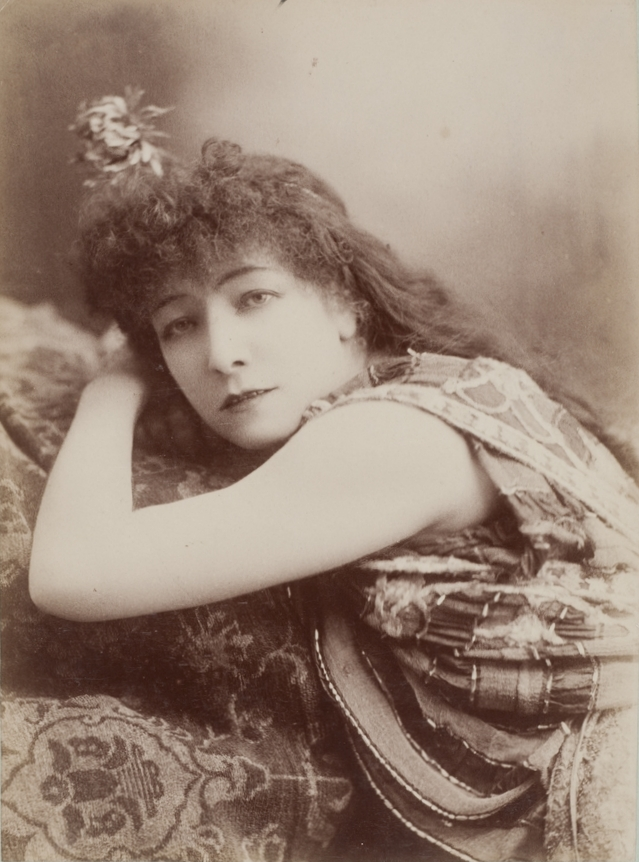
Bernhardt jako tytułowa bohaterka w sztuce Kleopatra (1891)

Jej kolejna rola – Kleopatra w melodramacie o tym samym tytule Sardou – była zgoła odmienna od Dziewicy Orleańskiej; jak oceniała Tierchant „aby być radosną i wysublimowaną na scenie, [Bernhardt] potrzebowała ekstremalnych sytuacji, intensywnych ról, namiętności doprowadzonych do swego paroksyzmu”. Wystawiana jesienią sztuka, mimo iż zdaniem Skinner nie dorównywała trzem poprzednim dramatom Sardou napisanym dla niej, była triumfem, a w scenie śmierci korzystała z żywego węża, owiniętego wokół ramienia. Kleopatra stanowiła zwieńczenie współpracy Bernhardt i Duquesnela w Théâtre de la Porte Saint-Martin.

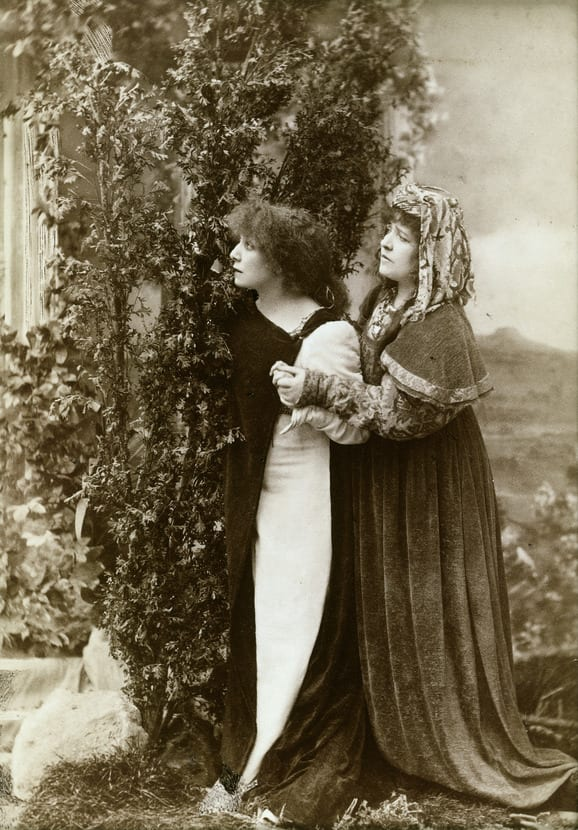
Bernhardt (z lewej) w Gismondzie (1894)

W styczniu 1891 wyruszyła w światowe, dwuletnie tournée, zakończone 29 września 1893, obejmujące Amerykę Północną i Południową, Oceanię, Europę oraz Afrykę. Na jej repertuar składały się: Adrienne Lecouvreur, Kleopatra, Dama kameliowa, Fedora, Frou-Frou, Joanna d’Arc, Le Maître de forges, Théodora i La Tosca. Premierowo wystawiała także reżyserowane przez siebie sztuki, w tym m.in. Nie igra się z miłością Alfreda de Musset, La Fille à Blanchard Alberta Darmont i Alfreda Humblot czy Gringoie de Banville. Dzięki licznym podróżom stopniowo zyskiwała reputację „najznakomitszego ambasadora Francji”. W ocenie Skinner „dwuletnia podróż przypominała pochód królowej od triumfu do triumfu”, a Lemaître przyznawał, że „we wszystkich krajach przyjmowano ją tak, jak się nie przyjmuje nawet królów”. Zysk netto z trasy wyniósł 3 miliony 500 tys. franków.

#### Théâtre de la Renaissance (1893–1899)
W 1893 sprzedała udziały w Théâtre de la Porte Saint-Martin i za pośrednictwem swego impresario, Maurice’a Grau, kupiła za 700 tys. franków Théâtre de la Renaissance. Prócz zarządzania samodzielnie zajmowała się m.in. produkcją, reżyserią i wszelkimi aspektami związanymi z inscenizacją. W ciągu sześciu lat wystawiła dziewięć sztuk – spośród których trzy nowe, resztę stanowiły wznowienia. Na otwarcie 6 listopada wybrała Królów autorstwa Lemaître, koncentrującej się na tragedii w Mayerling. Mimo przychylnych ocen krytyków, nie spotkała uznania w oczach publiczności i zeszła z afisza po 30 przedstawieniach. W celu wyrównania strat wznowiła Fedrę, ponownie zbierając pochwały; Sarcey pisał, że jej Fedra to szczyt sztuki aktorskiej.
Kolejną porażkę poniosła z wystawianym w styczniu 1894 dramatem Izeil Paula Armanda Silvestre i Eugène’a Moranda, opowiadającym o życiu Buddy w VI wieku p.n.e, w którym wcieliła się w mistyczną kurtyzanę.
Jesienią portretowała ateńską księżniczkę Gismondę, tytułową bohaterkę melodramatu Sardou, który napisał go z myślą o Bernhardt. Na scenie partnerowali jej, podobnie jak w Królach, Lucien Guitry i Édouard de Max. Sztuka zapoczątkowała współpracę Bernhardt z czeskim grafikiem i malarzem Alfonsem Muchą; otrzymał pięcioletni kontrakt, a w ciągu następnych lat stworzył dla niej siedem afiszy w Théâtre de la Renaissance – czyniąc z Bernhardt ikonę secesji – pomagał przy kostiumach i scenografii, projektował biżuterię oraz był głównym doradcą artystycznym.
W sezonie 1895 wystawiła dwie sztuki – Magdę Hermanna Sudermanna i Księżniczkę zza morza Edmonda Rostanda (pierwszą z nich zabrała na występy w Londynie, gdzie z tą samą sztuką debiutowała w Anglii Eleonora Duse, a George Bernard Shaw i Max Beerbohm toczyli spór, broniąc swych faworytek; zwolennikiem Bernhardt był Beerbohm). Dramat Rostanda nie odniósł sukcesu frekwencyjnego (przyniósł jej straty 200 tys. franków) i zeszedł po 31 przedstawieniach. Chcąc podreperować finanse wznawiała Fedrę, Fédorę i Damę kameliową oraz udała się za ocean na amerykańskie tournée.

#### Lorenzaccio

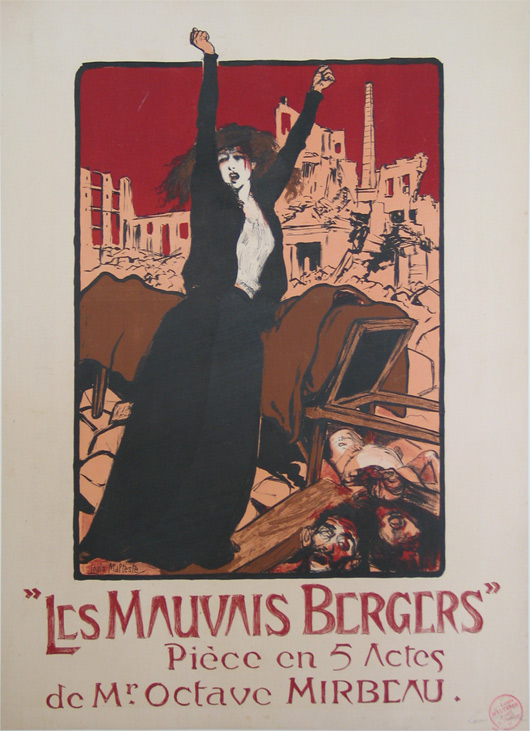
Plakat do sztuki Źli pasterze (1897) z wizerunkiem Bernhardt

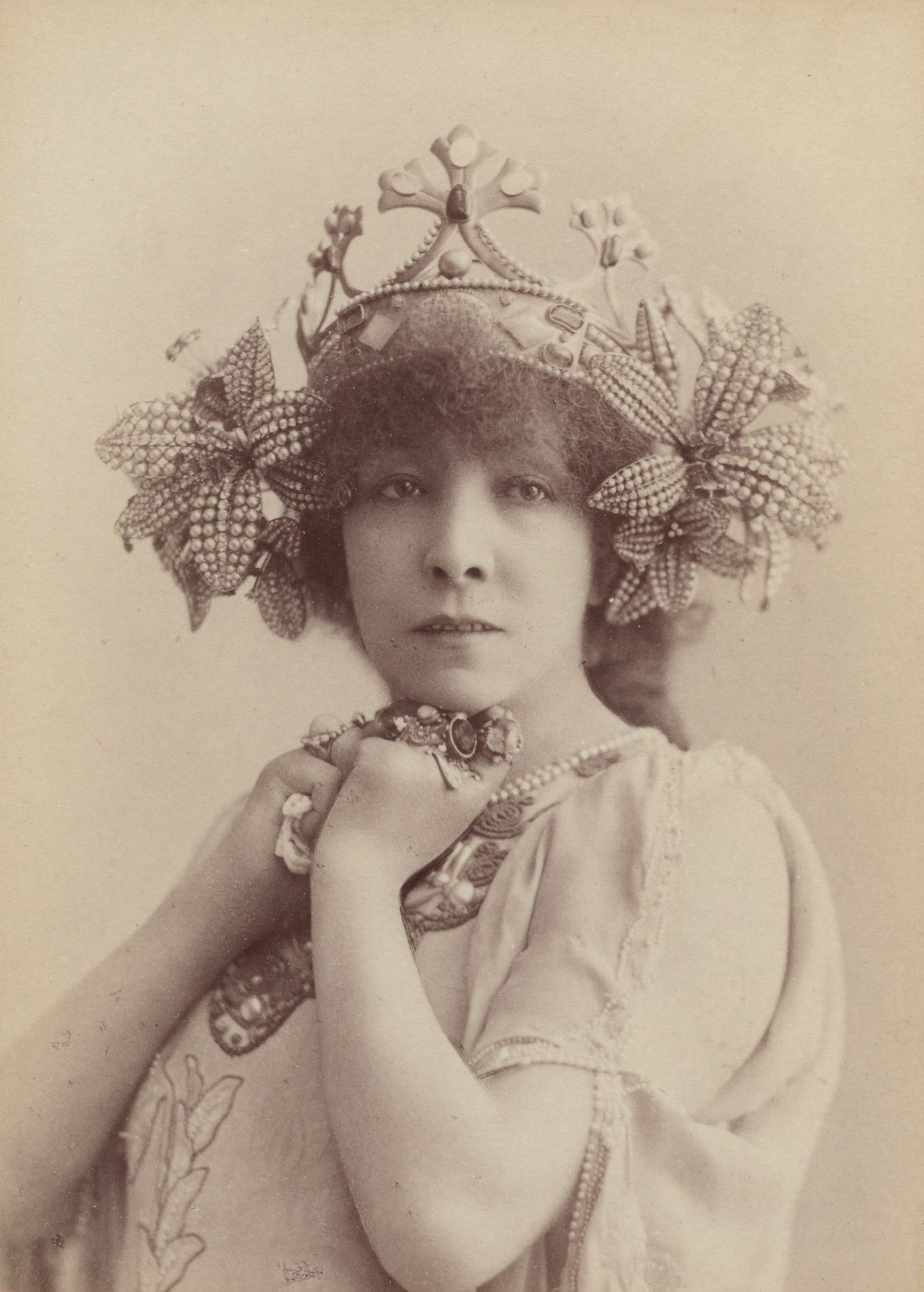
Bernhardt (na zdj. ok. 1897)

Sukcesem krytycznym był premierowo wystawiany dramat Lorenzaccio autorstwa de Musset z 1834, którego akcja toczy się w renesansowych Włoszech. Sportretowany przez nią dwuznacznie moralny młody florentyńczyk Lorenzino de’ Medici, wykształcony szlachcic, w poszukiwaniu prawdy i sprawiedliwości pada ofiarą korupcji oraz rozpusty, którą chciał zniszczyć. Krytycy nie kryli w recenzjach uznania dla roli Bernhardt po premierze 3 grudnia; Anatole France napisał, że „uformowała z własnej istoty melancholijnego młodzieńca, pełnego poezji i prawdy”, z kolei mający do niej krytyczny stosunek Jules de Tillet stwierdził: „Poza szczytem swojej sztuki, tchnęła pełnię życia w rolę Lorenzaccia, do której nikt przed nią nie śmiał się zbliżyć”.
9 grudnia – z inicjatywy aktorów, artystów, krytyków, pisarzy i przyjaciół – zorganizowano w paryskim Grand Hôtel „dzień Sarah Bernhardt”, w uznaniu za wniesiony przez nią wkład we francuską kulturę. W bankiecie udział wzięło 500 gości. Paul Armand Silvestre i Gabriel Pierné skomponowali na tę okazję odę, wykonaną przez chór Colonne Orchestra. Tego dnia zagrała w pierwszym akcie Fedry i czwartym Rzymu pokonanego. Zwieńczeniem uroczystości było odczytanie sonetów napisanych na jej cześć.
Na inaugurację sezonu 1897 występowała w sztuce Sardou – Spirytyzm, opowiadającej o niewiernej żonie, która inscenizuje własną śmierć. Porażka spektaklu skutkowała zdjęciem go z afisza, a Bernhardt w zastępstwie wznowiła La Toscę. W Wielkim Tygodniu wystawiła kilka przedstawień Samarytanki pióra Rostanda, wzorowanej na paryskiej kurtyzanie Liane de Pougy – Bernhardt udzieliła jej kilku lekcji aktorstwa. Emocje wywołała po premierze tragedia Źli pasterze Octave’a Mirbeau, inspirowana masakrą w Fourmies z 1891. Gdy antydreyfusiści wkroczyli do teatru, drugie wystawienie zawieszono. Konsekwencją rosnących napięć politycznych w kraju, wywołanych sprawą Dreyfusa, było zdjęcie Złych pasterzy z afisza.
Klęską okazała się wystawiona 21 stycznia 1898 sztuka Umarłe miasto Gabriele’a D’Annunzio (ówczesnego kochanka Duse), poruszająca temat kazirodczej miłości brata i siostry. Porażką były także kolejne dwie sztuki – Lysiane Romaina Coolusa (przystąpiła do niej po operacji usunięcia torbieli) i Medea Catulle Mendèsa.
Narastające długi – w ciągu sześciu lat zarządzania Bernhardt straciła 2 miliony franków w złocie – zmusiły ją do sprzedaży Théâtre de la Renaissance w Boże Narodzenie i wyruszenia w trasę do Indii.

#### Théâtre Sarah-Bernhardt (1899–1923)

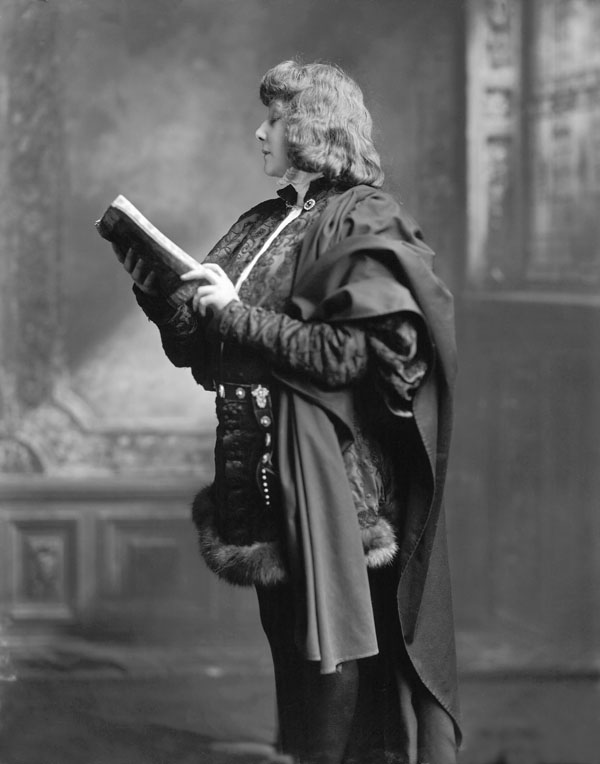
Bernhardt jako tytułowy bohater w sztuce Hamlet (1899)

Pod koniec 1898 podpisała z miastem umowę najmu na 25 lat na korzystanie ze znajdującego się przy Place du Châtelet Théâtre des Nations (był on dwukrotnie większy niż Théâtre de la Renaissance, co pozwalało szybciej spłacać koszty przedstawień; posiadał też dużą scenę i zaplecze, dzięki czemu można było wystawiać kilka różnych spektakli tygodniowo). Przeprowadziwszy gruntowny remont, przemianowała go na Théâtre Sarah-Bernhardt. W pierwszej części sezonu 1899 wystawiała wznowienia La Toski, Dalii, Samarytanki i Damy kameliowej.

#### Hamlet
20 maja zadebiutowała we francuskiej adaptacji – prozatorskiej wersji, wiernie oddającej tekst Shakespeare’a – Hamleta, napisanej przez Marcela Schwoba i Eugène’a Moranda, portretując tytułowego bohatera. Rolą księcia Danii – która uchodzi za najbardziej kontrowersyjną w całym jej dorobku scenicznym – zebrała w większości przychylne recenzje we Francji, gdzie krytycy podkreślali „prawdę i inteligencję, jaką wniosła do tekstów Shakespeare’a”. Mieszane opinie przeważały w Wielkiej Brytanii; Maurice Baring uważał interpretację Hamleta w wykonaniu Bernhardt za najwierniejszą pierwowzorowi literackiemu, z kolei Max Beerbohm, jej zwolennik, wyrażał nadzieję, iż przykład Bernhardt w roli duńskiego księcia nie stworzy precedensu wśród kobiet. Jako jedyną zaletę wymieniał to, że „jej Hamlet od pierwszej do ostatniej chwili zachowuje się jak prawdziwa dama”. Dla Clementa Scotta, angielskiego krytyka teatralnego, „całość była pomysłowa, elektryzująca i poetycka”. W podsumowaniu autor napisał: „Jako Hamlet widzę w niej większą artystkę niż kiedykolwiek, ponieważ jej zadanie było heroiczne w swoim znaczeniu i wadze”. Również za oceanem interpretacja Bernhardt wywołała ożywioną dyskusję.
Ze sztuką odbyła półroczną trasę, grając w Wielkiej Brytanii, we francuskich prowincjach, Szwajcarii i Austro-Węgrzech. Powróciwszy do stolicy wznowiła szekspirowską tragedię w swoim teatrze (grała ją do 10 marca 1900).

### Lata 1900.

#### Debiut filmowy,Orlątko

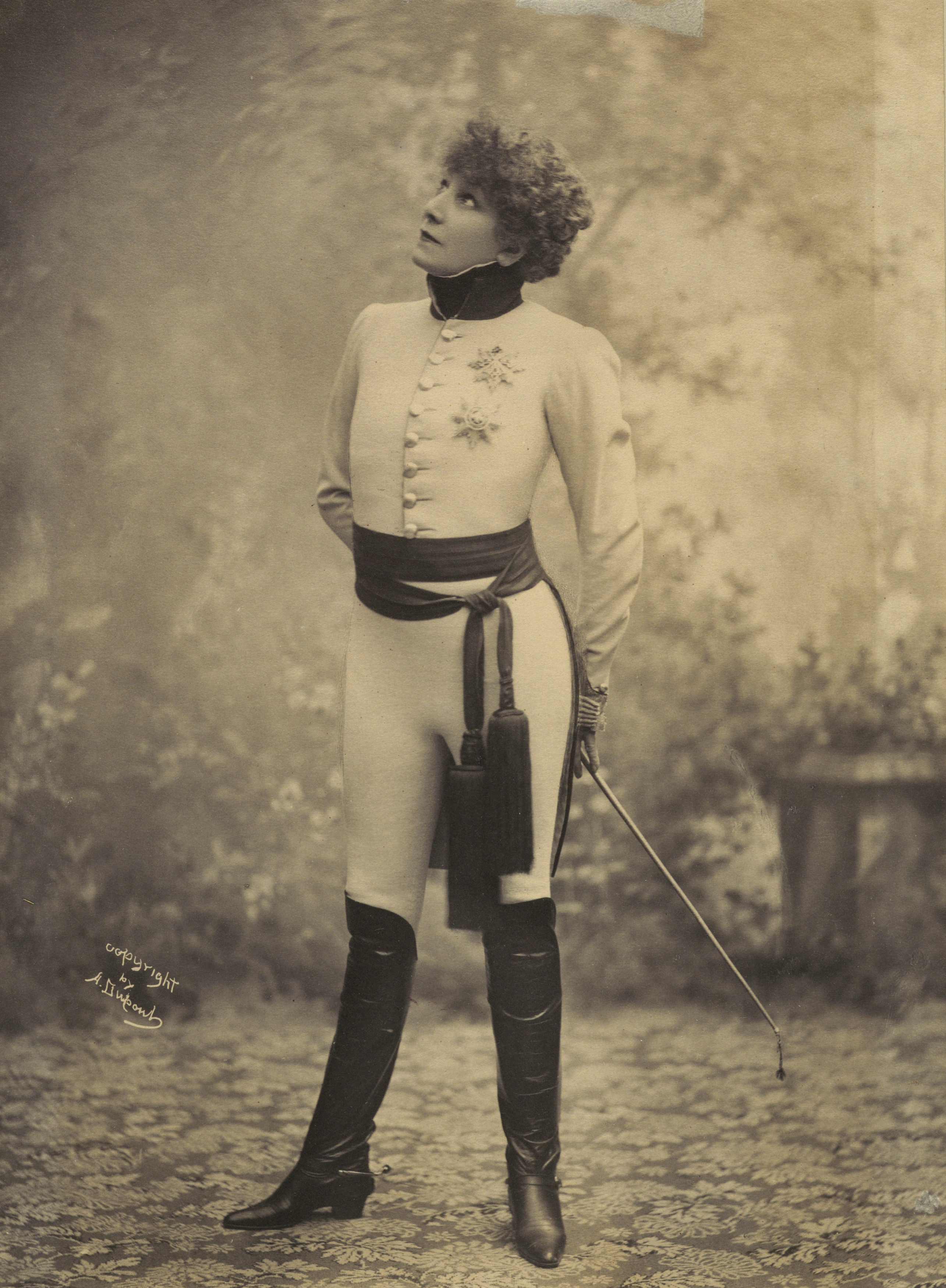
Bernhardt w sztuce Orlątko (1900)

W 1900 – jako jedna z pierwszych aktorek – zagrała w filmie. Debiutem był krótkometrażowy Pojedynek Hamleta (reż. Clément Maurice), w którym wystąpiła w scenie, pochodzącej z jej inscenizacji, pojedynku tytułowego bohatera z Laertesem (Pierre Magnier). Dzięki nagraniu na fonografie przez Maurice’a, film uznaje się za jeden z pierwszych dźwiękowych w historii kina.
Na scenę powróciła rolą 20-letniego księcia Reichstadt, skazanego na powolną śmierć w murach pałacu Schönbrunn syna Napoleona i nieokazującej mu uczuć matki Marii Luizy, w napisanym dla niej przez Rostanda wierszowanym dramacie sześcioaktowym Orlątko, którego premiera odbyła się 15 marca. By zwiększyć realizm roli uczyła się m.in. chodu oraz postawy oficerów kawalerii, a także ścięła włosy i przywdziała obcisły mundur. Sztuka odniosła sukces – zwłaszcza we Francji, gdzie była jedną z głównych atrakcji dla odwiedzających paryską wystawę światową – i nie schodziła z afisza przez rok (łącznie odbyło się od 237 do 250 przedstawień). W recenzjach podkreślano, że mimo 56 lat wiernie odwzorowała 20-letniego młodzieńca, a o scenie śmierci pisano, iż „Sarah oddała ducha jak anioł – gdyby anioły były śmiertelnikami”. Z kolei w ocenie Skinner powodzenie Orlątka wydawało się „nowym zwycięstwem pod Wagram”.

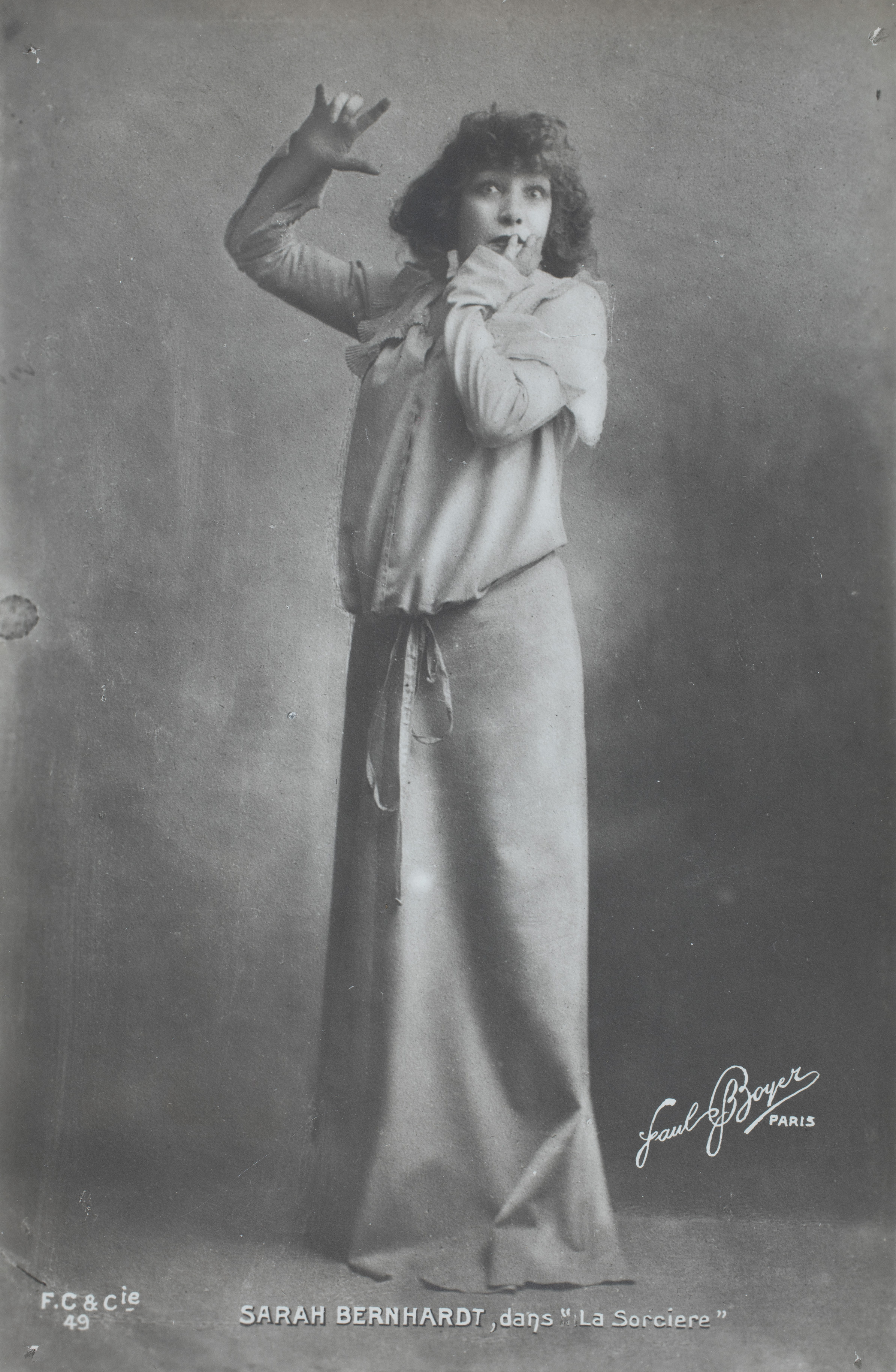
Bernhardt w Czarownicy (1903)

Na fali sukcesu do sprzedaży trafił szereg pamiątek zainspirowanych Orlątkiem, w tym pocztówki ukazujące Bernhardt w roli księcia, medaliony, mundurki, perfumy, ryciny, statuetki, tekturowe miecze dla dzieci, a Auguste Escoffier dodał do repertuaru deserów brzoskwinie z crème chantilly (Péches L’Aiglon).

#### Pożegnalne trasy (1900–1913)
W drugiej połowie roku rozpoczęła półroczną trasę po Stanach Zjednoczonych, dając m.in. dwutygodniową serię występów w nowojorskiej Metropolitan Opera House. Towarzyszył jej Coquelin – uchodzący za największego aktora komediowego Francji. Bernhardt występowała w drugorzędnych rolach Roksany w romansie dworskim Cyrano de Bergerac Rostanda oraz jako Magdelon w Pociesznych wykwintnisiach, gdzie główną gwiazdą był Coquelin. On z kolei partnerował jej m.in. jako Flambeau w Orlątku, pierwszy grabarz w Hamlecie, Scarpia w La Tosce czy też Armand Duval w Damie kameliowej. Tournée było sukcesem, a duet aktorów zbierał pochlebne recenzje.
W 1902 – zmieniwszy zdanie w kwestii niewystępowania w Cesarstwie Niemieckim oraz na terytoriach okupowanych, na zaproszenie francuskiego ministerstwa spraw zagranicznych dała serię występów w Berlinie w ramach pierwszej wymiany kulturalnej między Francją a Niemcami od czasu wojny w 1870, grając w Orlątku. Obecny był na nich cesarz Wilhelm II Hohenzollern, który wydał na jej cześć kolację w Poczdamie. Przez nasilające się bóle w prawym kolanie musiała ograniczać ruchy na scenie. Po zdiagnozowaniu uszkodzenia stawu udowo-piszczelowego – będącego następstwem rozwijającej się gruźlicy – lekarz zalecił jej przerwę oraz poddanie się interwencji chirurgicznej, skutkującej sześciomiesięcznym unieruchomieniem nogi. Bernhardt kontynuowała trasę, zażywając środek na uśmierzenie bólu.

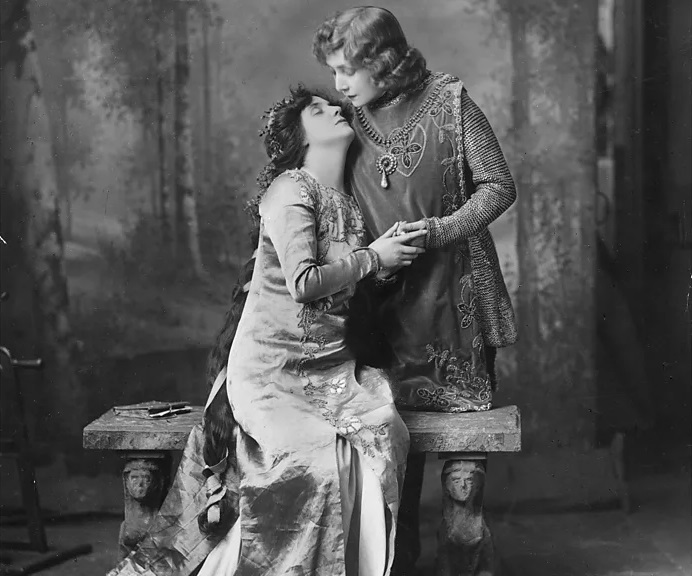
Mrs Patrick Campbell i Bernhardt w sztuce Peleas i Melisanda (1905)

#### Czarownica
Sukces odniosła w wystawianym zimą 1903 dramacie Czarownica – siódmej i ostatniej sztuce, jaką Sardou napisał dla niej. Akcja rozgrywa się w Toledo w epoce hiszpańskiej inkwizycji. Grana przez nią Zoraya, zakochana w chrześcijaninie mauretańska Cyganka, zostaje skazana przez Święte Oficjum na stos po oskarżeniu ją o czary. Powodzenie sztuki spowodowało, że w określone dni wystawiano ją zarówno rano, jak i wieczorem. Choć recenzenci krytykowali Sardou za odwoływanie się do stałych formuł, chwalili kreację Bernhardt, określając ją m.in. mianem efektownej i niezrównanej. Czarodziejka uchodzi za jeden z największych sukcesów w jej późniejszym etapie kariery.
W latach 1902–1904 wystąpiła w kilkunastu przeciętnych i krótko wystawianych sztukach. Jak uważali Gold i Fizdale, podczas gdy za granicami Czechow, August Strindberg, Bjørnstjerne Bjørnson i Henrik Ibsen tworzyli nowoczesny dramat, Bernhardt, wychowana na szkole romantycznej oraz jej ideałach piękna, nie była w stanie wyjść poza pewne granice francuskiej kultury. W sezonie 1905 premierowo grała w Angelo, tyranie Padwy Hugo (wystawianym z okazji 20. rocznicy śmierci autora), Esterze Racine’a, portretując króla Persów Artakserksesa I, oraz w symbolistycznym dramacie Peleas i Melisanda Maurice’a Maeterlincka.
W ostatniej ze sztuk, prezentowanej podczas londyńskiej trasy, wcieliła się w Peleasa, partnera nieszczęśliwej w miłości Melisandy (Mrs Patrick Campbell). Mimo sceptycznych recenzji, dramat cieszył się uznaniem wśród publiczności, i przez dłuższy czas był grany w prowincjonalnych miastach angielskich.

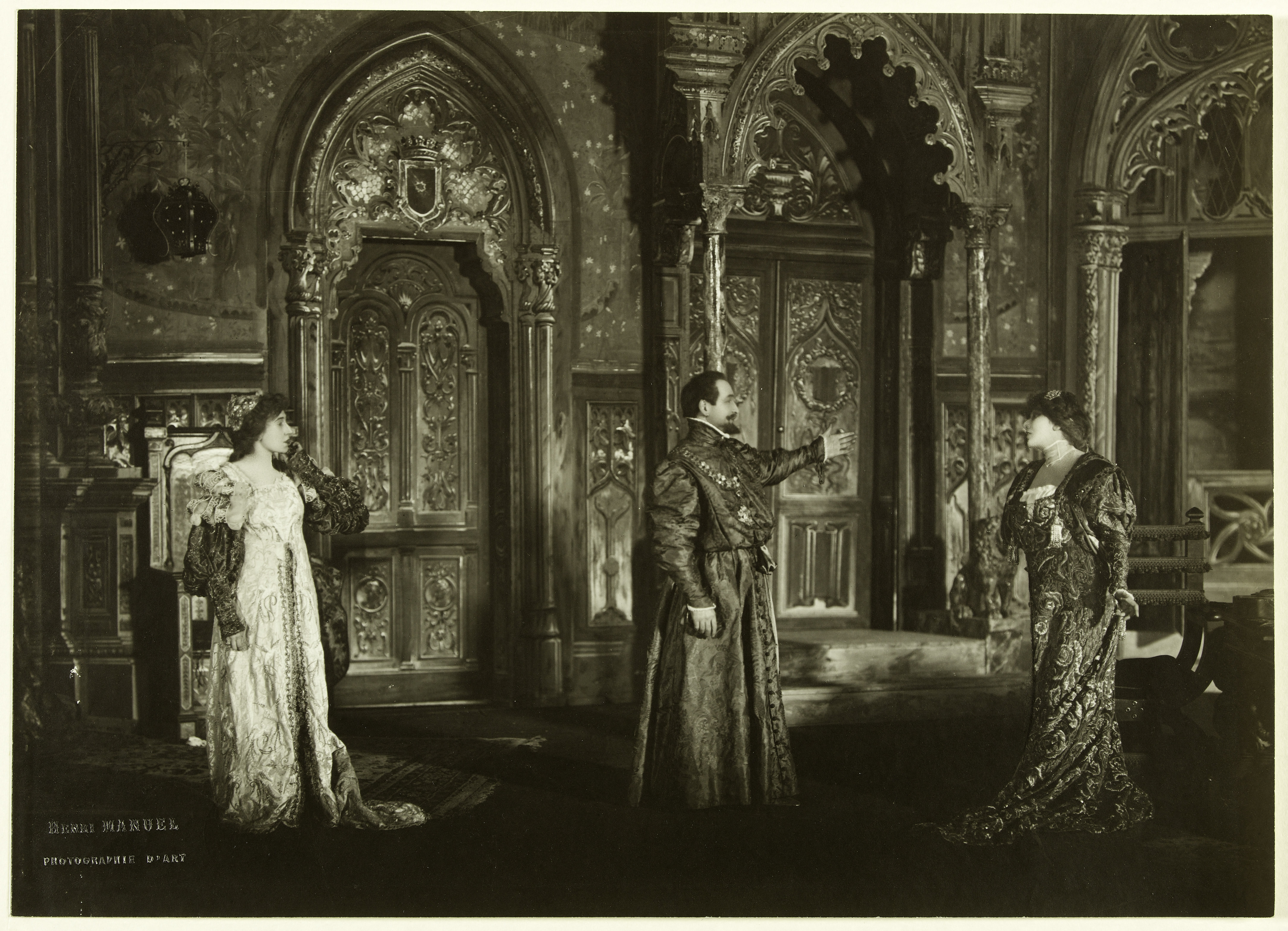
Od lewej: Blanche Dufrêne, Maxime Desjardins oraz Bernhardt w sztuce Angelo, tyran Padwy (1905)

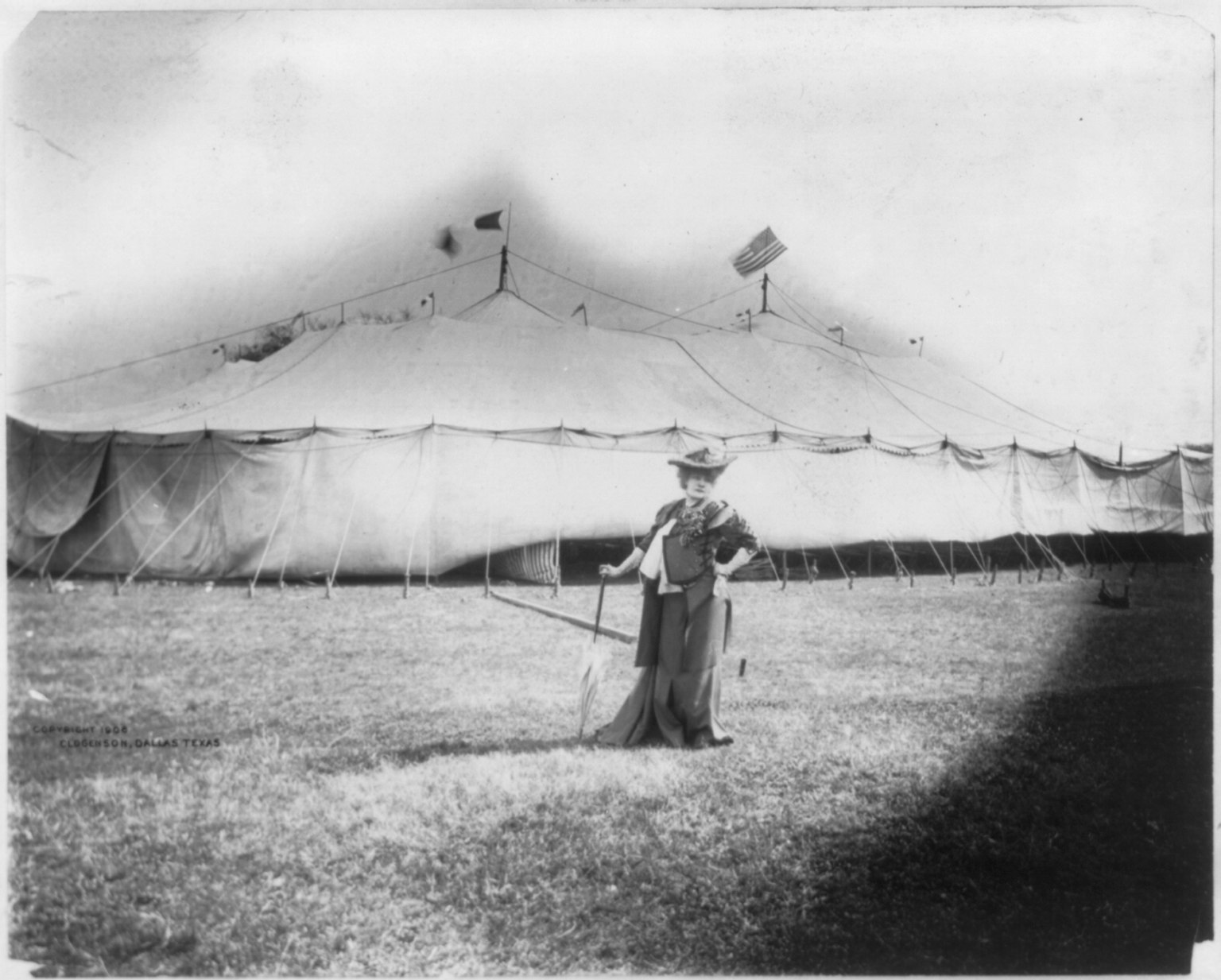
Bernhardt przed namiotem w Dallas, w którym występowała (1906)

W latach 1905–1906, mimo problemów z kolanem, odbyła tournée po Ameryce Południowej i Północnej (pierwsze z czterech pożegnalnych) ze swymi nowymi menedżerami, braćmi Shubert. Wchodząca w skład repertuaru sztuka Czarownica wzbudziła kontrowersje; w Quebecu – za sprawą miejscowego biskupa, który uznał dramat za bluźnierstwo – aktorzy zostali obrzuceni przez fanatyków religijnych jajkami; dopuszczano się też ataków fizycznych, rzucania kamieniami oraz nawoływano do zabójstwa Bernhardt.
Występy w Teksasie oraz w Kansas City w Missouri odbywały się pod specjalnym namiotem, mogącym pomieścić 4,5 tys. widzów. Było to pokłosie konfliktu Shubertów z syndykatem właścicieli teatrów – zarządzali oni większością teatrów i oper w Stanach Zjednoczonych – po tym, jak odmówili zespołowi Bernhardt wynajmu sal (część występów odbywała się również na lodowiskach). Po zmianie decyzji syndykatu, na zachodnim wybrzeżu – m.in. w San Diego oraz w Los Angeles w Kalifornii – trupa występowała w teatrach. Ze względu na trzęsienie ziemi nie mogła zagrać w San Francisco, lecz wystąpiła w pobliskim Hearst Greek Theatre w Berkeley oraz z recitalem dla osadzonych w więzieniu w San Quentin. Na zakończenie dała tygodniową serię w nowojorskim Lyric Theatre na Broadwayu, cieszącą się dużą frekwencją i przychylnymi recenzjami.
W listopadzie 1906 wystawiła sztukę Dziewica z Ávili Mendèsa, grając nietypową dla siebie rolę świętej Teresy, czym wzbudziła poruszenie. Według Golda i Fizdale’a tytuł był mylący, ponieważ – w ich ocenie – Mendès „napisał sugestywną sztukę, kompendium dwuznaczności seksualnych przypisywanych zakonnicom”. Dla Adolphe’a Brissona z „L’Illustration” była to „najwznioślejsza rola” Bernhardt. Mimo że arcybiskup Ávili organizował modlitwy w intencji wypędzenia „świętokradzkiego skutku sztuki napisanej przez Żyda dla Żydówki”, wystawiano ją około 100-krotnie.

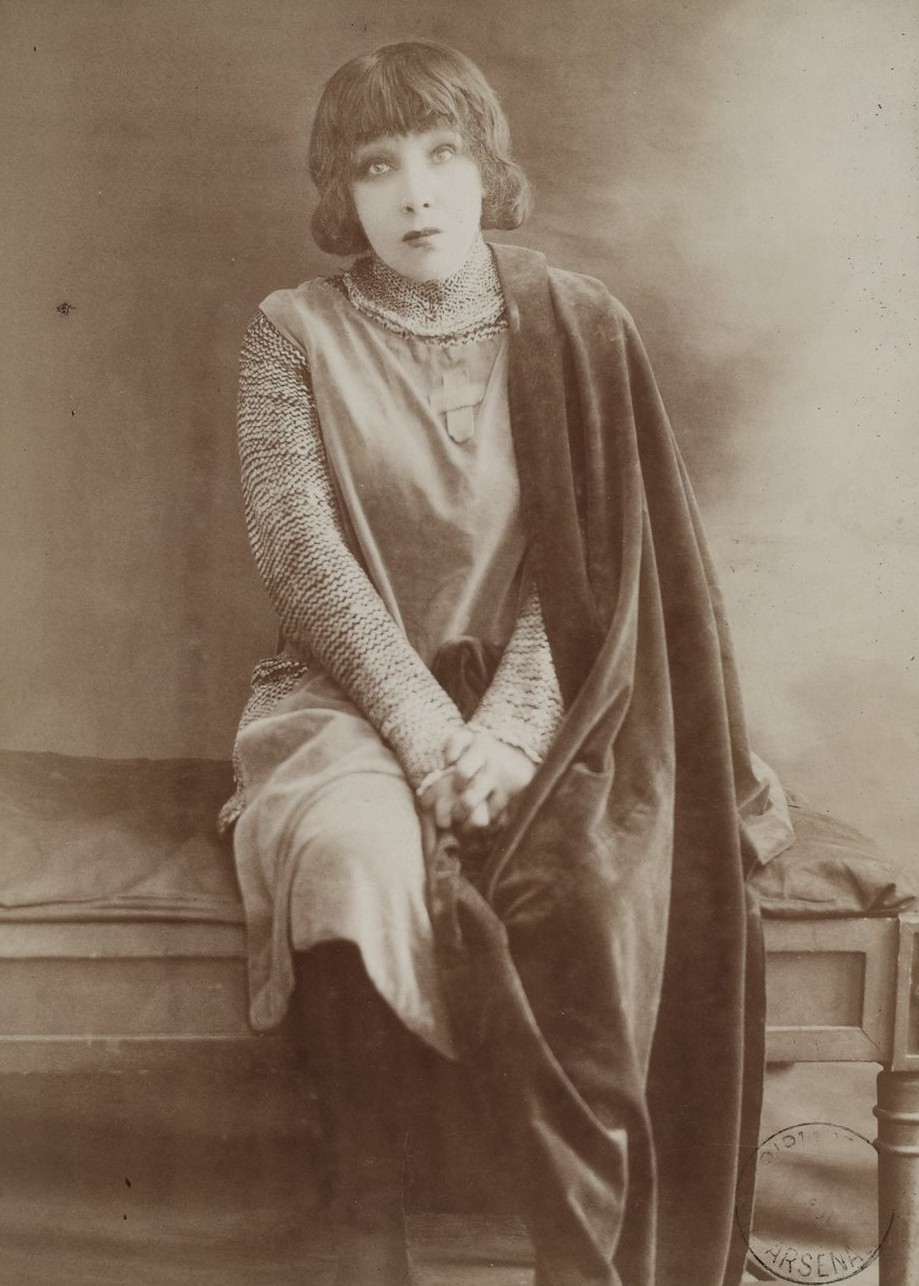
Bernhardt w sztuce Proces Joanny d’Arc (1909)

W następnym sezonie występowała w przypominającej bajki Charles’a Perraulta komedii Błazny pióra Miguela Zamacoïsa, wcielając się w garbatego trefnisia Jacasse’a, który finalnie okazuje się być przebranym księciem. W ocenie biografów rolą tą nawiązywała do renesansowego trubadura z Przechodnia. Sztukę grano przez trzy miesiące z rzędu. Porażkę poniosła we własnej adaptacji Adrienne Lecouvreur. Także w 1907 przez krótki czas uczyła adeptów w Konserwatorium Paryskim, lecz zrezygnowała z uwagi na zbyt tradycyjny system nauczania oraz napięty harmonogram tras – stworzyła własne kursy dla małej grupy, którą zatrudniała jako statystów i bezpłatnych trzecioplanowych aktorów w swoim teatrze (w ocenie jednej z podopiecznych uczyła poprzez opowiadanie, ilustrowanie, dając „nam myśl stojącą za słowami”. Zmuszała tym samym studentów do własnej interpretacji danej roli lub postaci).

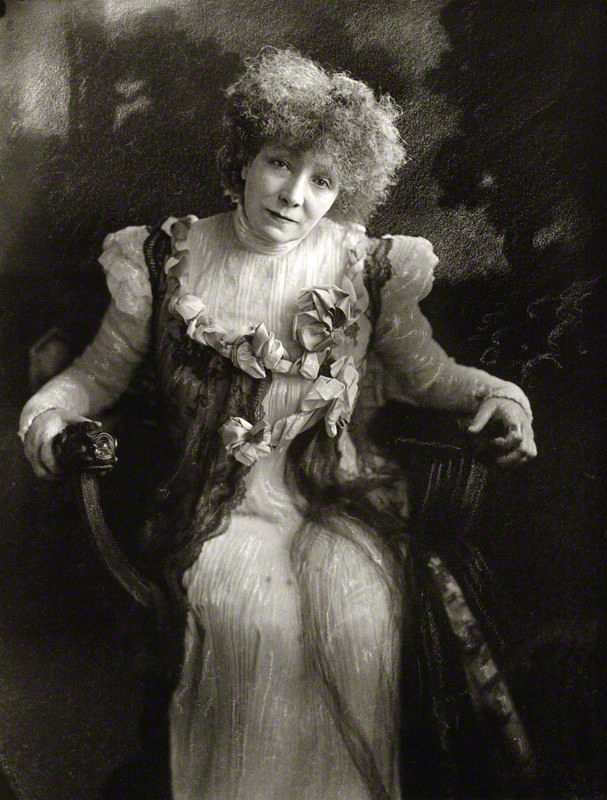
Bernhardt w 1910 (aut. Henry Walter Barnett)

W 1908 wystąpiła w swoim drugim filmie – wcieliła się w główną bohaterkę sztuki Sardou w niemej i krótkometrażowej produkcji La Tosca (reż. André Calmettes). W czerwcu ponownie grała w Wielkiej Brytanii, a na przełomie 1908/1909 występowała w Imperium Rosyjskim i Królestwie Polskim.

#### Proces Joanny d’Arc
W listopadzie 1909 po raz drugi portretowała 19-letnią Dziewicę Orleańską w dramacie Proces Joanny d’Arc autorstwa Émile’a Moreau. Obejrzawszy sztukę krytycy zmieniali swoje negatywne nastawienie, dotyczące niezgodności wieku między 65-letnią Bernhardt, a uosabianą przez nią bohaterką, z kolei publiczność – jak pisała Skinner – „doznawała niemal mistycznych wzruszeń”, po czym nagradzała ją oklaskami. Dramat silnie przemawiał do religijnych oraz patriotycznych uczuć Francuzów, co skutkowało tym, że władze szkół zachęcały uczniów do oglądania Bernhardt w roli francuskiej bohaterki narodowej.
We wrześniu 1910 rozpoczęła w londyńskim Coliseum Theatre miesięczną serię występów, grając m.in. w drugim akcie Orlątka, natomiast 23 października zainaugurowała drugie pożegnalne tournée po Stanach Zjednoczonych. Towarzyszył jej 27-letni Lou Tellegen, będący do 1913 głównym męskim partnerem w sztukach Bernhardt (krytycy w większości negatywnie opisywali jego grę, zwłaszcza we Francji, gdzie po powrocie z trasy występował w teatrze Bernhardt) – 3 grudnia 1911 „The New York Times” ogłosił ich małżeństwo, lecz nazajutrz wycofał oświadczenie.
Tournée objęło wschodnie wybrzeże oraz południowe i centralne stany. Do repertuaru klasycznych dramatów i tragedii włączyła m.in. Monnę Vannę Maeterlincka, Les Romanesques Rostanda czy Zmartwychwstanie Lwa Tołstoja w adaptacji Henry’ego Bataillego.
W 1912 po raz trzeci wystąpiła przed kamerą – zagrała w będącym ekranizacją sztuki Dumasa (syna) niemym dramacie romantycznym Dama kameliowa (reż. André Calmettes, Henri Pouctal). W głównej roli partnerował jej Tellegen. Szczególne powodzenie film zyskał w Stanach Zjednoczonych, gdzie pisano, że Bernhardt „wiedziała, jak dostosować się do tego nowego środka wyrazu”. Za udział otrzymała 30 tys. dolarów. Jego sukces sprawił, że również w 1912 zagrała w filmowej wersji Adrienne Lecouvreur (reż. Louis Mercanton) z Tellegenem jako Maurycym Saskim.

#### Królowa Elżbieta

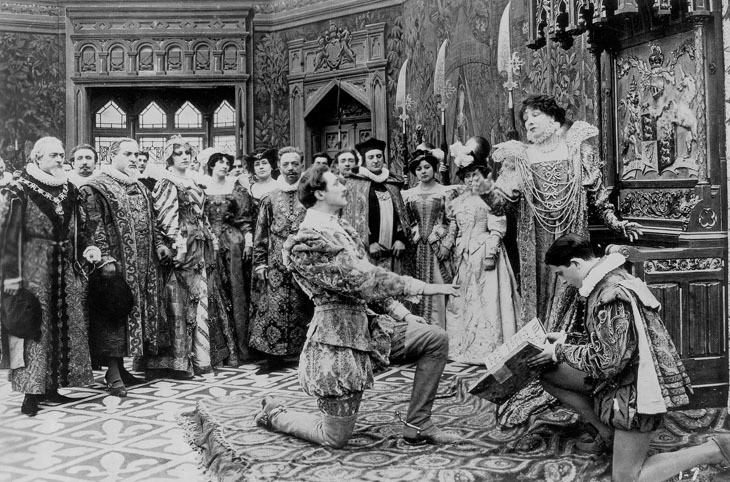
Bernhardt i Tellegen w kadrze z filmu Królowa Elżbieta (1912)

11 kwietnia premierę miała Królowa Elżbieta pióra Moreau, w której sportretowała tytułową władczynię Anglii. Poniosła ona klęskę i zeszła z afisza po 12 przedstawieniach, przynosząc 200 tys. franków straty. Reżyserowana przez Mercantona filmowa adaptacja o tym samym tytule – gdzie jako Robert Devereux partnerował jej Tellegen i do której prawa na amerykański rynek wykupił za 18 tys. dolarów Adolph Zukor – była finansowym przebojem, generując 80 tys. dolarów zysku; dzięki czemu Zukor utworzył Famous Players Film Company, przekształcone później w Paramount Pictures. Choć dla Golda i Fizdale’a Królowa Elżbieta była „prymitywna”, a gra Bernhardt „daleka od subtelności”, to podkreślali, że film pozostaje znaczącym wkładem we wczesne kino. W ich ocenie, dzięki szerokiej dystrybucji za oceanem, Bernhardt stała się pierwszą międzynarodową gwiazdą filmową.
Od listopada do maja 1913 występowała w ramach trzeciego pożegnalnego tournée po Stanach Zjednoczonych. Nasilający się ból w prawej nodze powodował, że była w stanie grać jedynie przez pół godziny, w pojedynczych aktach. Jej przedstawienia odbywały się w salach muzycznych pod egidą Keith-Orpheum. 22 lutego – z okazji urodzin George’a Washingtona – ponownie wystąpiła z recitalem dla 2 tys. osadzonych w więzieniu San Quentin. Finał trasy miał miejsce w Palace Theatre na Broadwayu. Choć Burns Mantle z „The New York Timesa” chwalił jej głos i geniusz, to „New York World” pisał, że czas Bernhardt bezpowrotnie minął. W maju wróciła do Francji, podczas gdy Tellegen, za jej radą, pozostał za oceanem, kontynuując karierę jako aktor kina niemego.

#### Jeanne Doré

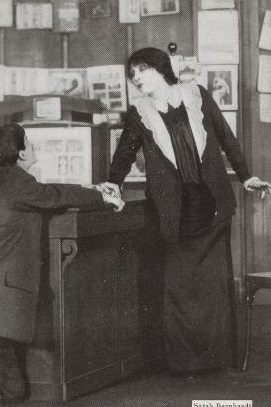
Bernhardt jako tytułowa bohaterka w sztuce Jeanne Doré (1913)

Sukces odniosła w mającym premierę 15 grudnia dramacie Jeanne Doré pióra Tristana Bernarda. Sportretowała tytułową bohaterkę, matkę młodzieńca skazanego na śmierć za zabicie rywala, który uwiódł jego ukochaną. Czekając na egzekucję chłopak dostrzega przez małe zakratowane okienko w zamkniętych drzwiach celi sylwetkę kobiety. Biorąc ją za swoją skruszoną ukochaną wyznaje jej miłość – w ciemnym korytarzu nie rozpoznaje matki, która milczy, by oszczędzić mu rozczarowania. W ocenie biografów i krytyków występ Bernhardt w tragicznej roli był „wspaniały i do głębi wzruszający”.

#### Amputacja nogi i występy wojenne (1914–1918)

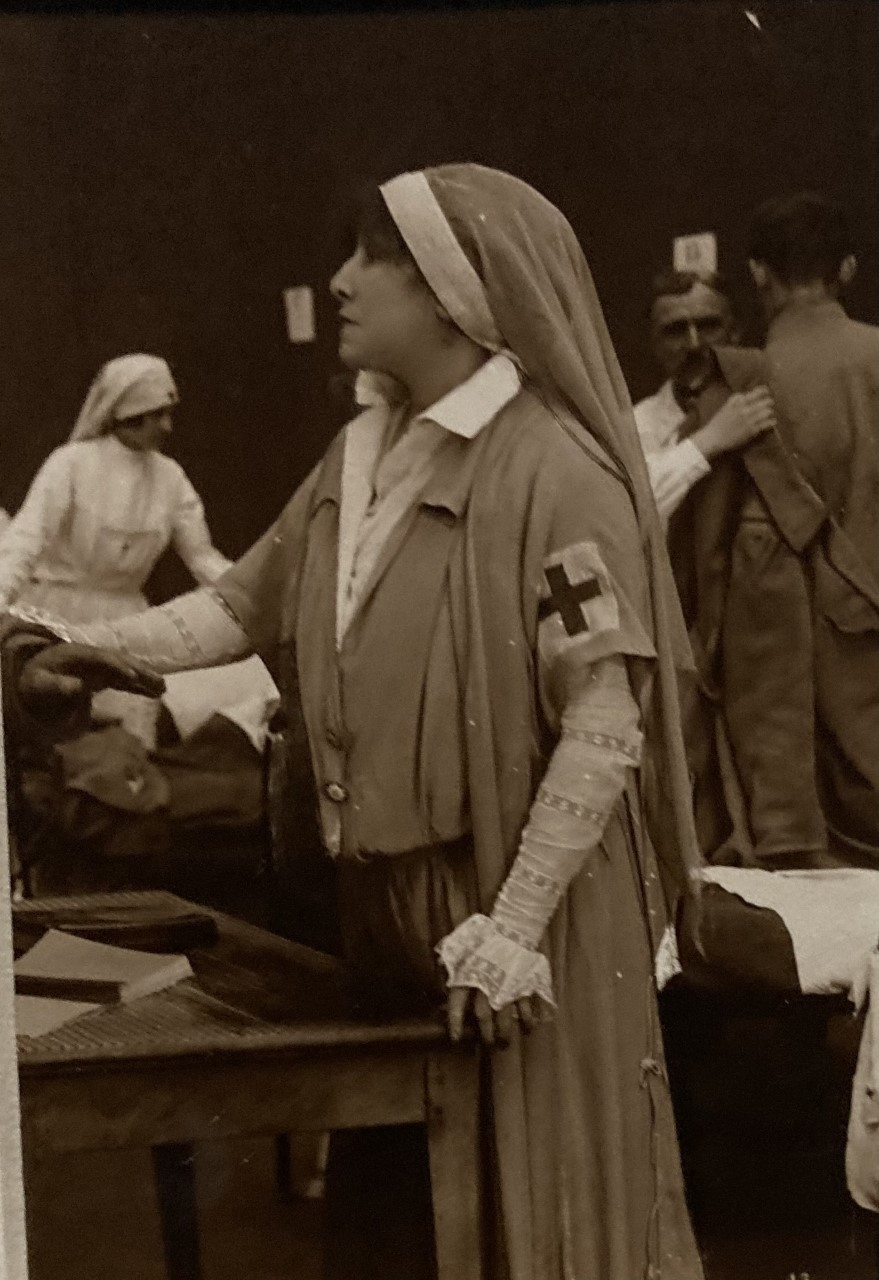
Bernhardt w kadrze z filmu Matki Francji (1917)

Powodzenie Jeanne Doré przełożyło się na 100 przedstawień – w maju 1914 występowała ze sztuką w Szwajcarii i Belgii. Przez napuchnięte kolano miała trudności z chodzeniem i utrzymaniem się długo w pozycji stojącej. Na scenie kierownik stale modyfikował układ wystroju i dodawał punkty podparcia, namalowane kredą. Stanowczo odmawiała zastrzyków z morfiną (uzależnienie od niej doprowadziło do przedwczesnej śmierci męża Bernhardt i jej siostry Jeanne). Nasilające się bóle zmusiły ją do przerwania trasy i powrotu do Paryża, gdzie poddała się krenoterapii, jednak nie przyniosła ona poprawy. Za sugestią swojego lekarza zgodziła się na założenie gipsu.
Przebywając w otoczeniu rodziny i przyjaciół na wypoczynku w swym domu wakacyjnym na wyspie Belle-Île dowiedziała się o zamachu na arcyksięcia Franciszka Ferdynanda i wybuchu I wojny światowej. Początkowo wróciła do Paryża i odmawiała opuszczenia stolicy, podobnie jak w 1870. Uległa, gdy wysłannik ministerstwa wojny poprosił ją, aby znalazła bezpieczniejsze schronienie. Wyjechała do Andernos-les-Bains, gdzie po zdjęciu gipsu jej osobisty lekarz stwierdził na chorej nodze rozwijającą się zgorzel. 22 lutego 1915 w Bordeaux przeszła jej amputację. Odrzuciwszy pomysł drewnianej protezy, kul i wózka inwalidzkiego, zamówiła specjalną lektykę z dwoma poziomymi drążkami, wykonaną w stylu Ludwika XV z białymi bokami i złoconymi wykończeniami.
Po powrocie w październiku do Paryża, wznowiła występy w teatrze (sceny aranżowano tak, aby mogła siedzieć lub opierać się o rekwizyt). 6 listopada wystąpiła w jednoaktowej sztuce Katedra Moranda, określanej mianem „poematu scenicznego”, w której kilka aktorek – personifikujących francuskie katedry – deklamowało patriotyczne wiersze o ojczyźnie, honorze i odzyskaniu ziem okupowanych; Bernhardt pojawiła się w finale, przedstawiając katedrę w Strasburgu i wygłaszając długi monolog.
W tym samym roku dołączyła do trupy Théâtre aux Armées, występującej dla walczących na zachodnim froncie żołnierzy. Towarzyszyła jej Béatrix Dussane – najmłodsza aktorka należąca do zespołu w Comédie-Française – która przyznawała, że „pod szminką i szychem maskującymi zgrzybiałość starej aktorki płonie nie wygasające nigdy słońce”. Przedstawienia odbywały się m.in. nieopodal trwających walk pod Verdun i w bombardowanym Pont-à-Mousson. Siedząc na fotelu, podparta poduszkami, recytowała patriotyczne teksty.
Wróciwszy do stolicy w 1916 wystąpiła w dwóch filmach – adaptacji Jeanne Doré (reż. Louis Mercanton) oraz w niemym dramacie wojennym Matki Francji (1917, reż. René Hervil, Louis Mercanton). W ostatnim z nich sportretowała Jeanne d’Urbex, pielęgniarkę Francuskiego Czerwonego Krzyża (CRF).

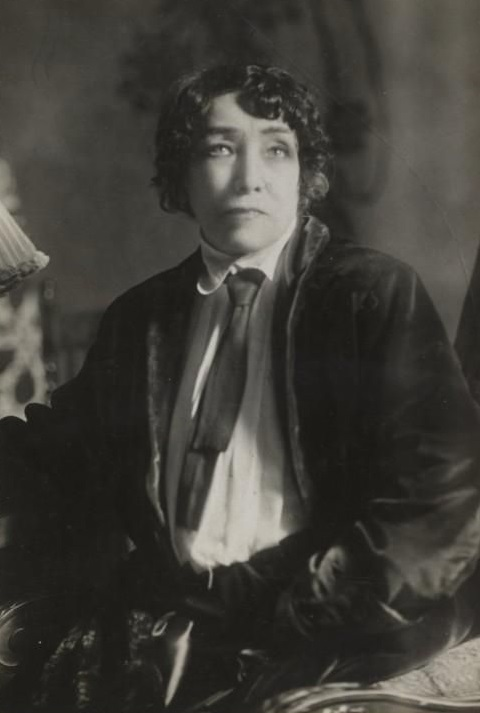
Bernhardt w sztuce Daniel (1920)

Następnie, borykając się z problemami finansowymi (odrzuciła ofertę sprzedaży amputowanej nogi menedżerowi Barnum & Bailey Circus za 10 tys. dolarów), wyruszyła w ostatnie, trwające osiemnaście miesięcy, tournée po Ameryce Północnej. Z uwagi na amputację dokonała zmian w repertuarze; grała w jednoaktówkach oraz we fragmentach i wybranych scenach ze sztuk. Występowała także na wiecach Amerykańskiego Czerwonego Krzyża (ARC), benefisach i spotkaniach publicznych oraz charytatywnych, apelując o przyłączenie się Stanów Zjednoczonych do aliantów w walce. G.W. Smalley z „New-York Tribune” określił ją „największym z misjonarzy działających za granicą na rzecz Francji czy jakiegokolwiek innego kraju”. Po zdiagnozowaniu w marcu 1917 mocznicy przeszła operację nerek – po której nosiła dren – a następnie rekonwalescencję w kalifornijskim Long Beach. Do listopada 1918 wystąpiła w 90 miastach. 11 listopada, w dniu podpisania rozejmu, wróciła do Francji.

### Ostatnie lata

#### Atalia

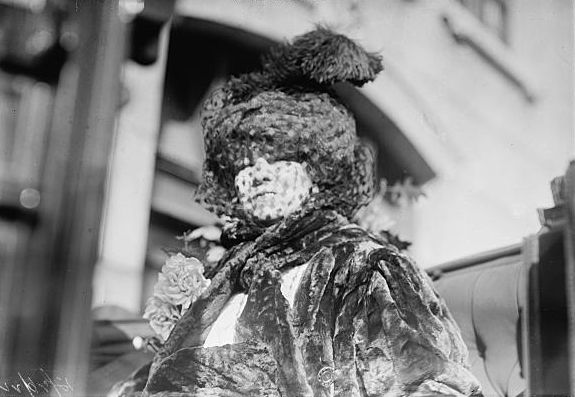
Bernhardt na zdj. w 1922

Wiosną 1920 wznowiła działalność aktorską w swoim teatrze, organizując serię popołudniowych przedstawień fragmentów sztuk klasycznych. Występowała również w jednym akcie w Atalii – we fragmencie „snu Atalii”, monologu, mówiła o sobie jako starzejącej się kobiecie szminkującej twarz, „aby naprawić nieodwracalne szkody wyrządzone przez czas”. Jeden z krytyków stwierdził, że jej nowatorskie podejście (zamiast tradycyjnego udręczonego krzyku wyszeptała zdanie ściszonym i gorzkim tonem) wzbudziło wśród publiczności „dziki entuzjazm i gorączkowe oklaski”. Sztuka utrzymała się na afiszu przez trzy tygodnie i była grana 18-krotnie. W ocenie krytyka ta manifestacja „była nie tylko hołdem dla jej suwerennej władzy, ale także dla długiej linii naszych wielkich klasyków, dla całej Sztuki nieśmiertelnej Francji uosabianej przez jedną kobietę”.
Kolejno występowała w czteroaktówce Daniel Louisa Verneuila, (w 1921 poślubił on wnuczkę Bernhardt, Lysiane). Sportretowała w niej tytułowego Daniela, 30-latka rywalizującego z młodszym bratem o względy kobiety. Przegrawszy, odgradza się od świata i uzależniony od morfiny popada w obłęd. Sztuka była porażką, a Bernhardt uważała ją za „szmirę”. Mimo to włączyła Daniela do swego repertuaru na ostatnie europejskie tournée. W Anglii, prócz występów w londyńskim music-hallu, dała specjalny występ na dworze dla pary królewskiej, Jerzego V i Marii, podobnie jak w Hiszpanii, gdzie oklaskiwał ją Alfons XIII.
Jeździła też na prowincję z odczytami o sztukach i poezji Rostanda. W 1921 wystawiła Chwałę Maurice’a Rostanda (podobnie jak Daniel była porażką), a w następnym roku Réginę Armand Verneuila. Jesienią dała benefisowy występ, którego była inicjatorką, by wspomóc zbiórkę funduszy na laboratorium dla Marii Skłodowskiej-Curie. Od października do grudnia grała we Francji i Włoszech. W Turynie po raz ostatni wystąpiła na scenie. Zimą rozpoczęła w Théâtre Édouard VII próby do sztuki Sachy Guitry’ego, Temat powieści, w której miała wystąpić u boku żony reżysera, Yvonne Printemps, jego ojca Luciena i jego samego. Przygotowania przerwało omdlenie – będące wynikiem ataku mocznicy – po którym przez godzinę pozostawała nieprzytomna. 4 stycznia 1923 wycofała się, a jej miejsce zajęła inna aktorka. Przez miesiąc leżała w łóżku i wyrażając chęć powrotu na scenę studiowała rolę Kleopatry Thei, bohaterki tragedii Rodogunda Pierre’a Corneille’a.

### Śmierć i pogrzeb

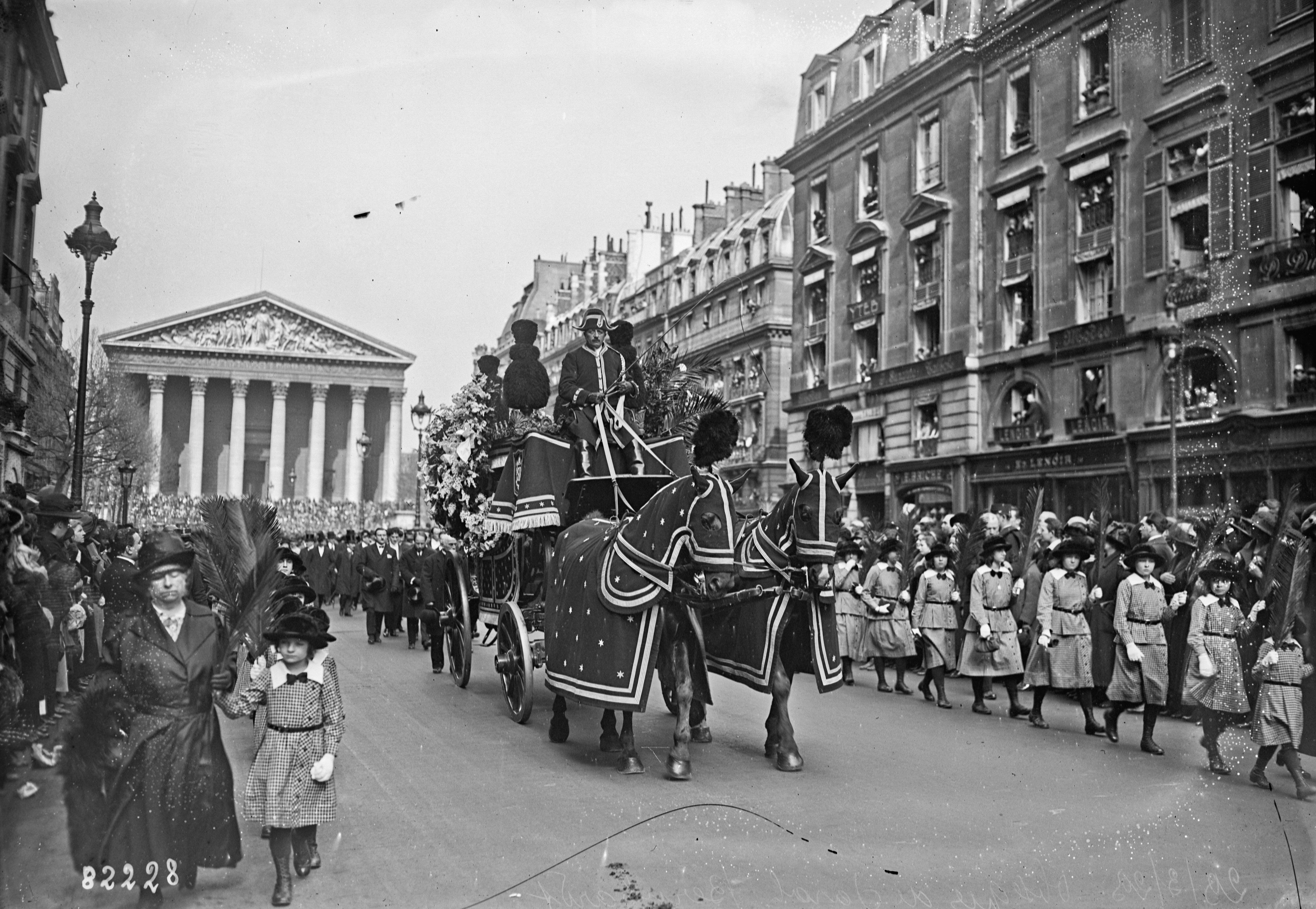
Pogrzeb Bernhardt (1923)

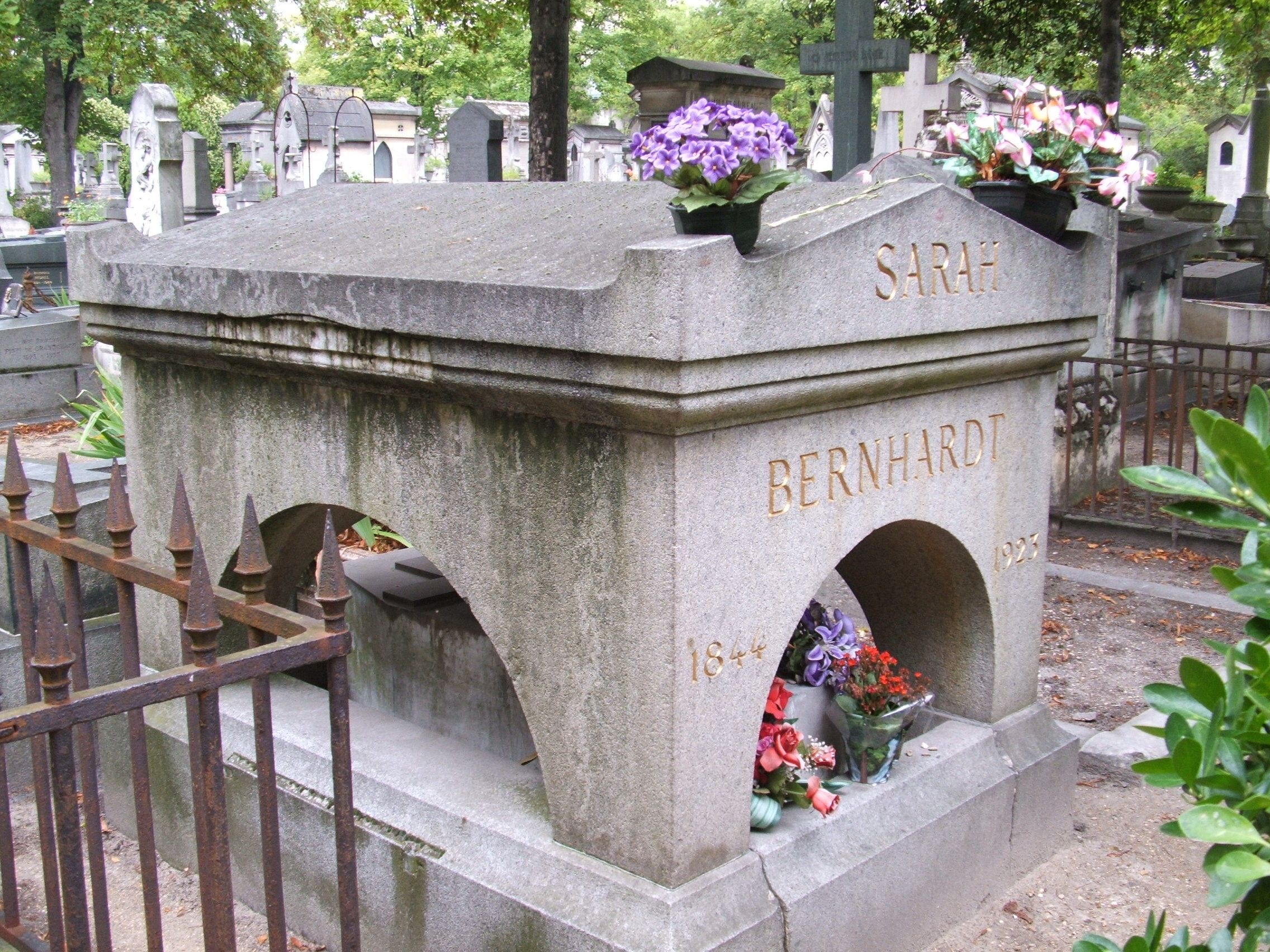
Grób Bernhardt na cmentarzu Père-Lachaise (2006)

Gdy stan jej zdrowia poprawił się, przyjęła od Guitry’ego propozycję występu w niemym filmie La Voyante (reż. Leon Abrams). Ponieważ była zbyt słaba, aby podróżować, zdjęcia nagrywano w jej domu przy Boulevard Pereire. Otrzymywała gażę w wysokości 10 tys. franków dziennie. Kiedy 21 marca straciła przytomność na planie, Abrams zatrudnił Jeanne Brindeau, która dokończyła sceny z udziałem Bernhardt. Ostatnie pięć dni życia spędziła w łóżku, szczegółowo planując, w towarzystwie wnuczki Lysiane, swój pogrzeb – jak napisała Tierchant „na łożu śmierci nadal grała rolę Sarah Bernhardt, którą grała przez całe życie”. Pod jej domem koczowało kilkudziesięciu fotografów i reporterów oraz kilkaset osób, będących wielbicielami jej talentu.
Prasa na całym świecie informowała o stanie jej zdrowia. Zmarła 26 marca o dwudziestej w wyniku mocznicy. Miała 78 lat. Paryscy aktorzy, występujący tego wieczora w tetrach, prosili widownię o dwuminutową ciszę, a następnie, po zakończeniu spektakli, przynosili pod dom Bernhardt otrzymane kwiaty. Królowa Aleksandra – wdowa po Edwardzie VII – nakazała odprawienie wotywy w Opactwie Westminsterskim, z kolei Konstantin Stanisławski wyraził żal z powodu utraty „tego wielkiego głosu o złotym tonie, który nie będzie już rezonował”.
Rząd francuski odmówił organizacji pogrzebu narodowego, wobec czego odpowiedzialność za przeprowadzenie pochówku przejęła Rada Paryża. Uroczystości miały miejsce 29 marca. Według szacunków na trasie konduktu żegnało ją od setek tysięcy do pół miliona paryżan. Orszak pogrzebowy przemaszerował spod jej domu do kościoła Franciszka Salezego, a stamtąd pod Théâtre Sarah-Bernhardt, gdzie uczczono ją minutą ciszy (z dachu teatru zrzucono wielobarwne płatki). Na koniec trumnę z ciałem odprowadzono na cmentarz Père-Lachaise. Zgodnie z jej wolą została pochowana w swojej prywatnej trumnie w białym mundurze z Orlątka ze srebrnym krzyżem w dłoni i wstęgą Legii Honorowej na piersi. Na grobie znajduje się napis: „Sarah Bernhardt” oraz rok urodzenia i zgonu. Jej miejsce spoczynku jest regularnie odwiedzane przez turystów i uczniów szkół teatralnych.

## Życie prywatne

### Osobowość, zainteresowania, przyjaźnie
| „Bernhardt była całkowitą realistką, gdy zajmowała się swoim życiem, ale nieustanną bajkopisarką, gdy je opowiadała.”– Robert Gottlieb |

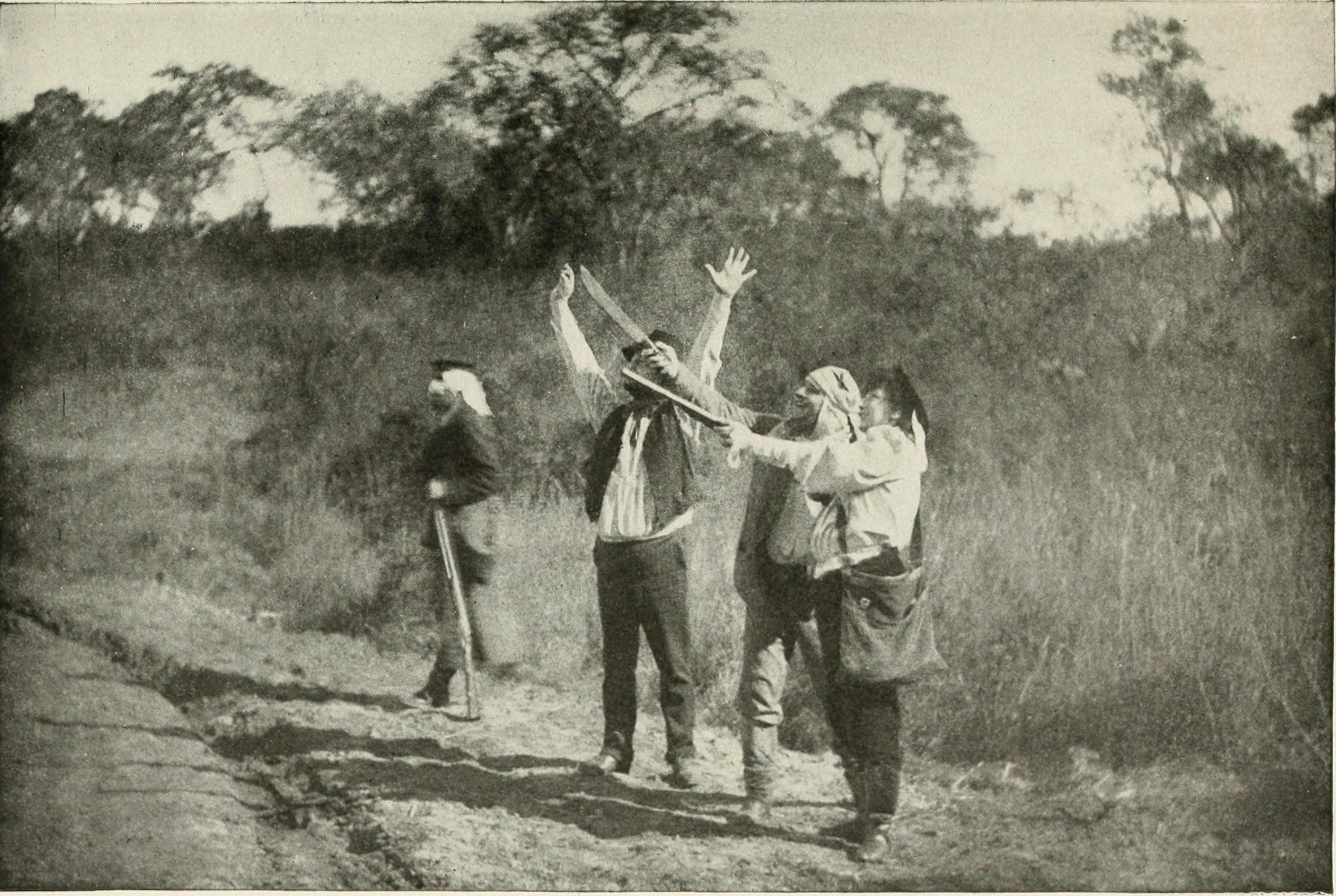
Bernhardt (pierwsza z prawej) wraz z członkami swojej trupy na strzelaniu (1880)

Odtrącenie przez bezuczuciową w stosunku do niej matkę – spośród trzech córek Van Hard faworyzowała Jeanne – sprawiało, że w dzieciństwie i młodości była małomówna, często nadąsana i nieśmiała. Czuła się osamotniona, porzucona oraz stroniła od ludzi i miewała gwałtowne wahania nastrojów – od histerycznego gniewu, po nieokiełznaną radość. Dla Skinner zmysł dramatyczny tkwił w jej naturze od dzieciństwa, z kolei Tierchant przypuszczała, że niestabilność emocjonalna – w późniejszych latach objawiająca się brakiem wiary w uczucie partnera oraz niezdolnością do trwałego przywiązania – mogła być spowodowana absencją ojca. W ocenie autorki była „kobiecym Don Juanem, wiecznie poszukującym niedostępnego szczęścia”. Sama przyznawała, że napady gniewu odziedziczyła po matce.
W dorosłym życiu, jak pisała Skinner, była ambitną egotystką, która nie znosiła sprzeciwu i pragnęła osobistej chwały. Autorka charakteryzowała ją też jako ekscentryczkę, osobę nieobliczalną i kapryśną. Reynaldo Hahn pisał, że ta „straszna sława” uczyniła ją egoistką oraz dumną kobietą. „Nie żeby okazywała to w sposób nieprzyjemny czy wrogi. Nie, było od tego daleko. Jednak przy całym jej uśmiechniętym uroku był to rodzaj obronnej zbroi, obojętności na pochwały lub, mówiąc inaczej, beznamiętności, nieco pogardliwa akceptacja uwielbienia, jakie otrzymała”. Mimo zainteresowania opinii publicznej jej osobą nie miała w zwyczaju dementowania fałszerstw oraz plotek na swój temat (wyjątek zrobiła, gdy jeden z dziennikarzy zakwestionował jej przynależność do ojczyzny). Kolekcjonowała wycinki o sobie. Odznaczała się poczuciem humoru, skłonnością do robienia żartów i inteligencją w rozmowach.
Nie lubiła pisać listów, podpisywać fotografii, składać wizyt, a także stosować do czyichś rad. Jak tłumaczyła: „Nigdy od razu nie stosuję się do rozsądnej rady. Muszę zdobyć się na wysiłek woli, żeby uznać słuszność jakiejś rady, i na wysiłek intelektualny, żeby być za nią wdzięczną”. Przez całe życie cierpiała na obsesyjny lęk przed pożarem – wpływ na to mogło mieć zdarzenie z jej wczesnego dzieciństwa, gdy jako niemowlak stoczyła się z siennika w otwarte palenisko kominka. Dziecięca sukienka, w którą była ubrana, zajęła się płomieniem. Od śmierci uratował ją krzyk, który usłyszała niania, po czym zanurzyła ją w dużym cebrze z mlekiem.

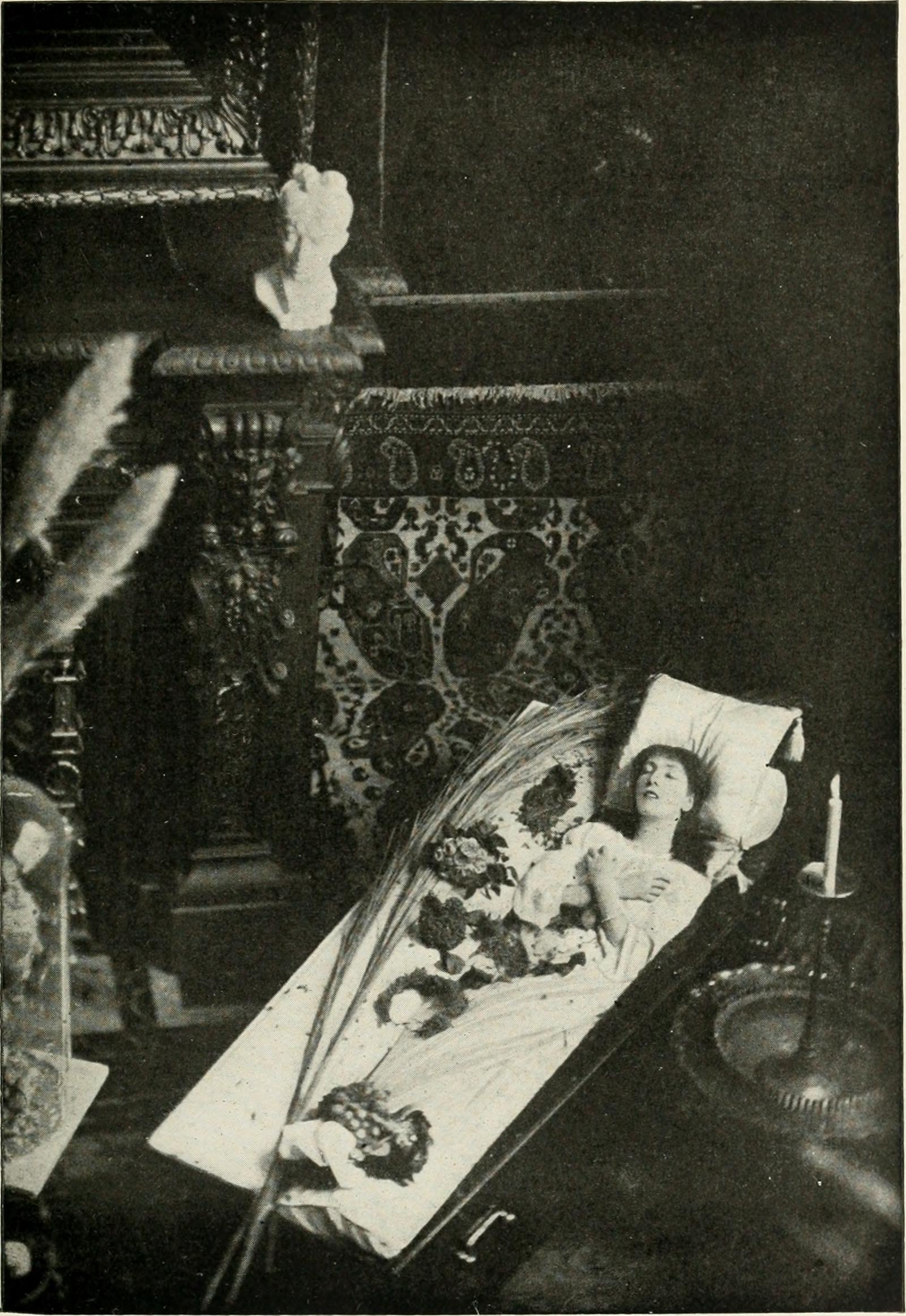
Bernhardt w swojej trumnie (1873)

W latach młodzieńczych, mając przed sobą widmo przedwczesnej śmierci – był to efekt wątłego zdrowia i opinii lekarzy, którzy w jej obecności prognozowali, że zostało jej kilka lat życia – często odwiedzała kostnicę. Uprosiwszy matkę, dostała trumnę z różanego drewna, wybitą białym atłasem, w której sypiała, by oswoić się ze śmiercią (Gold i Fizdale pisali, że podobnie jak wielu artystów jej czasów, była zafascynowana „tajemnicą śmierci i urokiem rozpusty”; nosiła wisior w kształcie czaszki jako naszyjnik, a w późniejszych latach posiadała także czaszkę z ruchomą szczęką na biurku, oznaczoną mrocznym czterowierszem, i szkielet anatomiczny w swej pracowni rzeźbiarskiej, zwany Łazarzem). W dorosłym życiu, prócz sypiania w niej, uczyła się też ról. Gdy wiadomość o trumnie Bernhardt zyskała rozgłos w Paryżu, została uwieczniona w niej na fotografii, otoczona przez rozstawione świece, kwiaty i liście palmy. Zdjęcie to było sprzedawane jako pocztówka i rozeszło się w kilku tysiącach egzemplarzy (według części źródeł trumna towarzyszyła jej do końca życia, a po śmierci została w niej pochowana, choć przypuszczano, że mogła to być replika).

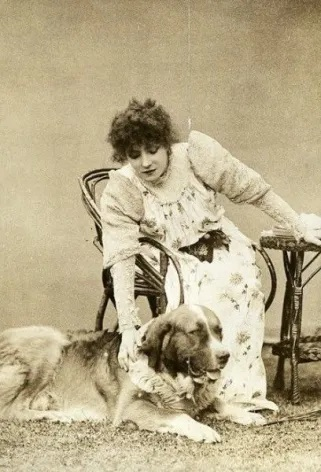
Bernhardt z jednym ze swoich psów (data nieznana)

Była znana z zamiłowania do zwierząt, w szczególności do dzikich gadów. Pasja ta zrodziła się u niej w dzieciństwie, spędzonym w Bretanii, i rozwinęła w czasie nauki w Grand-Champs. Na przestrzeni lat posiadała m.in. aligatora Ali Gagę (karmiła go mlekiem oraz szampanem, a ostatni trunek miał się przyczynić do jego śmierci), geparda, jastrzębia Alexisa (nazwanego na cześć księcia rosyjskiego, od którego otrzymała go w prezencie), siedem kameleonów (jednemu z nich, imieniem Cross-ci, Cross-ça, zamówiła u jubilera złoty łańcuszek na szyję), koalę, parę koni – wabiących się Cassis i Wermut – trzy lwy (dwa z nich o imionach Justynian i Scarpia; trzeciego trzymała w klatce, jednak ze względu na intensywny zapach musiała go oddać), małpkę Darwina, ocelota andyjskiego, oposa, osła, papugę Bizibouzou, kilkanaście psów różnych ras – cztery z nich wabiły się Bull, Fly, Hamlet Trzeci, a także Miniccio – cztery pumy, rysia, sowę, szympansicę o imieniu Jacqueline, tygrysicę Minnette, walabię, węża boa dusiciela (zastrzeliła go, gdy zaczął pożerać poduszki z sofy) oraz dwa wilczury i parę żółwi – Chrysargére i Zerbinette (oba zginęły w pożarze jej domu). Skóry ze zwierząt wykorzystywała do dekoracji mieszkania (miała w zwyczaju urządzać je w chaotycznym stylu).
Cechowała ją rozrzutność. Nie posiadała konta w banku (żądała, aby gażę wypłacać jej gotówką, w złocie), a pieniądze woziła wszędzie ze sobą w zamszowym worku lub powierzała je zaufanej pani Guérard. Jak pisali Gold i Fizdale, „ekstrawagancja była jej sposobem na życie”. Gdy brakowało jej środków, usiłowała sprzedać swoje rzeczy lub zwierzęta znajomym, bądź też wyruszała w zagraniczne trasy. Chętnie organizowała wystawne przyjęcia dla przyjaciół, nazywanych „dworem Sarah”, znajomych i ludzi związanych ze światem kultury, polityki i nauki, wśród których bywali m.in.: Alexandre Dumas (syn), Charles Gounod, Coquelin, Émile Zola, Ernest Renan, Ferdinand de Lesseps, Gustave Flaubert, Jules Lemaître, Léon Gambetta, Louis Pasteur, Victor Hugo, Victorien Sardou, a także książę Edward VII.
Lubiła haftować, robić koronki i tapiserię. Do jej hobby należała m.in. jazda konno, gra w tenisa i łowienie ryb. Była również autorką kilku książek – m.in. napisanej dla dzieci Dans les nuages: Impressions d’une chaise (1878), w której narratorem było słomiane krzesło umieszczone w balonie, i podręcznika sztuki aktorskiej L’Art du Théâtre, la voix, le geste, la prononciation (1923). W 1907 na rynku ukazały się jej pamiętniki – Ma double vie.
Ze względu na słabe płuca nie pozwalała palić w swojej obecności, ponieważ dym papierosowy powodował u niej kaszel (miała słabą kondycję fizyczną, a do 35. roku życia zdarzały się jej nagłe omdlenia i krwotoki z gardła). Nie jadała mięsa. Była przeciwniczką wszelkich przejawów antysemityzmu. Odnosząc się do tematu wiary, mówiła: „Jestem rzymską katoliczką i córką wielkiej rasy żydowskiej. Czekam, żeby chrześcijanie stali się lepsi”. Jej motto życiowe brzmiało: Quand même („mimo wszystko”).

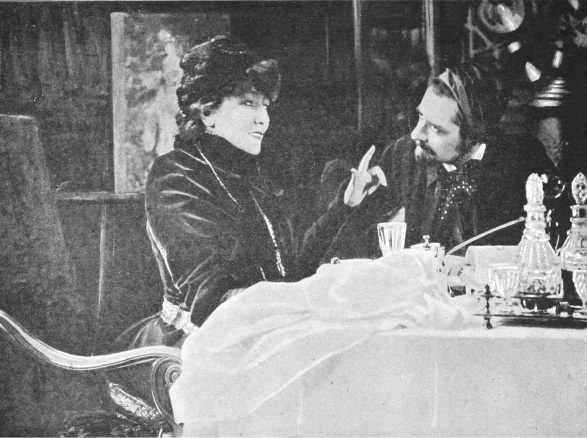
Bernhardt i Georges Clairin, jeden z jej najbliższych przyjaciół (data zdjęcia nieznana)

Do grona jej najbliższych przyjaciół należeli Georges Clairin, którego nazywała „Jojotte” (przez krótki czas byli kochankami) – namalował wiele portretów Bernhardt, a najbardziej znany, pochodzący z 1876 i ukazujący aktorkę wśród poduszek i perskich draperii w półleżącej pozycji w powłóczystej białej szacie ze śnieżnym chartem u stóp, z policzkiem podpartym ręką, był sensacją podczas wystawy światowej w 1876 (reprodukcje ukazywały się w żurnalach mody, a paryskie kobiety naśladowały prowokacyjną pozę Bernhardt) – oraz Louise Abbéma. Ceniła jej twórczość (spekulowano o lesbijskiej relacji między nimi). Silna więź łączyła ją z panią Guérard (imię kobiety pozostaje nieznane), sąsiadką swej matki przy rue Saint-Honoré 265. Guérard, którą Bernhardt nazywała mon p’tit dame („moja paniusia”), pozostała wierna aktorce do swojej śmierci (w latach scenicznych była jej stałą towarzyszką, osobistą sekretarką, pierwszą damą dworu, mieszkała z nią w jej kolejnych apartamentach i towarzyszyła w trasach). Według Gottlieba „była dobrą matką, której Sarah nigdy nie miała”.
Utrzymywała liczne przyjacielskie relacje. Do tego kręgu należeli m.in.: Alexandre Dumas (syn), Alphonse Daudet, dziennikarz Arthur Meyer (w młodości byli kochankami), Coquelin, Edmond Rostand (nazywała go „swoim poetą”), Édouard de Max, Ellen Terry, Gabrielle Réjane, George Sand, Henry Irving, Jean Lorrain, egipski dyplomata Khalil Bey, Lucien Guitry, hiszpański hrabia oraz fotograf Olympe Aguado, Oscar Wilde (napisał dla niej sonet i sztukę), Raoul Ponchon, Reynaldo Hahn, Robert de Montesquiou, Sophie Croizette, Thomas Alva Edison (na zaproszenie wynalazcy dokonała na fonografie deklamacji kilku wersów z Fedry), Victor Hugo (uczestniczyła w pogrzebie pisarza, a po jego śmierci wystawiała i grała w napisanych przezeń sztukach) i W. Graham Robertson.

#### Belle-Île

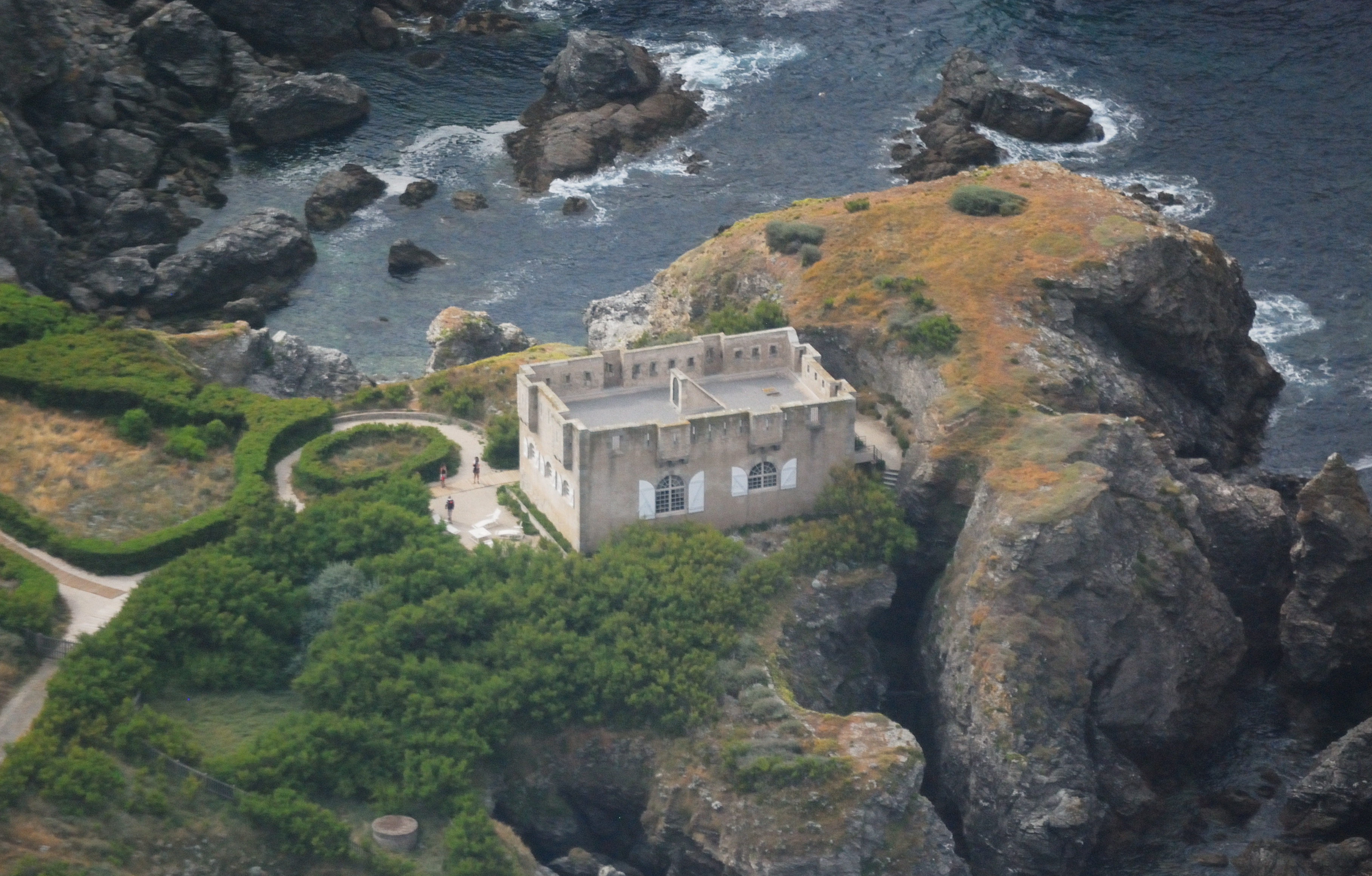
Widok na posiadłość Bernhardt na wyspie Belle-Île (2013)

W 1894 nabyła XVII-wieczną fortecę na wyspie Belle-Île w południowej Bretanii. Przeprowadziwszy gruntowny remont, przekształciła ją w swoją wakacyjną posiadłość – nazywaną Château de la mer. Do początku lat 20. XX wieku spędzała w niej – w otoczeniu najbliższych przyjaciół oraz rodziny – letni okres. Budynek posiadał na parterze pięć sypialni, dużą pracownię artystyczną, salon, jadalnię i dużą kuchnię, a na piętrze znajdowały się kolejne trzy sypialnie z wyjściem na taras i nowoczesna łazienka. Wnętrza były przyozdobione m.in. licznymi antykami i obrazami (pejzaże), z kolei na dachu powiewał biały sztandar z jej mottem, wyhaftowanym złotymi literami. Na przylegającym do posiadłości terenie – ok. 35 ha – wybudowała bungalowy dla gości i przyjaciół (swoje pracownie mieli Clairin i Abbéma) oraz osobną willę dla syna i jego rodziny (w 1909 wykupiła sąsiadujący teren, gdy okazało się, że nowy właściciel zamierza wybudować na nim hotel).
Na dwóch nabytych przez nią małych farmach – jedna z nich dostarczała drób, jajka, masło i mleko – uprawiała jęczmień, owies, owoce, pszenicę, warzywa oraz ziemniaki. Hodowała też owce i małe stado bydła (sprowadziła na wyspę parę koni). Jak wspominała: „Uwielbiam przyjeżdżać co roku na tę malowniczą wyspę, próbując całego uroku jej dzikiego i wspaniałego piękna. Pod jego orzeźwiającym i kojącym niebem czerpię nowe artystyczne siły”. Posiadłość – w którą zainwestowała ok. 4 milionów franków – sprzedała w 1922 (w październiku 1944 wojska niemieckie dokonały znaczących zniszczeń obiektu).
W 1912 zrealizowano film dokumentalny Sarah Bernhardt à Belle-Île – była pierwszą znaną osobą, która zaprosiła widzów do domu, ukazując swoje codzienne życie.

#### Malarstwo i rzeźbiarstwo

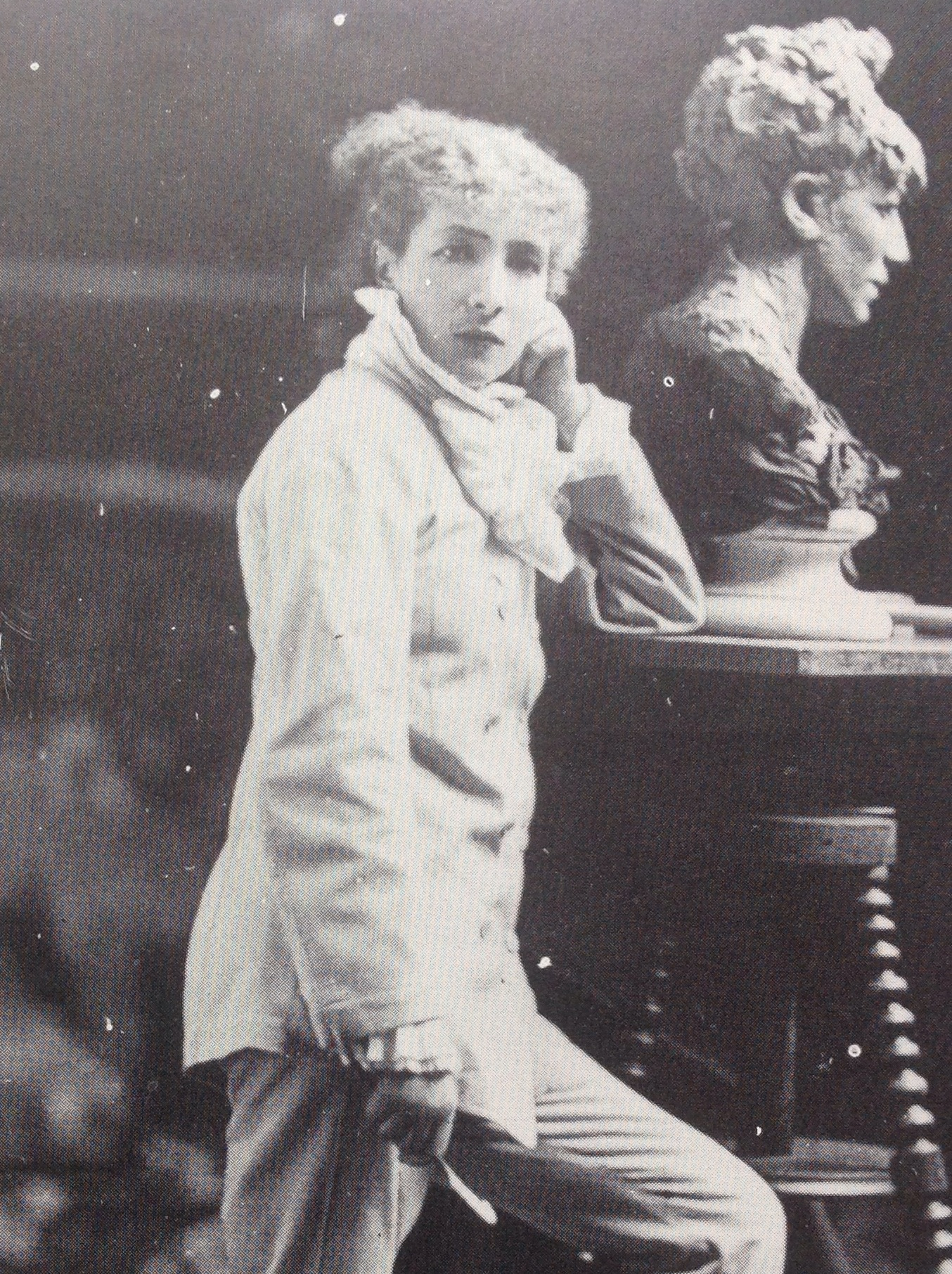
Bernhardt w swojej pracowni rzeźbiarskiej (ok. 1878)

Przez większość życia uprawiała malarstwo i rzeźbiarstwo. W młodości uczęszczała na zajęcia z rysunku i malarstwa, a w wieku 16 lat zdobyła swoją pierwszą nagrodę za obraz Zima na Polach Elizejskich. Na łamach „Mercure de France” napisano w październiku 1860: „Panna Bernhardt wykazuje niezwykły talent, jak na tak młodą osobę”. Początkowo malowała akwarelą lub szkicowała ołówkiem. Gdy entuzjastycznie o jej pracach wypowiadał się Alfred Stevens – korzystając z mniej napiętego terminarza w Comédie-Française – zaczęła malować pejzaże (preferowała pejzaże morskie) oraz w towarzystwie Clairina i Gustave’a Doré szkicowała naturę za miastem. W 1878 wystawiła na paryskim salonie dwumetrowy obraz Dziewczyna i śmierć, tematyką nawiązujący do dzieł Féliciena Ropsa.
W 1874, mając poczucie, że dyrekcja Comédie-Française nie daje jej okazji do wykazania się kreatywnością, wynajęła dużą pracownię przy boulevard de Clichy 11 w dzielnicy Montmartre i zajęła się rzeźbiarstwem. Jej nauczycielem początkowo był Mathieu-Meusnier, a następnie rolę tę przejął Doré. Jak pisała Skinner, w szybkim tempie poczyniła postępy i opanowała technikę. W ocenie Tierchant, w miarę jak zaznajomiła się z umiejętnością rzeźbienia, stała się bardziej odważna, wyobrażając sobie „bajeczny bestiariusz, będący odzwierciedleniem jej dekadenckich tendencji”. Stworzyła sto rzeźb ukazujących stworzenia – jak stwierdziła autorka – „każde bardziej demoniczne i groteskowe od drugiego”, wśród nich Błazna (1876), Błazna i śmierć (1877) czy Autoportret z chimerą (1880).
Od 1874 do 1896 jej prace były regularnie wystawiane na paryskim salonie, a osiągane przez nie ceny irytowały profesjonalnych artystów oraz kolegów ze środowiska aktorskiego. Uważana za jej arcydzieło rzeźba Po burzy (1876), przedstawiająca starą Bretonkę z młodym topielcem (wnukiem) w ramionach, zdobyła srebrny medal z wyróżnieniem na wystawie w 1876 – sprzedała oryginalne dzieło, formy, a także podpisane miniatury gipsowe, zarabiając ponad 10 tys. franków. Artystyczne dokonania Bernhardt budziły skrajne emocje; Auguste Rodin uważał wspomnianą rzeźbę za „staromodny śmieć”, a wielbicieli jej talentu za „bandę idiotów”. Henry James również był sceptyczny wobec jej prac i przedstawiających ją portretów pędzla innych artystów. Francuska prasa nie szczędziła krytyki pod jej adresem, zarzucając Bernhardt lekceważenie obowiązków w Comédie-Française kosztem rzeźbiarskiego hobby (podobnie czynił Perrin odnośnie do jej malarstwa). W jej obronie stawali Doré i Émile Zola. Adolphe Willette i André Gill, drwiąc z artystycznej pasji Bernhardt, przedstawiali wyśmiewające ją karykatury.
Prócz Po burzy, do grona najważniejszych prac Bernhardt zalicza się płaskorzeźbę Umarła Ofelia (1880). Dla Charles’a Garniera stworzyła jedną z figur alegorycznych (uskrzydloną postać trzymającą lirę) – pod tytułem Muzyka – na fasadzie Opéra de Monte-Carlo. Zdaniem Gottlieba jej prace „mają quasi-profesjonalny, choć nieco prymitywny i sentymentalny wygląd, najbardziej przekonujący w popiersiach przyjaciół i współpracowników”, wśród których byli m.in. Adolphe Carl von Rothschild, Abbéma, Clairin, Edmond Rostand, Émile de Girardin, Maurice Maeterlinck, Victorien Sardou i William Bertrand Busnach (wymodelowana głowa zmarłej siostry Reginy, wykonana po jej śmierci, zdobyła nagrodę na jednej z wystaw w 1874).
Wystawy prac Bernhardt miały miejsce m.in. w Londynie, Nowym Jorku, Filadelfii i Paryżu. Wiele z jej dzieł jest nadal prezentowanych w muzeach we Francji, Anglii i Stanach Zjednoczonych.

Wybrane prace Bernhardt
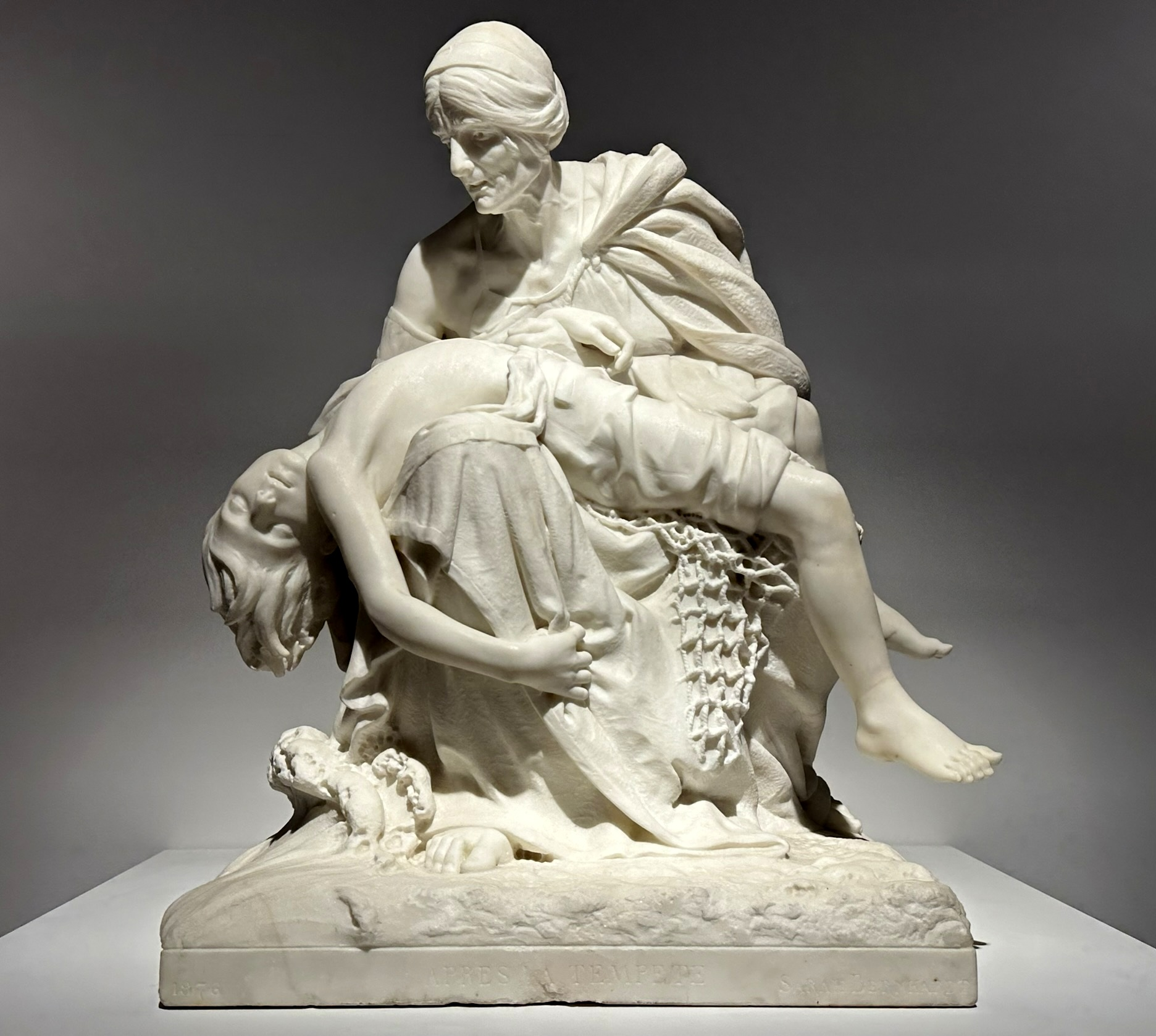
Po burzy (1876)
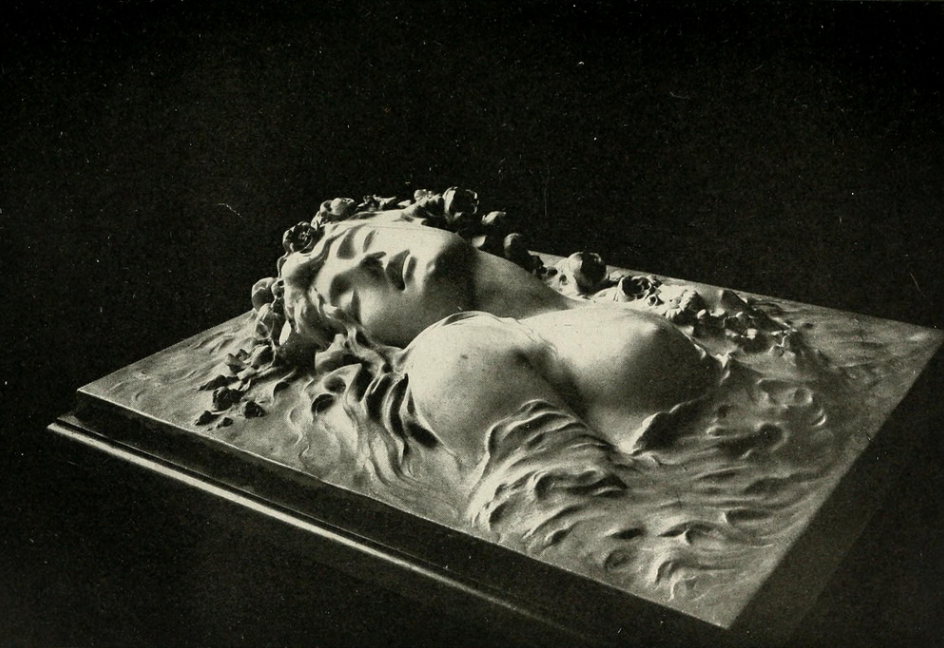
Umarła Ofelia (1880)
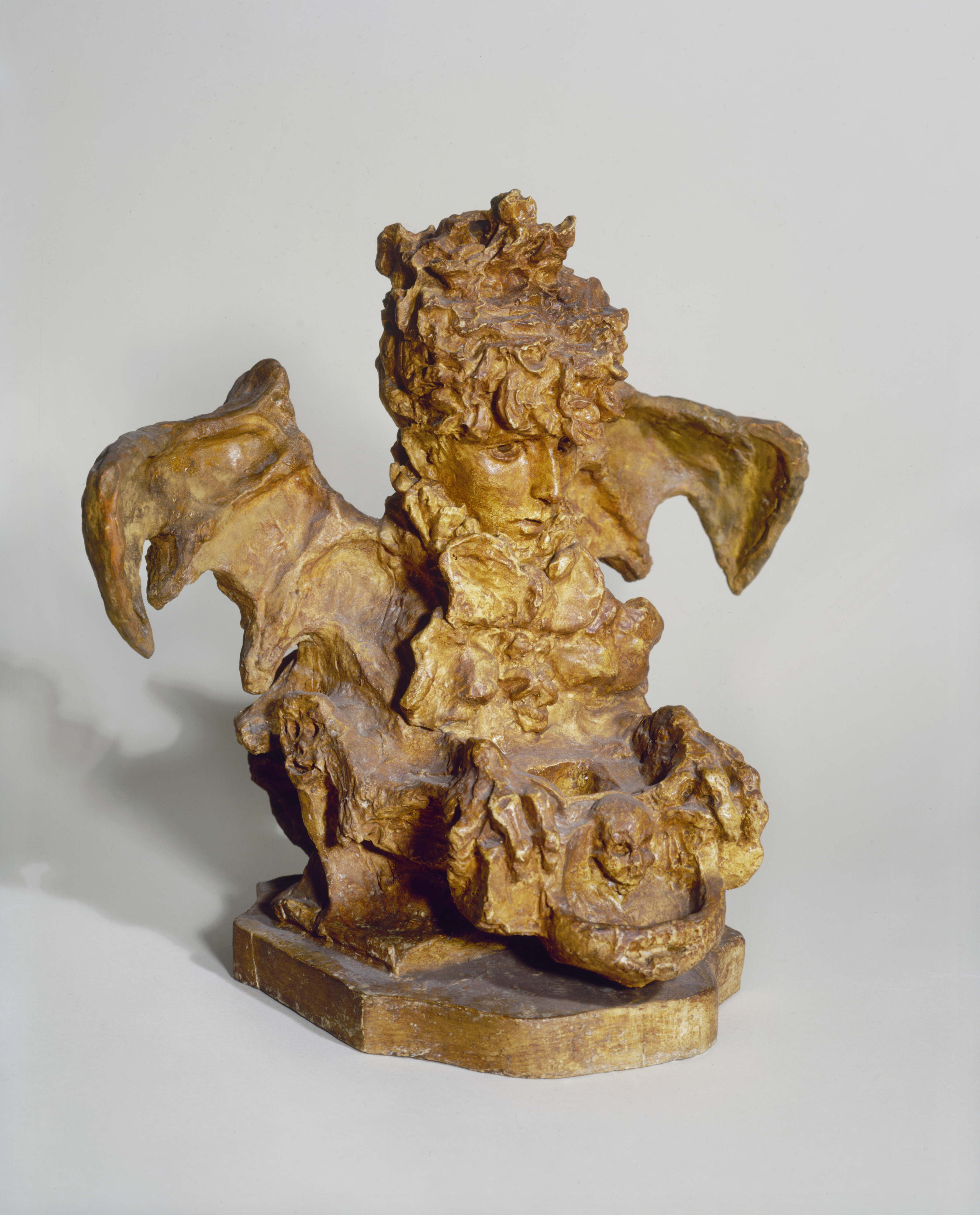
Autoportret z chimerą (1880)
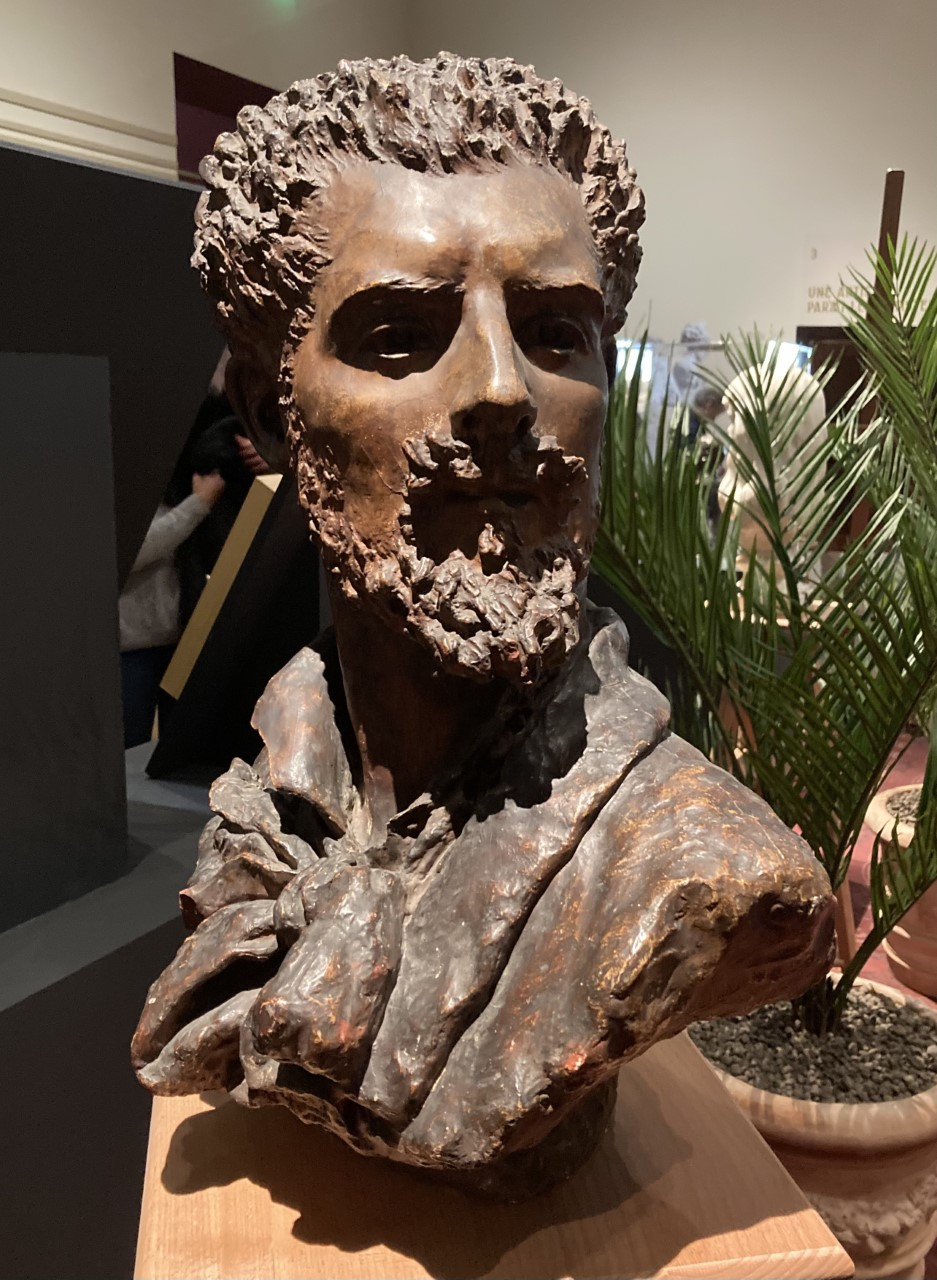
Popiersie Clairina (1873)
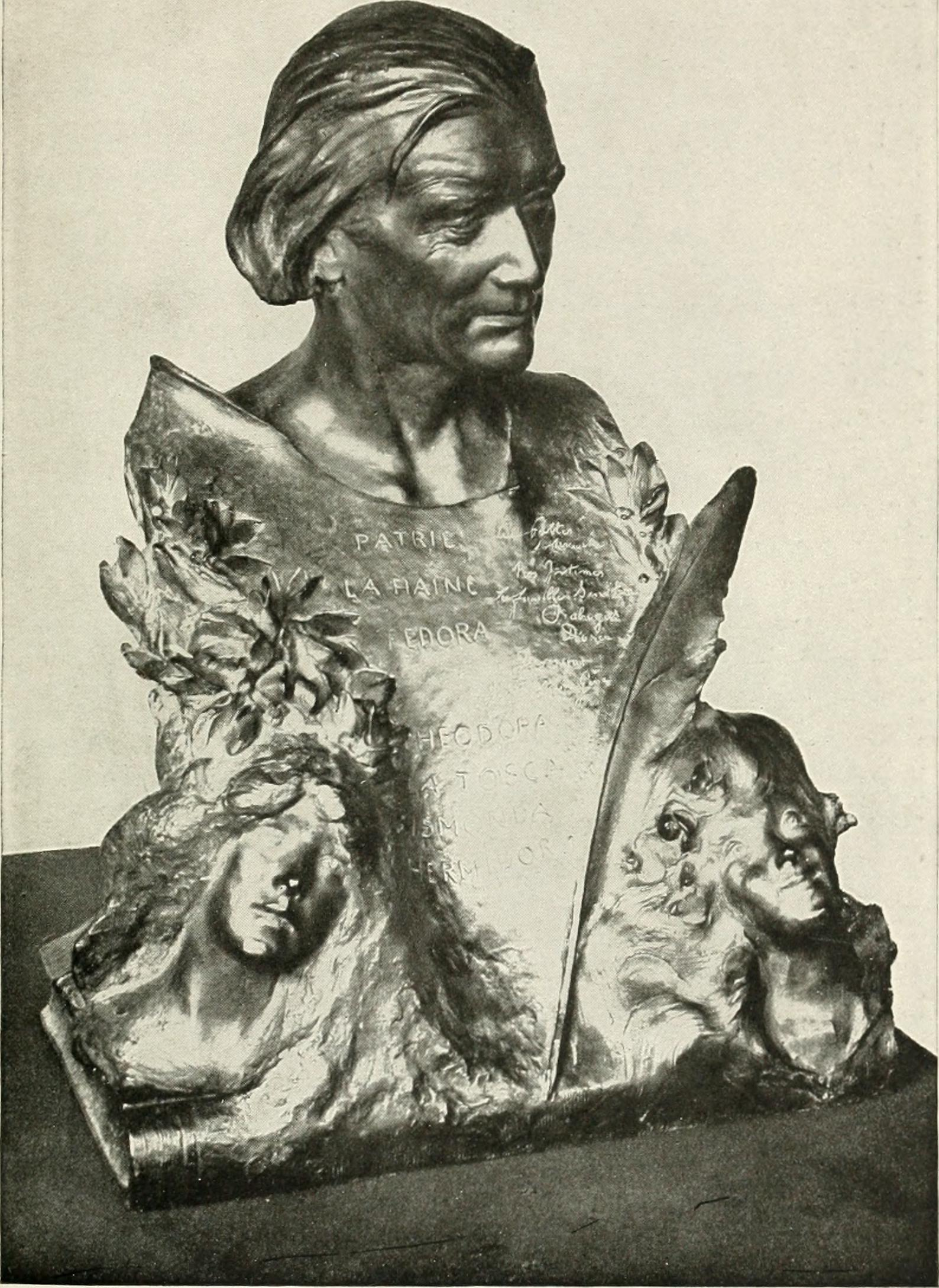
Popiersie Sardou (1900)
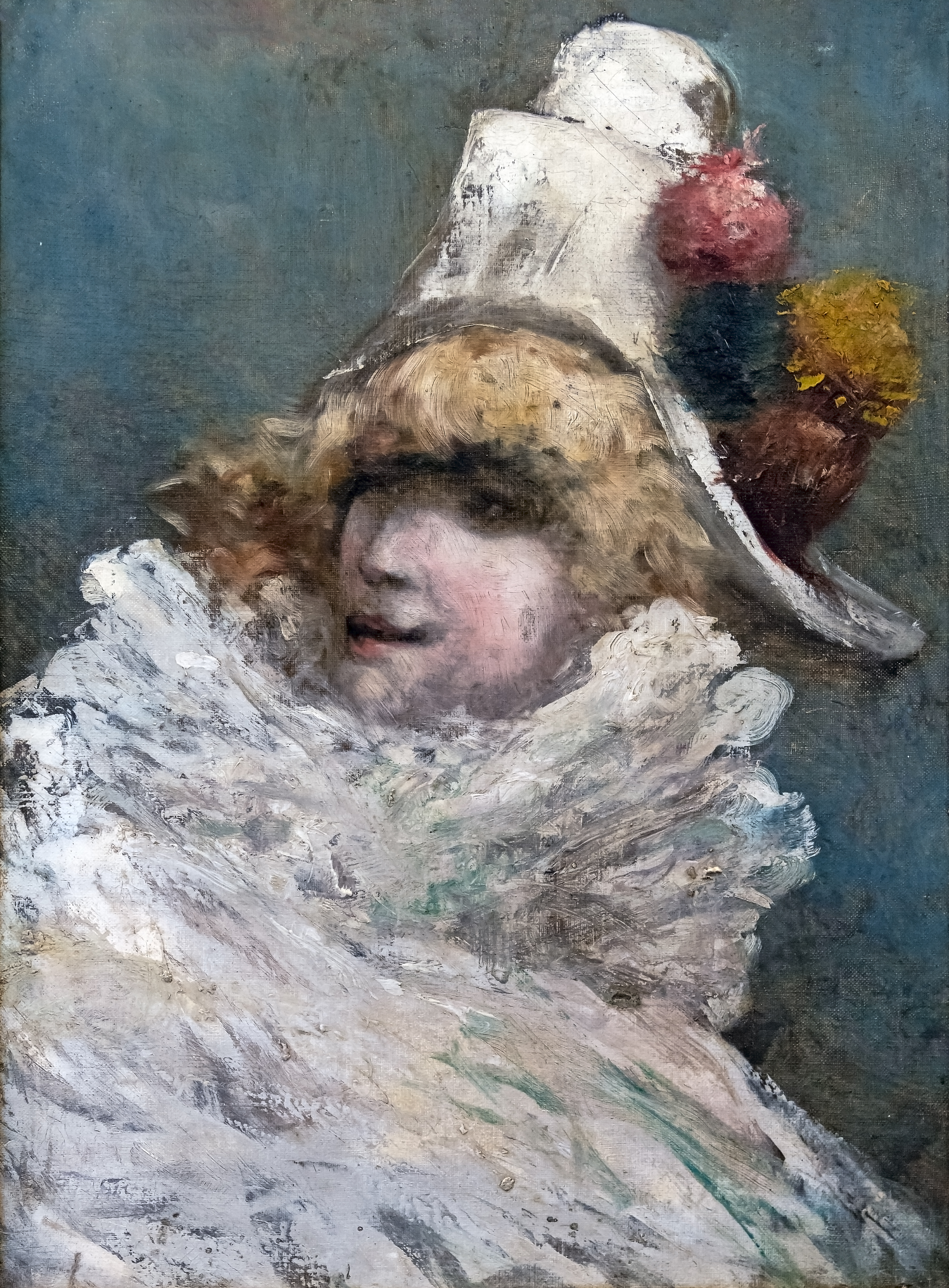
Autoportret (1910)
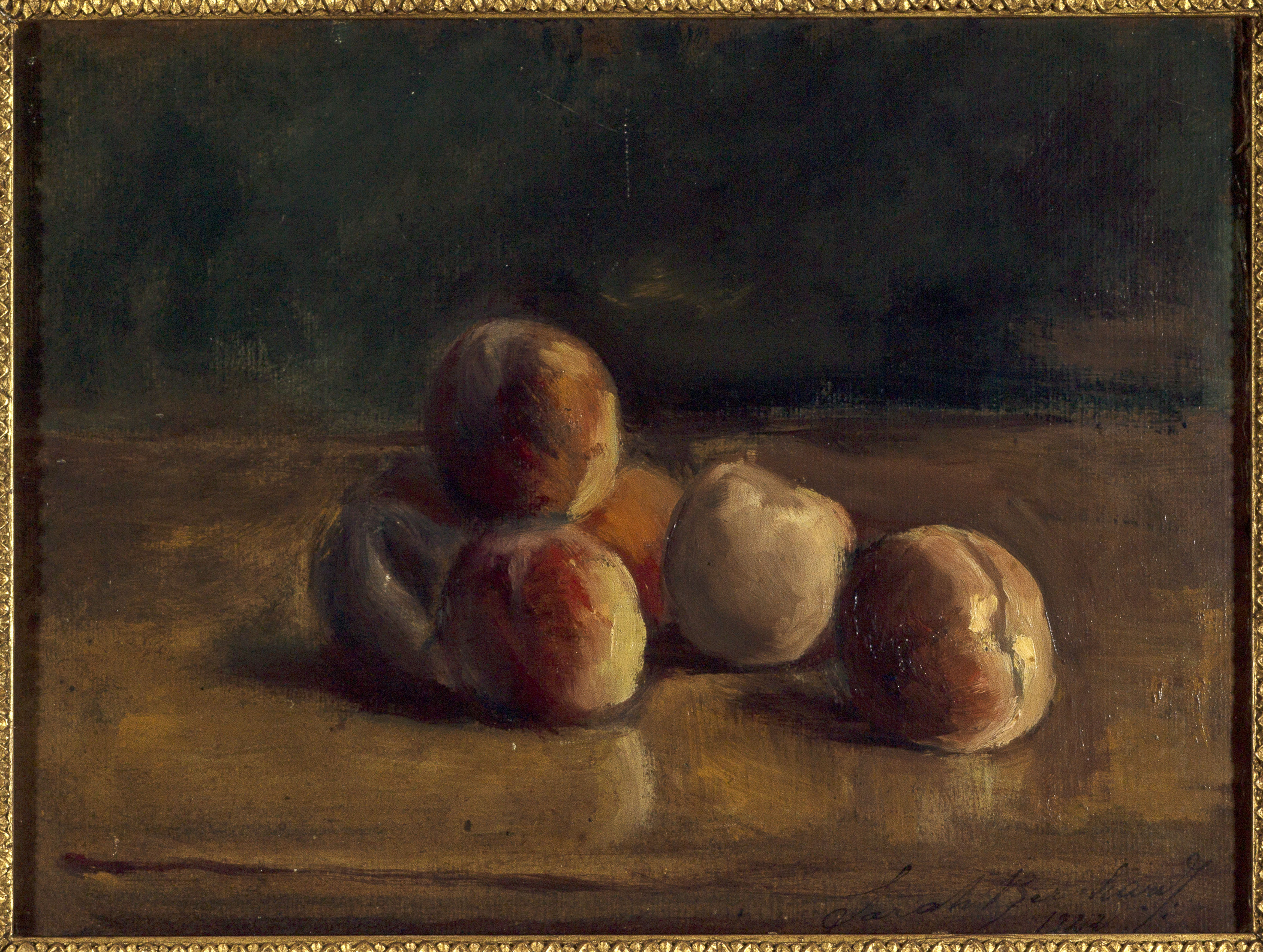
Martwa natura z brzoskwiniami (1922)

Portrety Bernhardt różnych autorów
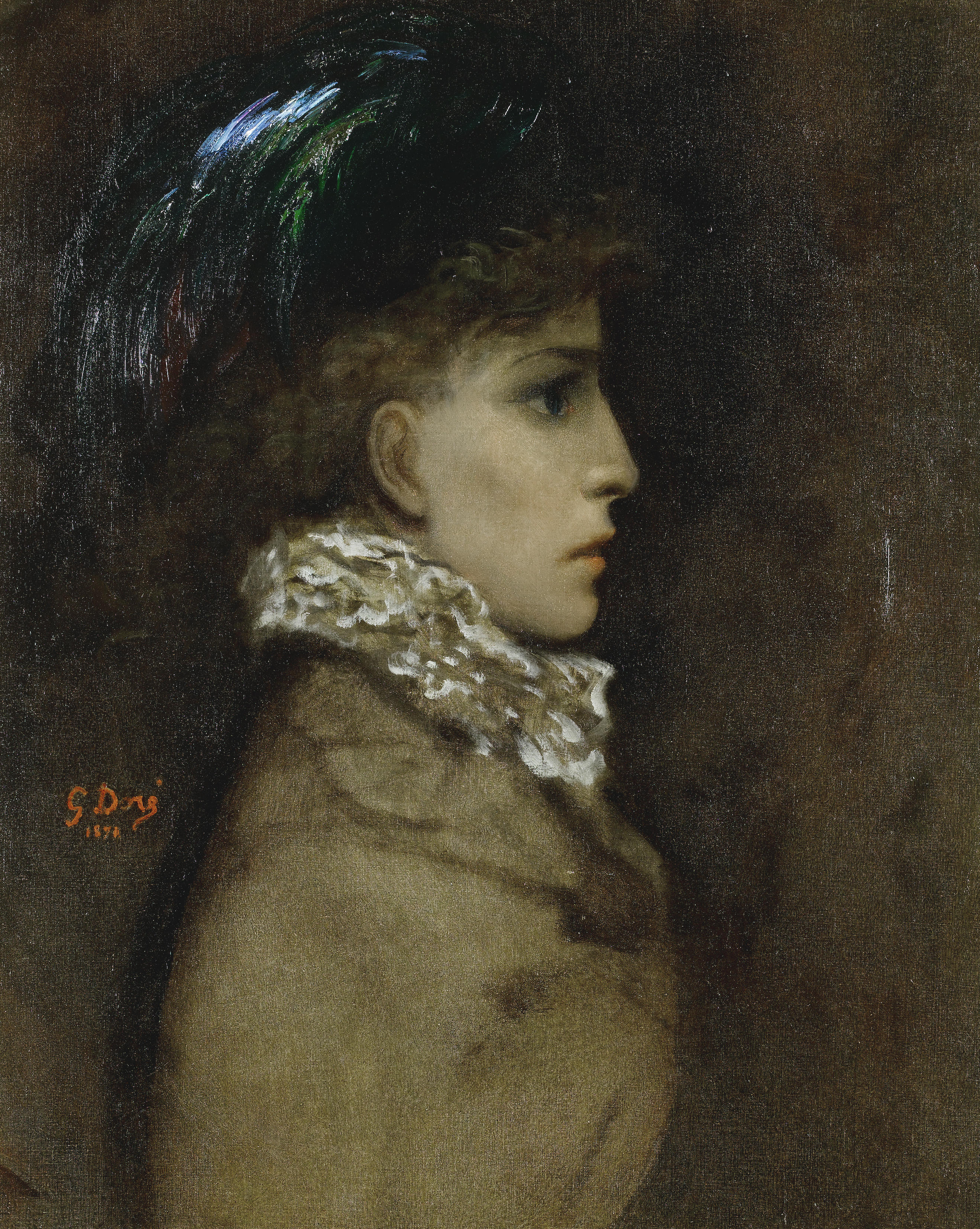
aut. Gustave Doré (1870)
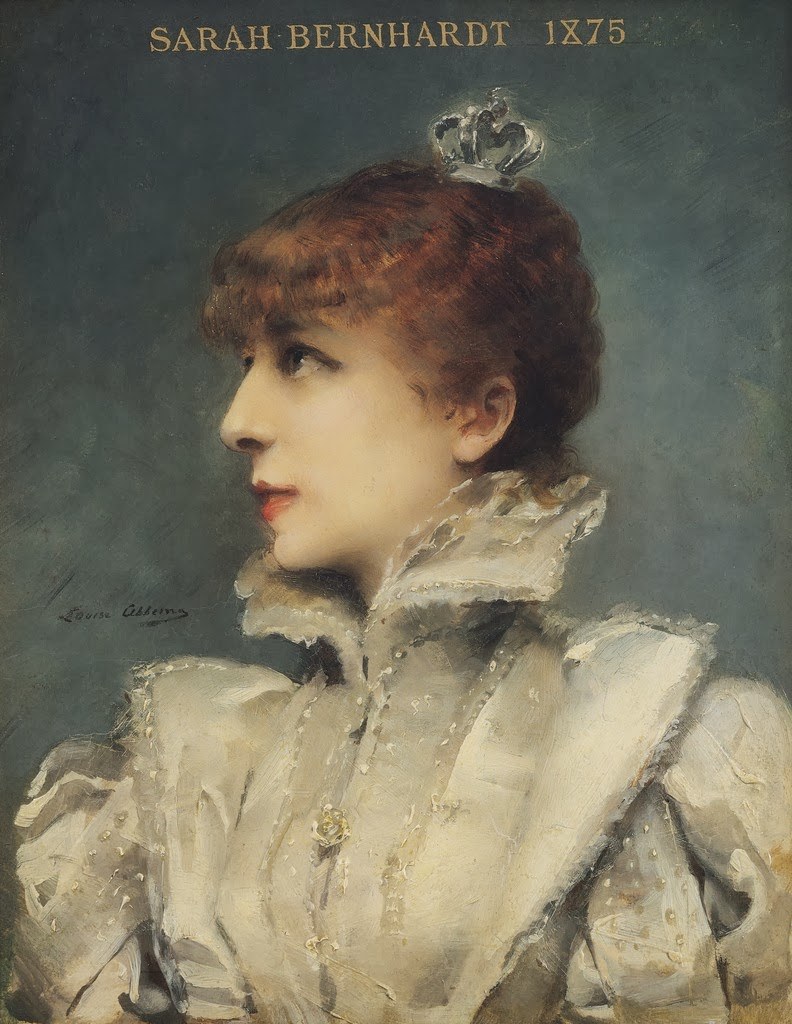
aut. Louise Abbéma (1875)
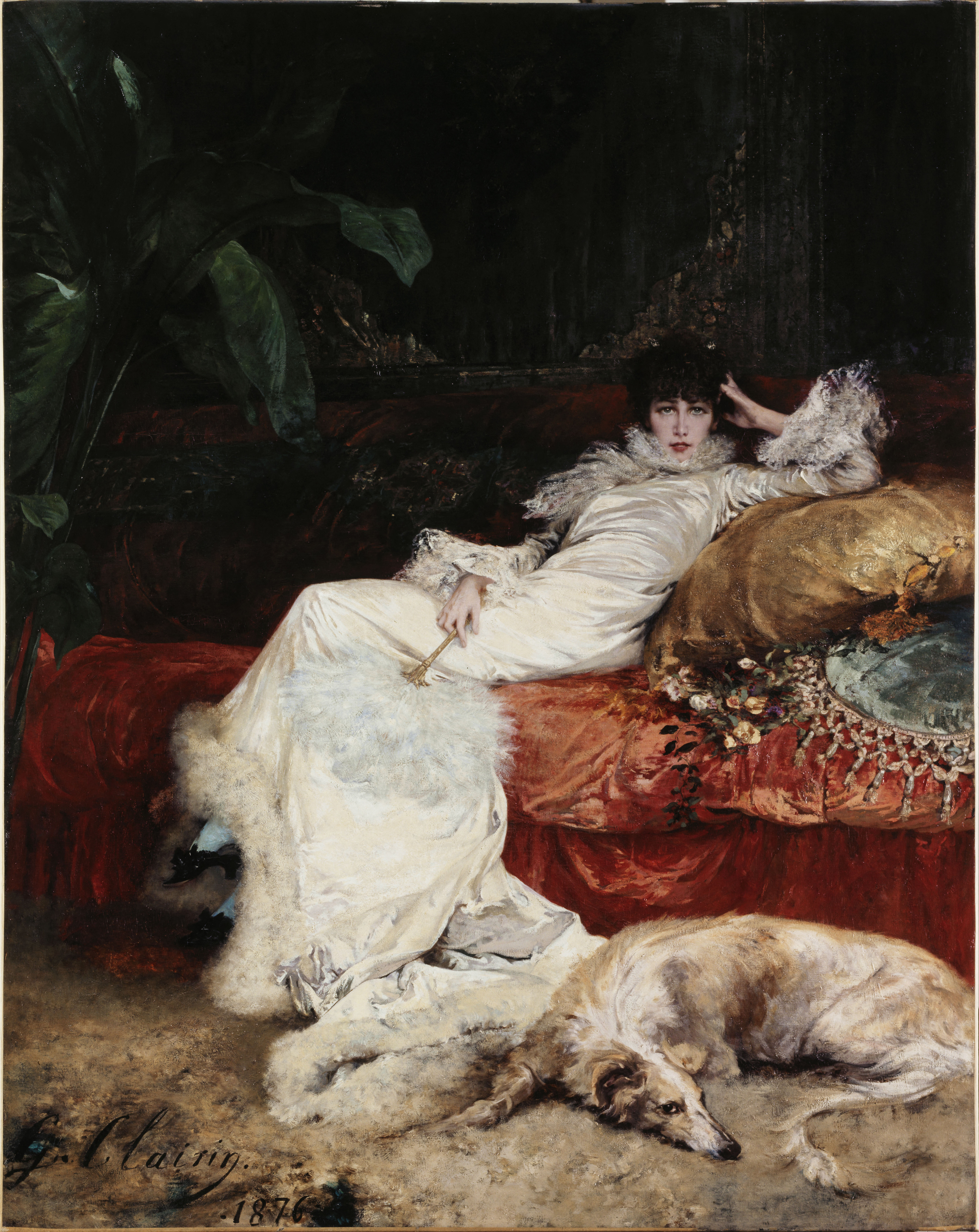
aut. Georges Clairin (1876)
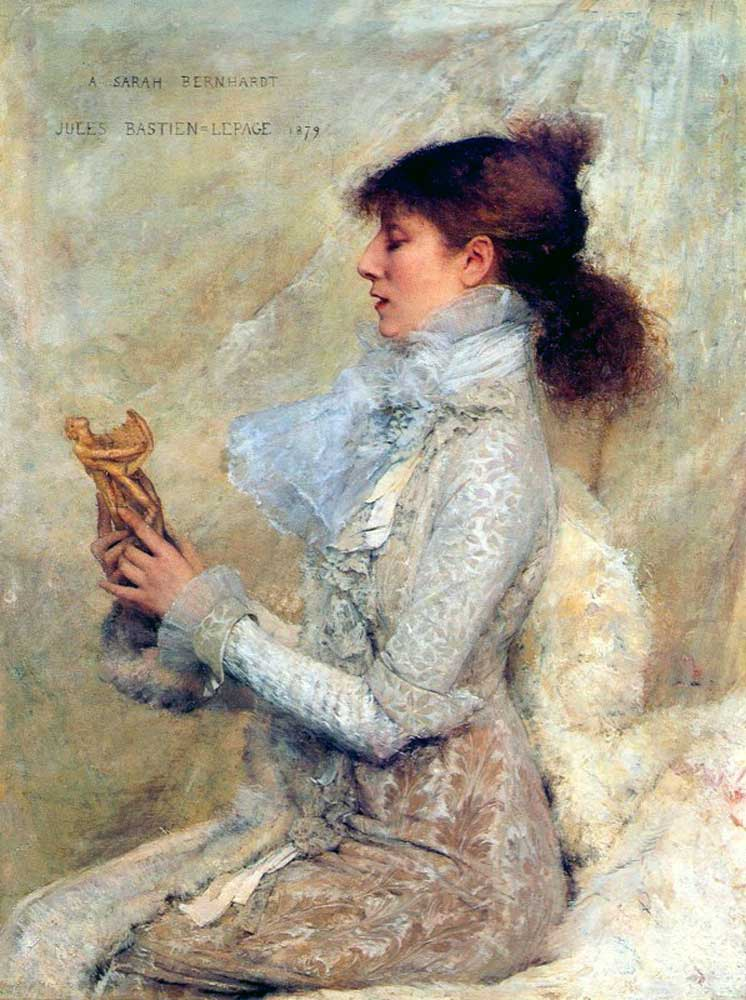
aut. Jules Bastien-Lepage (1879)
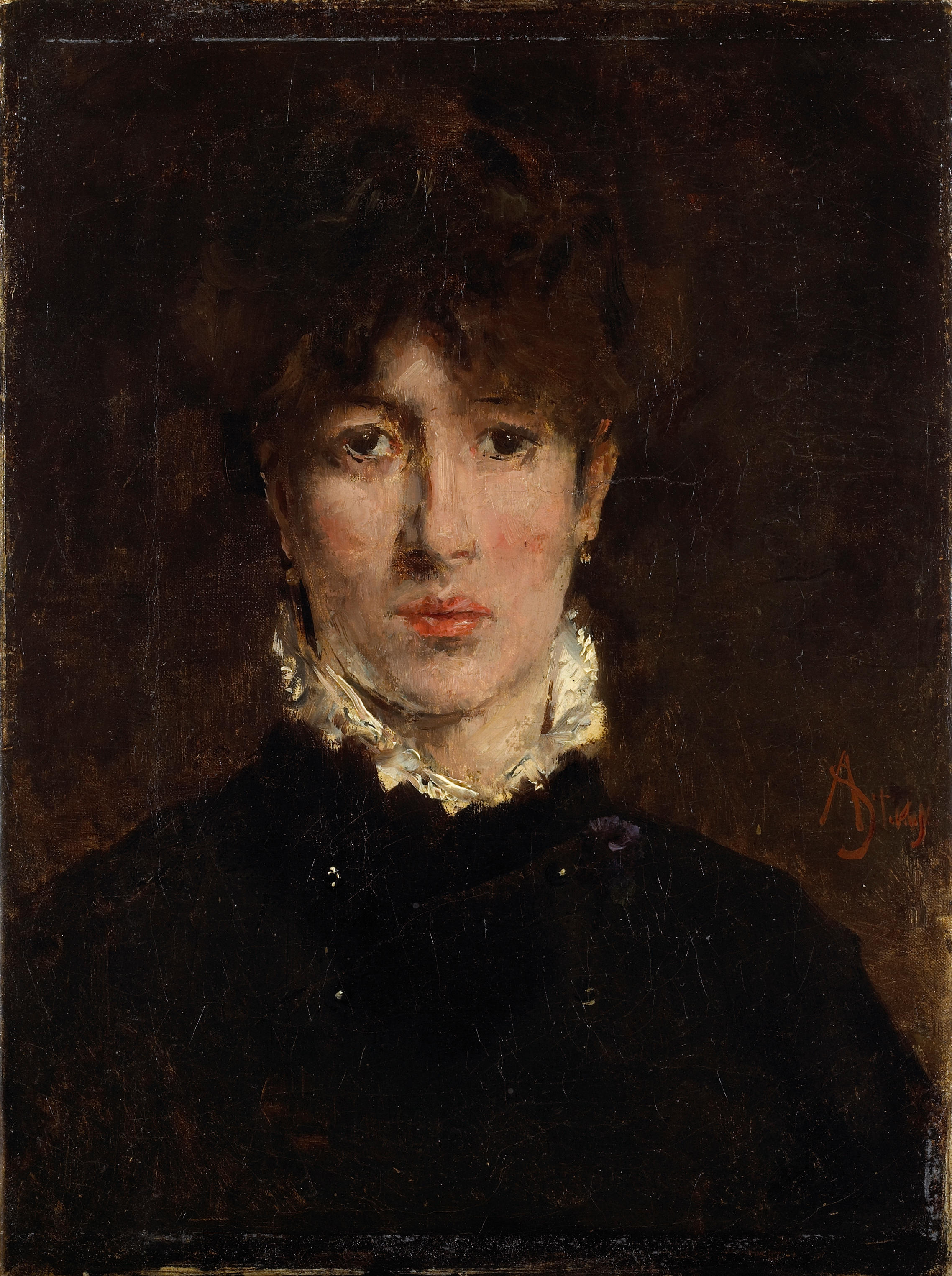
aut. Alfred Stevens (1882)
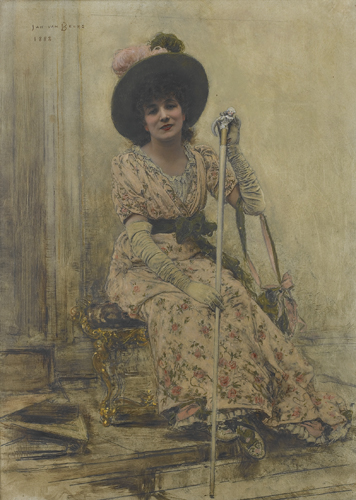
aut. Jan van Beers (1888)
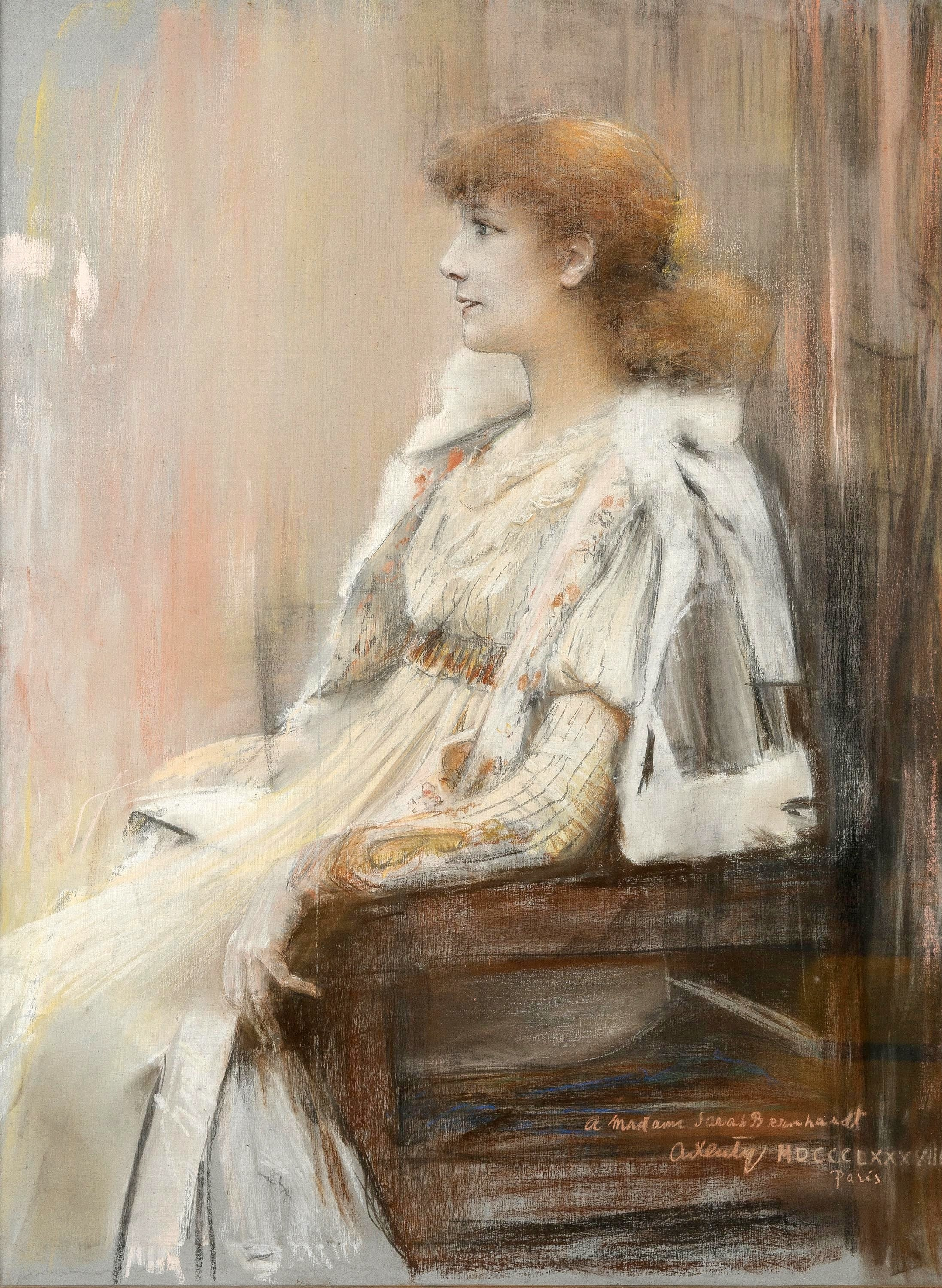
aut. Teodor Axentowicz (1888)
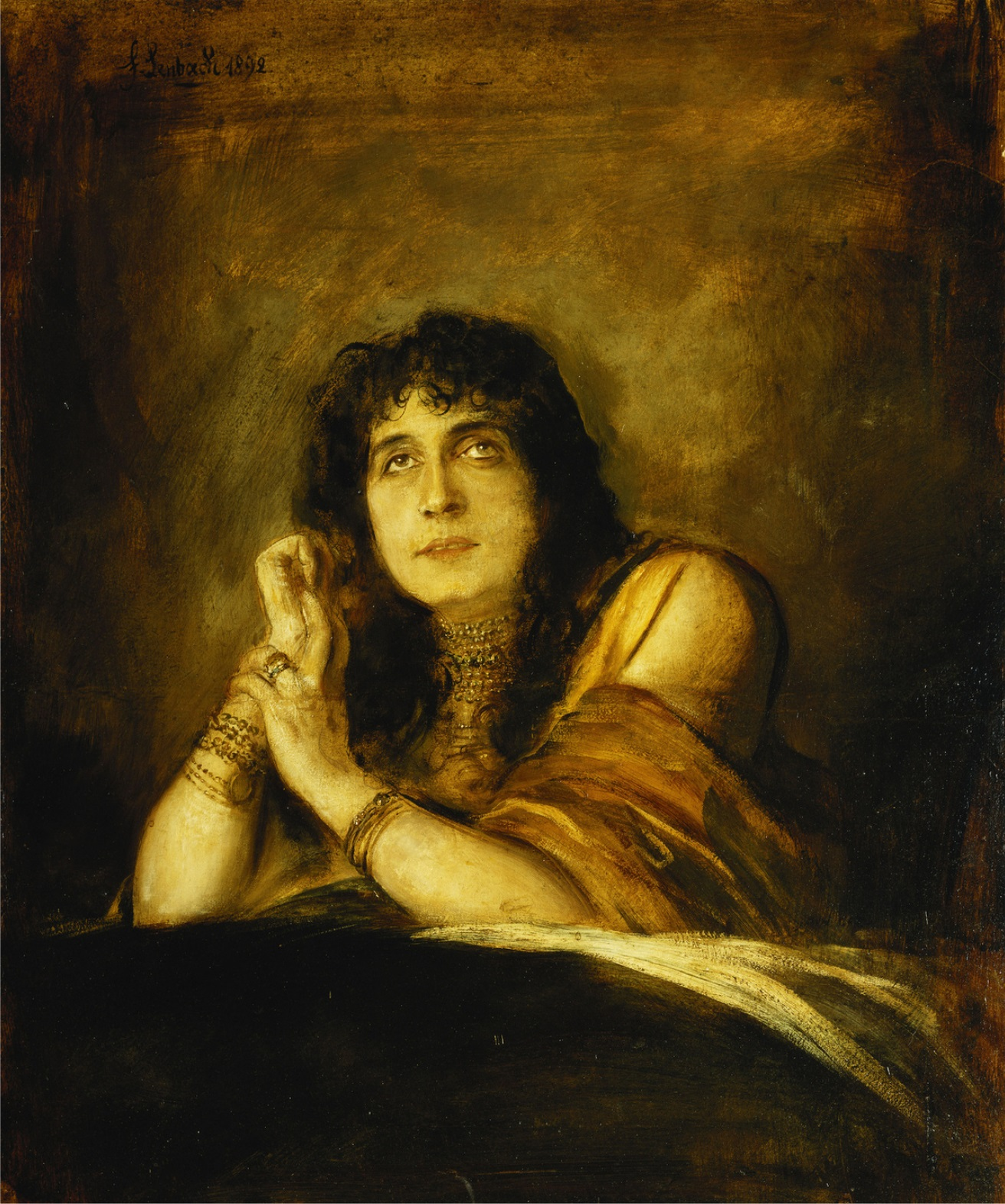
aut. Franz von Lenbach (1892)
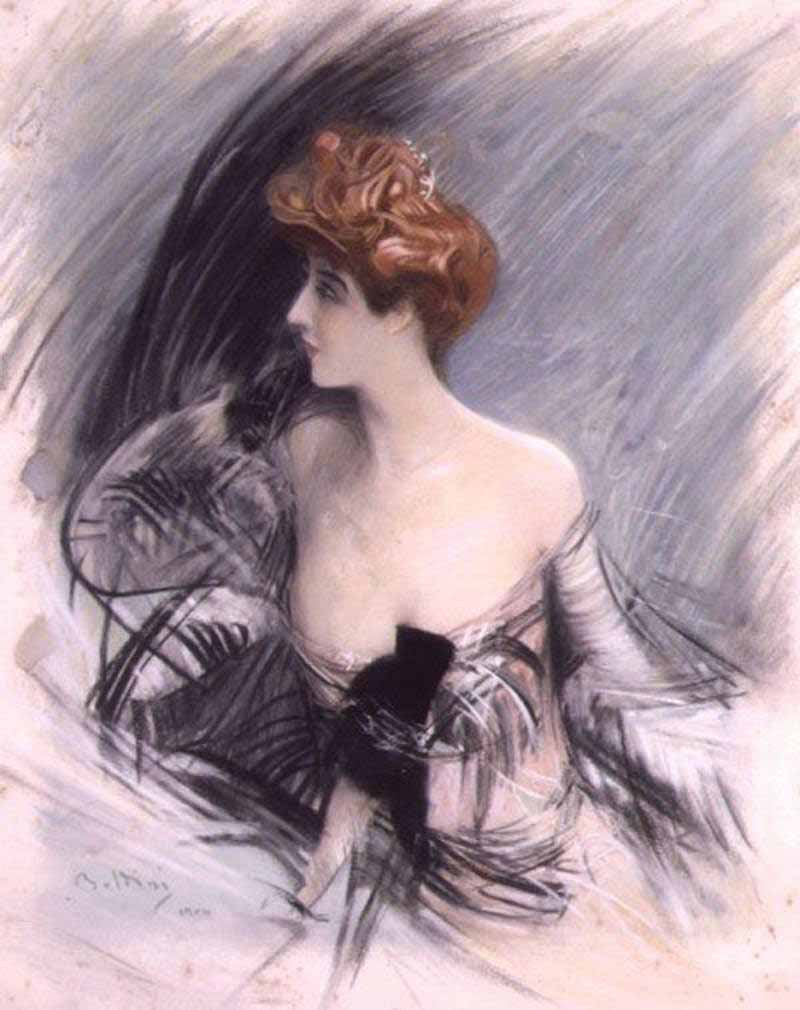
aut. Giovanni Boldini (1904)

### Małżeństwo

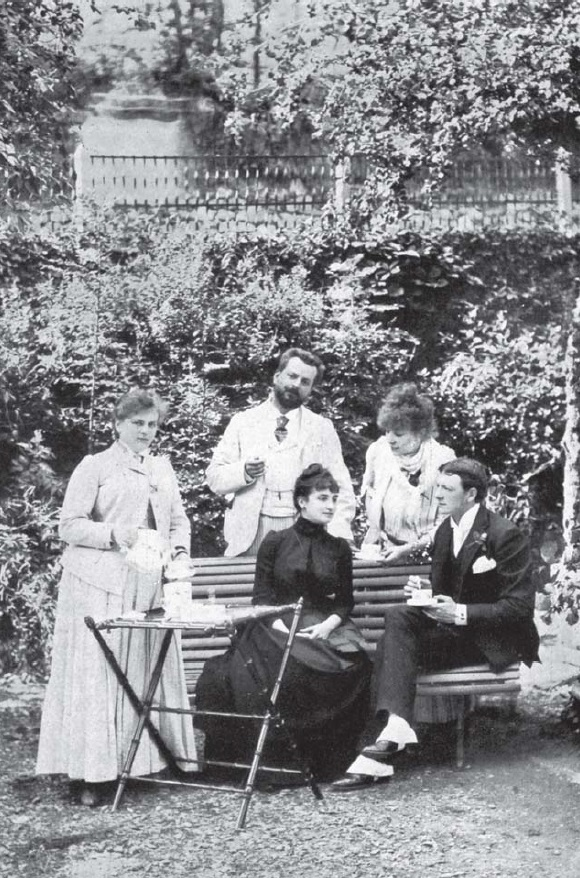
Damala i Bernhardt (stoją za ławką) z rodziną aktorki (lata 80. XIX wieku)

Jej jedynym mężem był młodszy o jedenaście lat Jacques Damala, którego Skinner scharakteryzowała jako „pięknego jak Adonis, bezczelnego, nikczemnego charakteru”. Poznali się w 1882, gdy przebywał w Paryżu, pełniąc funkcję attaché poselstwa greckiego. Słynął z wielu romansów oraz obojętnego traktowania kobiet. Jego liczne romanse z mężatkami doprowadziły jedną z nich do samobójstwa, a dwie inne do rozwodów. W sferach towarzyskich uchodził za połączenie Casanovy z markizem de Sade. Skandale z udziałem Damali skutkowały przeniesieniem go z Paryża do ambasady greckiej w Petersburgu. W niedługim czasie zrezygnował z kariery dyplomaty i został głównym aktorem w trupie Bernhardt (zastępując Philippe’a Garniera, jej kochanka). Pobrali się 4 kwietnia 1882 w londyńskim kościele St. Andrew’s. Przyjaciołom – część z nich, w tym Clairin i Abbéma, uważała, iż „straciła rozum” – przyznała, że wyszła za mąż, ponieważ małżeństwo było „jednym eksperymentem, jakiego nigdy jeszcze nie doświadczyła” (Skinner pisała, że zaproponowała Damali ślub, będąc zazdrosną o inną kobietę, z którą miał sypiać podczas trasy). Dla Gottlieba poślubienie Damali – którego uważał za „rozrzutnika, hazardzistę, obsesyjnego kobieciarza i bigota” – było „największym błędem w życiu Sarah”.

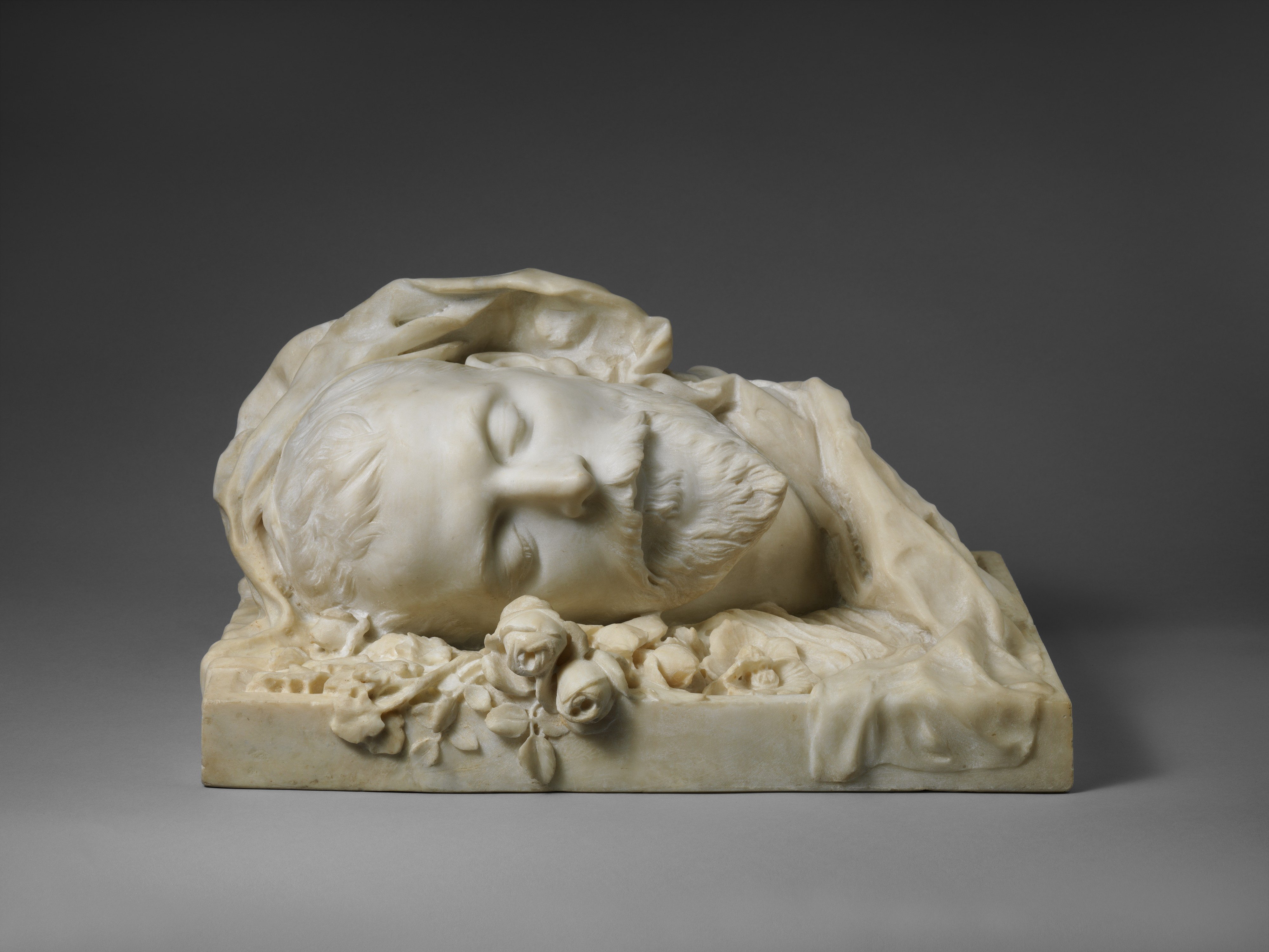
Popiersie Damali autorstwa Bernhardt z 1889 (na zdj. na wystawie w Metropolitan Museum of Art w 2009)

Wbrew opinii Bernhardt – przekonującej, że jej mąż posiada talent aktorski – krytycy byli bardziej sceptyczni i na ogół wyróżniali jedynie jego urodę, a Sardou nie zgodził się na obsadzenie go w swojej sztuce Fédora, mając świadomość braku doświadczenia scenicznego Damali. Prasa, kpiąc z jego umiejętności, nazywała go le Damala aux camélias („Damala kamelii”). Chcąc pomóc mu w rozwinięciu kariery aktorskiej, kupiła dla niego Ambigu Théâtre (dyrektorem mianowała syna) i obsadziła w jednej ze sztuk Mendèsa. Sukces Bernhardt w Fedorze irytował jej męża, który od początku małżeństwa zachowywał się wobec niej nikczemnie – krytykował sposób, w jaki się ubierała, obrzucał epitetami, ośmieszał w gronie przyjaciół, szydził z jej afektacji, upokarzał oraz zdradzał. Bernhardt płaciła wszystkie jego rachunki, a po czasie odkryła, że znaczne sumy wydawał na prezenty dla innych kobiet.
Po jednej z licznych kłótni w grudniu 1882 Damala, bez uprzedzenia, opuścił Paryż i wyjechał do Afryki Północnej, dołączając do Spahisów w Algierii (nowym kochankiem Bernhardt został Jean Richepin). Wróciwszy nie zmienił swojego pogardliwego stosunku do żony, którą obrażał i otwarcie zdradzał. Dodatkowo pogrążał się w uzależnieniu od morfiny – by móc ją zakupić sprzedawał biżuterię Bernhardt – co z kolei doprowadzało do eskalacji kłótni i niekontrolowanych napadów agresji (według źródeł narkotyzował się z dostarczającą mu morfinę Jeanne, uzależnioną siostrą Bernhardt). Drogą sądową uzyskała separację, a Damalę przymusowo wysłano na detoksykację. Od 18 maja do 30 czerwca 1889, będąc już wyniszczonym przez lata nałogu, dzięki Bernhardt występował u jej boku w Damie kameliowej. W ostatnich tygodniach jego życia opiekowała się nim i opłacała stałą opiekę medyczną. Zmarł w wyniku przedawkowania 18 sierpnia 1889 w wieku 34 lat. Na jego pogrzeb wysłała do Grecji wymodelowane popiersie własnego autorstwa. Nie wyszła ponownie za mąż, a wszystkie dokumenty przez resztę życia podpisywała „Sarah Bernhardt Damala, wdowa”.

### Romanse, dziecko
Wśród biografów brakuje zgodności co do tego, jak wyglądała chronologia wydarzeń po ukończeniu przez nią nauki w Grand-Champs; jedna z wersji zakłada, że Van Hard odczuwała zmęczenie byciem kurtyzaną po urodzeniu trzeciej córki Régine, dlatego miała zaznajamiać 15-letnią Bernhardt ze swoim dochodowym zawodem poprzez nakłanianie córki do sypiania z jej kochankami, by dzięki temu mogła przyczynić się do utrzymania domu. „Nienawidziłam tych wszystkich mężczyzn” – miała wyznać jednej z przyjaciółek (ponieważ sprzeciwiała się postępowaniu matki, dochodziło między nimi do konfliktów). W „Goncourt Journal” – skupiającym się na opisywaniu życia paryskiego – napisano, że „matka zrobiła ze swoich córek dziwki, gdy tylko skończyły trzynaście lat”. Gottlieb zwracał uwagę, że w tym wieku Bernhardt przebywała w szkole klasztornej, ale „historie Jeanne i Régine są znacznie bardziej mroczne”.
Część autorów przytaczała w swych opracowaniach fragmenty z kontrowersyjnej książki Pamiętnik Sarah Barnum z 1883 Marie Colombier (przyjaciółki Bernhardt z młodości, a po latach jej zaciekłego wroga), w której za model głównej bohaterki posłużyła Bernhardt, podobnie jak członkowie jej rodziny. Według nich, mimo oporu, zmuszana przez matkę miała flirtować z jej kochankami i wzbudzać w nich większe pożądanie. Gottlieb stwierdził, że we wspomnianej książce Colombier opisała „chłód Youle wobec jej najstarszej córki, a także jej chciwość”. Autorka wymieniała Van Hard oraz ciotkę Rosine jako osoby odpowiedzialne za nakłanianie Bernhardt do uwodzenia zamożnych mężczyzn. Tierchant pisała, że łączyły ją niejednoznaczne relacje z ojcem chrzestnym, Régisem Lavolie, którego „serdecznie nienawidziła”.
Z zachowanych raportów policyjnych z lat 70. XIX wieku wynika, że prowadziła życie kurtyzany (podobnie jak jej matka oraz ciotka Rosine). Wśród klientów, którzy prócz gotówki obdarowywali ją drogocennymi prezentami, byli biznesmeni, członkowie parlamentu, dyplomaci, dziennikarze i krytycy teatralni. Twierdziła, że łącznie otrzymała tysiąc propozycji matrymonialnych, pamiętała nazwisko każdego z kandydatów oraz datę oświadczyn.

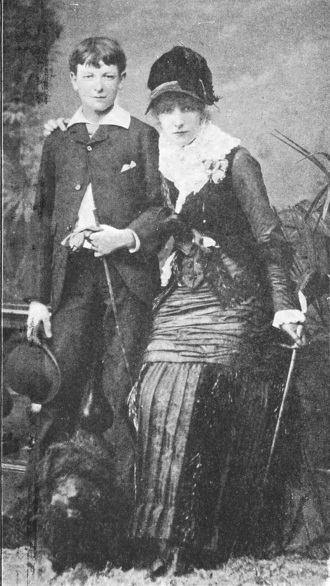
Bernhardt z synem Maurice’em (1879)

Jej pierwszym kochankiem był prawdopodobnie Paul Porel. Spotykali się przez dwuletni czas nauki w Konserwatorium, a po zakończeniu związku pozostali bliskimi przyjaciółmi. W ocenie Tierchant łączyła ich miłość platoniczna, choć według części źródeł pierwszym kochankiem mógł być również Émile de Kératry. W 1864 zaszła w ciążę, będącą konsekwencją krótkotrwałego romansu z księciem Henrim de Ligne, który nie uznał syna Maurice’a (ur. 22 grudnia 1864). Jak uważała Skinner, związek ten wspominała z bólem i tęsknotą oraz mówiła o swej niezagojonej nigdy ranie. Gdy po dwudziestu latach de Ligne pierwszy raz spotkał się z synem i chciał go legalnie uznać, zapewniając mu tym samym prawo do arystokratycznego nazwiska i tytułu, Bernhardt odmówił, argumentując, że woli pozostać przy nazwisku matki, które uważał za własne.
W czasie zatrudnienia w Théâtre de l’Odéon jej nazwisko łączono z Félixem Duquesnelem, aktorem i dramaturgiem Pierre’em Bertonem oraz księciem Napoleonem, synem Hieronima. Była związana także z Charles’em Haasem, znanym jako pierwowzór dla postaci Swanna, bohatera cyklu powieści W poszukiwaniu straconego czasu pióra Marcela Prousta (z zachowanych listów wynika, że to Bernhardt była adoratorką, a Hass wykazywał się niewiernością). Kiedy zakończył związek, pozostali bliskimi przyjaciółmi do jego śmierci w 1902. Jej domniemanym kochankiem miał być polityk Paul de Rémusat. Według Gottlieba intymne relacje łączyły ją zarówno z Charles’em Bertonem, głównym partnerem ze sztuki Kean, jak i jego synem, Pierre’em. „Być może to właśnie w tym czasie Sarah zapoczątkowała swój trwający całe życie zwyczaj automatycznego sypiania z partnerami scenicznymi” – pisał. Przypisuje się jej też romanse z cesarzem Napoleonem III i Edwardem VII, księciem Walii (w 1902 brała udział w jego koronacji).

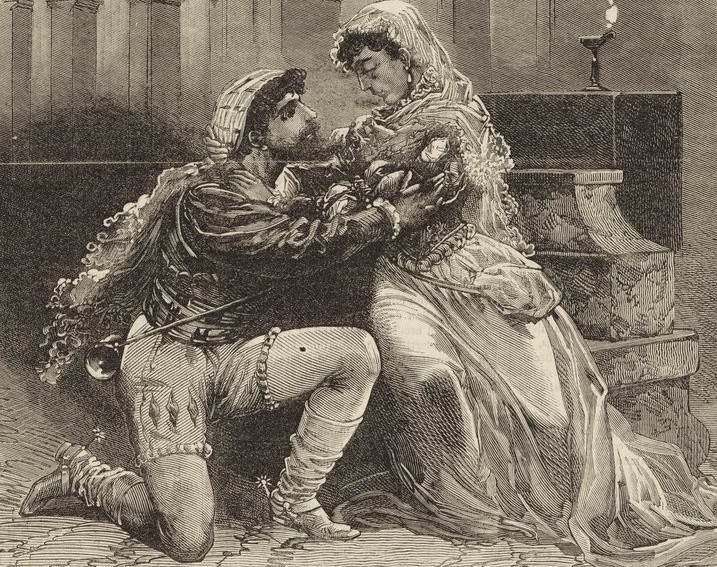
Jean Mounet-Sully i Bernhardt (na ilustracji w sztuce Hernani z 1877) tworzyli burzliwy związek

W trakcie trwania Komuny Paryskiej jej partnerem był przydzielony do Francuskiej Armii Narodowej irlandzki arystokrata Arthur O’Connor (sypiał on z niepełnoletnią siostrą Bernhardt, Réginą, która prowadziła życie prostytutki). Zerwała z nim po tym, jak, wbrew jej woli, zastrzelił komunarda, który na nich napadł w trakcie leśnego spaceru. Zgodnie z klasyczną zasadą kurtyzan, miała w owym czasie dwóch kochanków – jeden, amant de cœur (O’Connor), miał dostęp do jej serca i łóżka, kiedy była wolna, drugi zapewniał byt i miał pierwszeństwo korzystać z jej czasu. Drugim był zamożny bankier Jacques Stern. Spekulowano, że mógł ją łączyć romans z Victorem Hugo (na podstawie wpisu do dziennika poety z 2 listopada 1875 i zachowanego listu Bernhardt do swego lekarza, André Malraux przypuszczał, że aktorka mogła być z nim w ciąży, przerwanej aborcją). Według Tierchant bliskie relacje miała mieć z Pierre’em Loti, lecz zdaniem Golda i Fizdale’a nie odwzajemniała jego uczuć, a oboje połączyła trwała przyjaźń.
Od grudnia 1872 do lipca 1875 tworzyła burzliwy związek z aktorem Comédie-Française, Jeanem Mounet-Sully. Dzięki wspólnym występom teatralnym stali się najbardziej cenionym zawodowo duetem paryskiej widowni (relacja prywatna obojga także wzbudzała zainteresowanie opinii publicznej). Ich dwuletni romans był – jak pisano – „komedią zdrad, wyrzutów sumienia, scen, udręki i niecierpliwości” oraz „momentami uniesienia i godzinami gniewu, chwilami czułości i dniami nienawiści”. Liczne różnice w związku wynikały z faktu, iż Mounet-Sully uchodził za „moralistycznego, wysoce konwencjonalnego protestanta, który wierzył w wierność, małżeństwo i monogamię”, z kolei Bernhardt prowadziła rozwiązły tryb życia. Dla Golda i Fizdale’a „ona była uwodzicielką, a on ofiarą jej wdzięków” (Mounet-Sully zachował przeszło setkę listów, jakie pisali do siebie, potwierdzających ich pełną napięć relację).
Do grona kochanków Bernhardt należeli m.in. Émile de Girardin, Gustave Doré, pełniący funkcje głównych partnerów scenicznych w jej trupie Édouard Angelo i Philippe Garnier, Jean Richepin – z którym nawiązała romans w trakcie małżeństwa z Damalą, dyplomata Édouard de Lagrenée, Alfred Stevens, Jules Lemaître, Samuel Jean de Pozzi (był też jej lekarzem i przyjacielem) oraz Gabriele D’Annunzio. Według źródeł ostatnim partnerem Bernhardt był występujący w jej trupie od 1910 do 1913 Lou Tellegen. Różnica wieku między nimi wynosiła niespełna czterdzieści lat.

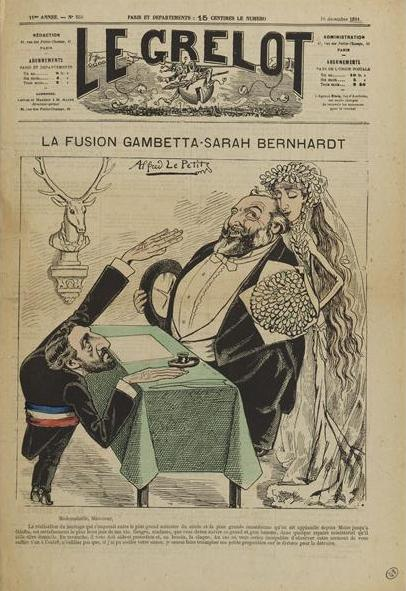
Karykatura Gambetty i Bernhardt na okładce „Le Grelot” (1881)

### Poglądy polityczne
Deklarowała się jako zapalona republikanka, przeciwniczka kary śmierci i wojen. Pozytywnie oceniała rządy Napoleona III – zwłaszcza w okresie wojny francusko-pruskiej – o którym pisała, że „był dobry i humanitarny, i ufny. Niestety, niestety, zbyt ufny”. Krytyczny stosunek miała do prezydenta Adolphe’a Thiersa. Patrice’a de Mac Mahona określała mianem „dobrego, dzielnego, nijakiego”, z kolei Jules Grévy był w jej ocenie skąpy. „Uważał, że każdy wydatek jest zbędny dla niego, zbędny dla innych, zbędny dla kraju” – argumentowała. Wśród polityków, z którymi utrzymywała przyjacielskie stosunki, byli Émile de Girardin, François Certain de Canrobert, Henri Rochefort, Léon Gambetta, Paul de Rémusat i Theodore Roosevelt. Ostatni z nich odwiedzał ją, ilekroć bywał w Paryżu (z Gambettą przypisywano jej romans).
Była w gronie osób bezskutecznie apelujących do prezydenta Sadiego Carnota o zamianę wyroku śmierci na pracę przymusową dla Auguste’a Vaillanta (znała go prywatnie), który pod koniec 1893 dokonał zamachu bombowego we francuskim Zgromadzeniu Narodowym. Gdy pomimo protestów karę podtrzymano, uczestniczyła w egzekucji zamachowca. W pamiętnikach nazwała go „apostołem ludu” oraz „człowiekiem, który żądał dla tego ludu wszelkich swobód, przywilejów i praw”. Stawała w obronie i wspierała finansowo Louise Michel (znała ją i bywała u niej w czasie oblężenia Paryża, a podczas wizyt w Londynie organizowała dla niej bilety, po czym spotykały się po występach).
Opowiedziała się po stronie dreyfusistów (obrońców), kiedy we Francji wybuchła sprawa Dreyfusa – na ponad rok zerwała kontakt z synem Maurice’em, gdy dołączył do antydreyfusistów i wstąpił w szeregi Ligi Ojczyzny Francuskiej. Uczestniczyła w kampanii na rzecz rehabilitacji oskarżonego oficera oraz wysłała list gratulacyjny do Émile’a Zoli, autora manifestu „J’Accuse…!”. Spotkała ją za to krytyka w prasie, która napisała, że „Sarah Bernhardt przyłączyła się do Żydów przeciw Armii” (na przestrzeni lat ukazało się wiele oszpecających ją antysemickich karykatur). Po poparciu Zoli musiała zawiesić przedstawienia i zamknąć na pewien czas swój teatr, pod którym odbywały się protesty.

## Lista występów
W trwającej ponad 60 lat karierze wystąpiła w przeszło 160 sztukach teatralnych i 8 filmach fabularnych.

## Styl gry

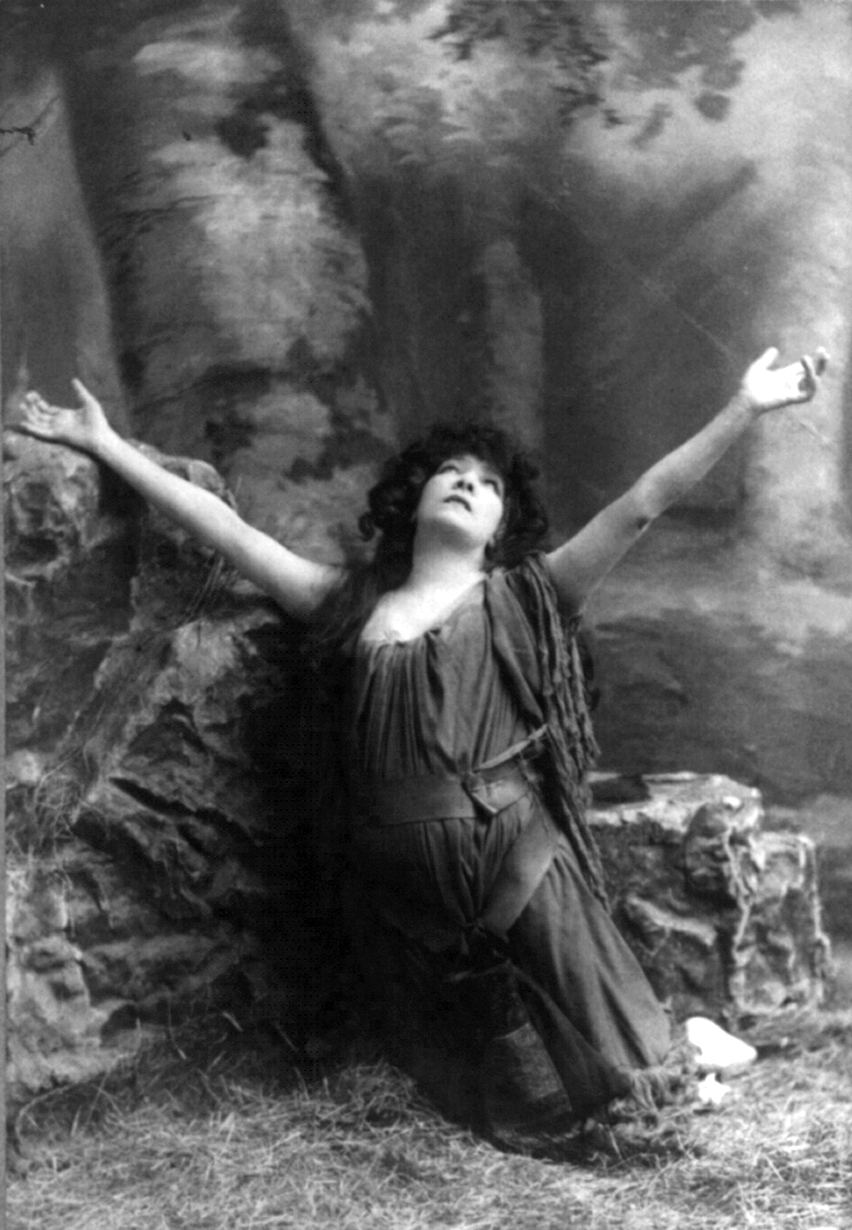
Gestykulująca Bernhardt w sztuce Leah (1892, aut. Napoleon Sarony)

Była przeciwniczką tradycyjnego systemu nauczania aktorstwa, uważając, że konwencja tłumi spontaniczność. W trakcie dwuletniej nauki w Conservatoire de musique et de déclamation (1860–1862) nie lubiła lekcji dotyczących zachowania na scenie, wymagających od niej zapamiętywania specyficznych sposobów, w jaki dany typ postaci powinien automatycznie siedzieć, stać i się poruszać. W ocenie Tierchant „Sarah nie miała charakteru, który można by dopasować do szablonu”, a jej „buntownicze serce i wolna osobowość” często doprowadzały do sprzeczek z profesorami, ponieważ – mimo braku doświadczenia – miała własną wizję postaci, w którą musiała się wcielić. Aby wyleczyć ją z nawyku mówienia z zaciśniętymi zębami – wadę tę odziedziczyła po matce – nauczyciele dawali jej małe, gumowe piłki, uniemożliwiające zamykanie ust (w późniejszych latach odznaczała się wzorową dykcją i artykulacją wiersza; Gottlieb pisał, że „poezja była dla niej naturalnym językiem”). Zakończywszy naukę, podobnie jak Rachel Félix, zawodowo podążała własną drogą, wbrew tradycji i konwenansom.
Przygotowania do roli zaczynała od studiowania w głowie ruchów swej postaci (chodzenie, kłanianie się, siadanie, wstawanie). Słuchając autorów czytających własne sztuki, wpierw określała ich ideę przewodnią, a następnie się z nią identyfikowała.
W przeciwieństwie do uchodzącej za klasyczkę Félix, Bernhardt charakteryzowana jest jako „dziecko ruchu romantycznego”, której „teatr był teatrem uczuć, buntu, jaźni”. Pomimo sukcesu w początkowych latach kariery na scenach w Théâtre de l’Odéon – role w Przechodniu (1869) i Ruy Blasie (1872) – oraz w Comédie-Française – gdzie triumfowała w Fedrze (1874) – odrzuciła tradycję na rzecz stworzenia własnego stylu, podkreślającego jej indywidualność. W latach 70. XIX wieku – mając świadomość ograniczeń wynikających z własnego głosu, wypracowała taktykę, polegającą na wypowiadaniu kwestii tak szybko, że często traciły one wszelkie znaczenie, a czasami przerywając niemal monotonnie wygłoszony fragment wybuchowym słowem lub frazą. Zabieg ten – nazywany déblyage – praktykowała do połowy lat 90. (spotykała ją za to krytyka).

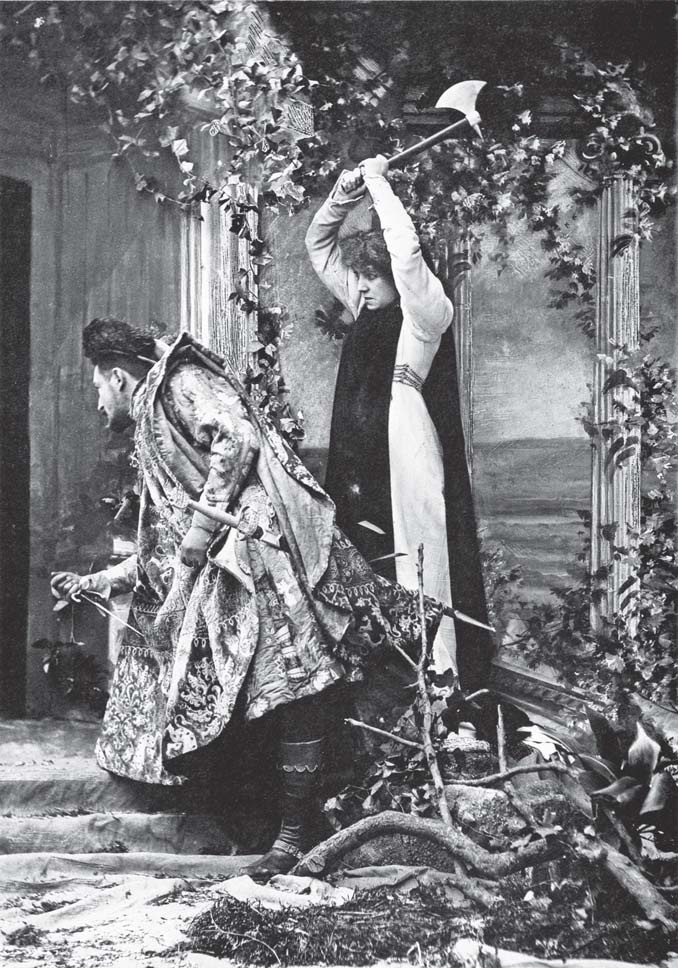
Édouard de Max i Bernhardt w scenie morderstwa w Gismondzie (1894)

Determinacja i skłonność Bernhardt do wyróżniania się uniemożliwiały rozwinięcie się jej stylu do czasu opuszczenia przez nią Comédie-Française – gdzie panowała idea pracy zespołowej – w 1880 i samodzielnego występowania. Dobierała repertuar, w którym głównym punktem nie był pisarz i zespół, lecz ona sama; m.in. Dama kameliowa, Frou-Frou oraz Adrienne Lecouvreur były sztukami nazwanymi na cześć i w pełni skupiającymi się na tragicznej postaci kobiecej (każda z nich kończyła się sceną śmierci). Pisane dla niej sztuki – jak stwierdził Gottlieb – wykorzystywała jako „kanał dla jej niepohamowanego dynamizmu emocjonalnego”, uaktywniającego się w scenach samobójstwa lub morderstwa (szczególnie wymierzanie kary swoim oprawcom) – aby w pełni oddać ich autentyczność, studiowała objawy medyczne, odwiedzała kostnice i szpitale oraz uczestniczyła w egzekucjach (realizm odgrywania owych scen Gottlieb odbierał jako próbę uporania się z traumą z dzieciństwa i młodości).
Gold i Fizdale pisali, że w latach 70. była już aktorką kompletną, zdolną dać z siebie wszystko: „dar głosu, ciała i wyjątkowe zrozumienie poezji romantycznej”. Francisque Sarcey uważał, że posiadała je ne sais quoi, „tę nieokreśloną jakość, którą pamięta się długo po tym, jak sztuka zbladła w pamięci”. Recenzując jej rolę w Damie kameliowej, pisał: „Tylko piękna, światowa kobieta, urodzona i wychowana w Paryżu, tylko mistrzyni przekształcania prozy w poezję mogła połączyć powściągliwość, gorączkową wesołość i tragiczne pragnienie miłości z nieskończonym cynizmem i beztroską bezczelnością, które były produktem życia kurtyzany”. Dla May Agate – autorki książki Madame Sarah (1945) o metodzie aktorskiej Bernhardt – „myślenie, naturalność, szczerość i intonacja” stanowiły podstawę jej gry, z kolei „prawda była całym sekretem jej wielkości”. Oscar Wilde jako główne cechy składające się na styl Bernhardt wymieniał „hipnotyczną moc przekazywania emocji poprzez okultystyczną chemię jej obecności, piękno głosu, ekspresję gestów i wdzięk ruchów”. Odmienną ocenę przedstawiał William Archer, który uważał jej sztukę za „monotonną i często wulgarną wirtuozerię”, a ją samą za „ucieleśnienie manieryzmu”.

### L’Art du Théâtre, la voix, le geste, la prononciation

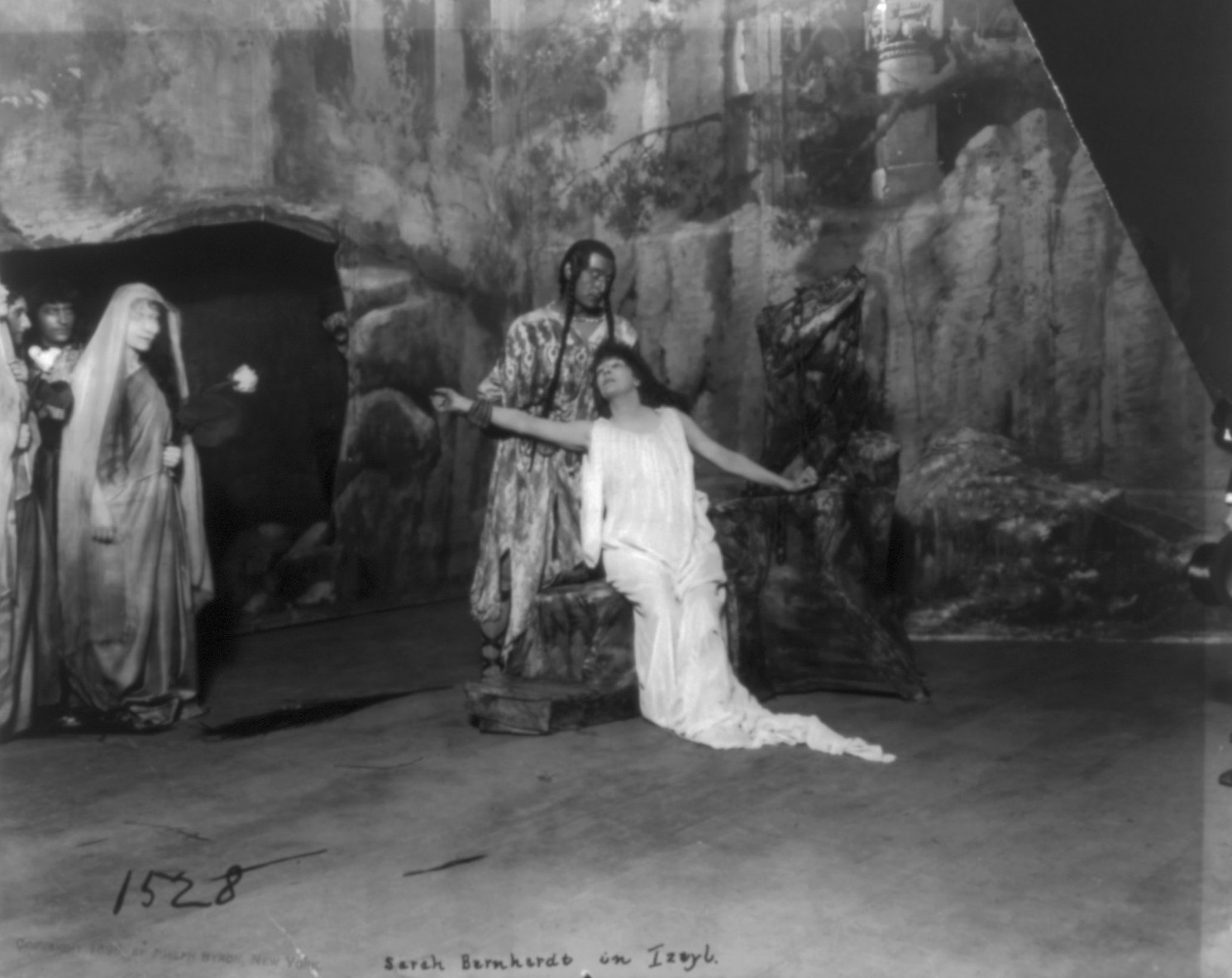
Bernhardt w sztuce Izeil (1894)

W napisanym przez siebie poradniku L’Art du Théâtre, la voix, le geste, la prononciation (1923) wyraziła przekonanie, że emisję głosu, gesty oraz dykcję można nabyć, a prawdziwego artyzmu trzeba poszukiwać i uczyć się samemu. Szczególną wagę przywiązywała do użycia głosu, określając go jako „instrument najbardziej niezbędny dla artysty dramatycznego”. To był element, który – jak argumentowała – łączył artystę z publicznością. W jej opinii głos musiał posiadać wszystkie cztery harmonie (powagę, płaczliwość, dynamikę, metaliczność) oraz być „lekko nosowy”, Podkreślała też konieczność stosowania ćwiczeń umożliwiających operowanie oddechem przy długich fragmentach tekstu. Była zwolenniczką wyrażania emocji poprzez gestykulację, a nie słowa, co tłumaczyła: „Zewnętrzna forma sztuki jest często całą sztuką; przynajmniej jest tym, co najskuteczniej uderza w publiczność”. Zachęcała aktorów, aby „pracowali, nadmiernie pobudzali swój wyraz emocjonalny, przyzwyczaili się do zmieniania swoich stanów psychicznych i tłumaczenia ich… Dykcja, sposób stania, spojrzenie, gest są dominujące w rozwoju kariery artysty” (jak pisał Gottlieb, jej grę cechował język „przesadnej plastyki i gestu”; z uwagi na liczne występy zagraniczne usiłowała gestami zastępować język słów, co uważano za jej znaczącą atrakcyjność).
Była znana z bardzo dobrej pamięci. Nauczenie się roli wymagało od niej czterokrotnego przeczytania tekstu, w trakcie którego szczegółowo planowała interpretację – po latach i na starość pamiętała co do słowa przynajmniej 25 ról ze swego dorobku; była w stanie wyrecytować każdy monolog czy kwestię. Przez całą karierę zmagała się z tremą, a jej ataki stawały się tym gorsze, im z biegiem lat doskonaliła swoją sztukę; miała krytyczny stosunek do swoich osiągnięć i nigdy nie była w pełni pewna siebie. W ocenie współpracowników wyróżniała się „niemal wściekłą dbałością o szczegóły”.
Christopher Gortner napisał: „Zdolność Sarah do grania ról zarówno kobiecych, jak męskich, w połączeniu z jej fascynacją nowymi mediami, były przejawem jej pionierskiego ducha i ciągłego poszukiwania nowych wyzwań, a także jej żywionej przez całe życie pogardy dla uświęconej upływem czasu tradycji”. Gold i Fizdale przyznawali, że wymyślony przez nią styl odzwierciedlał sentymenty, humory, lęki, gesty oraz społeczne akcenty jej czasów. „Jeśli płakała i mdlała, to dlatego, że kobiety jej czasów miały skłonność do płaczu i omdleń” – argumentowali.

## Spuścizna
Uznawana jest za jedną z najwybitniejszych artystek w dziejach teatru, legendę, największą tragiczkę i najbardziej znaną kobietę swoich czasów, pionierkę kina, a także ikonę popkultury. Ze względu na swój status w świecie teatru nazywana „boską Sarah” i „miłościwą panią teatru” (Notre-Dame-du-Théâtre). Jej głos określano „złotym”. Uchodzi za najsłynniejszą ze wszystkich Francuzek po Joannie d’Arc i najsłynniejszą francuską osobowość XIX wieku po Napoleonie. Podkreśla się też jej nowoczesny instynkt autopromocji oraz umiejętność wykorzystywania prasy do budowania swojego wizerunku.
Obok Rachel Félix (Bernhardt często porównywano do niej) uważa się ją za aktorkę, której nazwisko przetrwało do czasów współczesnych. Dla Golda i Fizdale’a „[obydwie] pozostawiły obrazy, pozostające w umyśle jak wspomnienia ludzi, których znaliśmy, chociaż nigdy ich nie widzieliśmy”. Jej osoba inspiruje nowe pokolenia biografów, dramaturgów, dziennikarzy, eseistów, powieściopisarzy, reżyserów, a także użytkowników Internetu. Zdaniem Skinner w cywilizowanych miastach Europy przyjmowano ją z większym entuzjazmem niż ówczesnych królów, wodzów i bohaterów narodowych oraz niż bardziej współczesnych idoli, pokroju Beatlesów czy Elvisa Presleya. „Jej wielki talent, a także ekscentryczność i radość życia ugruntowały jej spuściznę i wywarły wpływ na historię i świat aktorstwa” – uważał Gortner. Gottlieb przyznawał, że „jej imię pozostaje paradygmatem «Wielkiej Aktorki», tak jak [Anna] Pawłowa jest dla «Baleriny» lub [Albert] Einstein dla «Geniusza»”.
W młodości nazywana ósmym cudem świata, a w latach swego zmierzchu uchodziła za najwybitniejszą osobowość Francji od czasów Joanny d’Arc. Jej amerykański menedżer pisał w 1915: „Zostanie w pamięci jako kobieta, która wywierała niepojęty wpływ na każdego, kto na nią patrzał lub jej słuchał; jest to tajemnica psychologiczna, której nie wyjaśnimy nigdy”. D.H. Lawrence przyznał: „Reprezentuje pierwotne namiętności kobiety i jest fascynująca w niezwykłym stopniu. Sam mógłbym kochać taką kobietę, kochać ją do szaleństwa; wszystko dla czystej, dzikiej namiętności”. Ujrzawszy ją na scenie w 1882, Eleonora Duse stwierdziła: „Chodziłam na każdy jej występ, żeby słuchać i płakać. Oto kobieta, która podnosi rangę zawodu, która skłania publiczność do szacunku dla Piękna i prowadzi ją do pokłonu przed Sztuką”. Dla Marka Twaina istniało pięć rodzajów aktorek – „złe aktorki, uczciwe aktorki, dobre aktorki, wspaniałe aktorki – a potem jest Sarah Bernhardt”. Max Beerbohm przyznawał, że Bernhardt sprawiała wrażenie istoty niesamowitej, nadprzyrodzonej, z kolei pisarz i krytyk literacki Stark Young uważał, że „było [w niej] coś z mitu i wulkanu; nie ma sensu się zastanawiać, czy była szczera, tak jak nikt nie mówi o szczerości słońca czy wiatru… zdumiewała, wzruszała, podbijała i porywała widzów”.

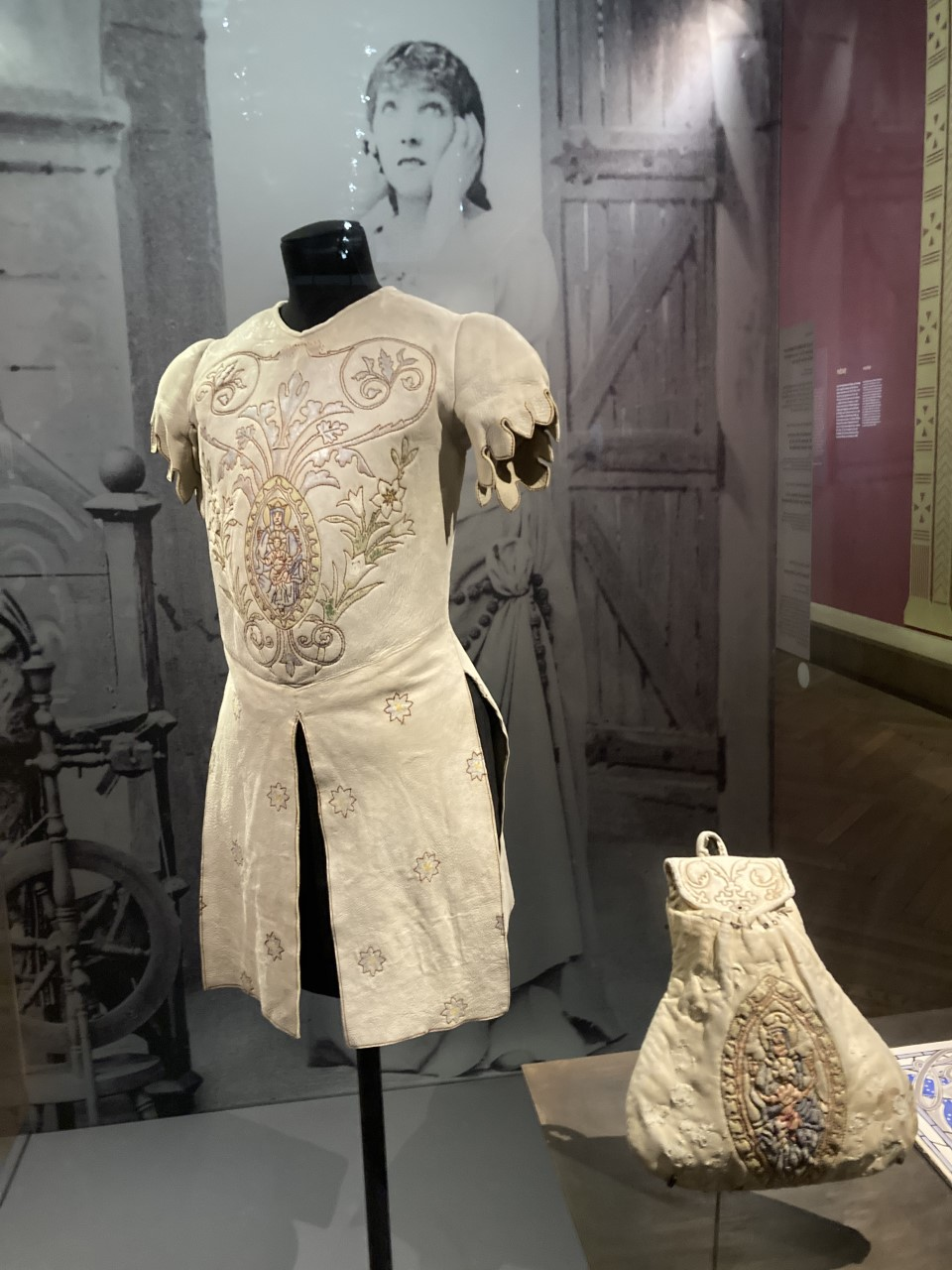
Kostium Bernhardt – w którym występowała w 1890 w roli tytułowej bohaterki w sztuce Joanna d’Arc – na poświęconej jej wystawie w Paryżu (2023)

W 1906 wyhodowano i wprowadzono na rynek jedną z odmian piwonii o różowym kolorze, noszącą nazwę „Sarah Bernhardt”. Pięć lat później na jej cześć duński cukiernik stworzył wypiekane po dziś dzień ciasteczka, składające się z warstwy makaroników migdałowych, nadziewanych kremem na bazie herbatników, zanurzonych w czekoladzie. Imię i nazwisko aktorki nosi też wyspa w Cauterets na rzece Gave de Pau.
Od 1926 pomnik z białego kamienia, przedstawiający Bernhardt w roli tytułowej bohaterki z tragedii Fedra, znajduje się przy place du Général-Catroux w 17. dzielnicy Paryża. W 1945 La Poste wydało znaczek pocztowy z jej wizerunkiem, będący reprodukcją portretu, który namalował Jules Bastien-Lepage (w 1989 na Kubie wydano znaczek, stanowiący reprodukcję obrazu Clairina z 1893, prezentujący Bernhardt w roli Kleopatry. Również w Monako wydano znaczek z jej wizerunkiem w 1994). Od 8 lutego 1960, w uznaniu za wkład w przemysł filmowy, posiada gwiazdę na Hollywoodzkiej Alei Gwiazd, mieszczącą się przy 1751 Vine Street. W 1985 jeden z kraterów na Wenus nazwano jej nazwiskiem. Restauracji w znajdującym się w Pradze hotelowi Paříž nadano nazwę „Sarah Bernhardt”, podobnie jak lokalowi gastronomicznemu przy paryskim Place du Châtelet. Na fasadzie Théâtre de la Ville znajduje się pamiątkowa tablica, informująca o wkładzie Bernhardt w jego funkcjonowanie (zarządzała nim od 1899 do 1923).
W 1973 jej osoba była protagonistką jednego z numerów, zatytułowanego Sara, la Artista Dramática Más Famosa en la Historia del Teatro, meksykańskiego komiksu, podobnie jak w 1982 jednego z tomów serii Lucky Luke. W 1980 znalazła się w gronie dziesięciu osób, będących bohaterami cyklu prac autorstwa Andy’ego Warhola Dziesięć portretów Żydów XX wieku.
Na wyspie Belle-Île, w miejscu, gdzie posiadała wakacyjny dom wypoczynkowy, od 2007 funkcjonuje poświęcone jej muzeum. W 2023, roku setnej rocznicy jej śmierci, w Petit Palais zorganizowano wystawę Sarah Bernhardt: And the Woman Created the Star, stanowiącą przekrój całej kariery aktorki. Wśród 400 udostępnionych do oglądania rzeczy były m.in. biżuteria, ręcznie pisane dzienniki, filmy, fotografie, oryginalne kostiumy, obrazy, przedmioty osobiste i rzeźby. W ocenie Stephanie Cantarutti, kuratorki wystawy, „była kimś więcej niż sławną aktorką” i utorowała drogę dla późniejszych gwiazd, m.in. Grety Garbo, Marilyn Monroe, Madonny, Lady Gagi i Beyoncé.
Nazwisko Bernhardt było przywoływane w wielu filmach, m.in. przez Johna Barrymore’a w Napoleonie na Broadwayu (1934, reż. Howard Hawks), Josepha Cottena w Portrecie Jennie (1948, reż. William Dieterle), Jane Powell w Nancy jedzie do Rico (1950, reż. Robert Z. Leonard), Marilyn Monroe w Słomianym wdowcu (1955, reż. Billy Wilder), Julie Andrews w Gwieździe! (1968, reż. Robert Wise) czy też Nicole Kidman w Moulin Rouge! (2001, reż. Baz Luhrmann). Na srebrnym ekranie sportretowały ją m.in. Judy Garland w musicalu Laski na Broadwayu (1941, reż. Busby Berkeley), Ginger Rogers w komedii musicalowej Przygoda na Broadwayu (1949, reż. Charles Walters), Glenda Jackson w biograficznym dramacie historycznym Niezwykła Sara (1976, reż. Richard Fleischer) i Lee Remick w miniserialu stacji NBC W 80 dni dookoła świata (1989, reż. Buzz Kulik). Poświęcono jej również filmy dokumentalne: Sarah (1988, reż. Edgardo Cozarinsky, narracja: Susan Sontag), Sarah Bernhardt, sa vie, ses folies (2013, reż. Dominique Leeb) i Sarah Bernhardt – Pionnière du show business (2022, reż. Aurine Crémieu). W 2024 powstał film biograficzny Boska Sarah Bernhardt (reż. Guillaume Nicloux) z główną rolą Sandrine Kiberlain.
Jest patronką m.in. znajdującego się w 20. dzielnicy Paryża skweru, szkół w Montpellier i Nantes oraz obiektu do wydarzeń artystycznych w Goussainville. Od 2023 Théâtre de la Ville ponownie nosi nazwę Théâtre Sarah-Bernhardt. Podczas mającej miejsce 9 września uroczystości Isabelle Huppert i Élodie Bouchez odczytały niektóre z jej tekstów.

## Odznaczenia
Za swoją postawę podczas wojny francusko-pruskiej została odznaczona medalem Société d’encouragement au bien. W trakcie wizyty w Danii w 1880 król Chrystian IX przyznał jej wysadzany diamentami Medal Nagrody na kokardzie Orderu Danebroga. 14 stycznia lub 16 marca 1914 René Viviani wręczył jej Order Legii Honorowej w klasie Kawalera za „rozpowszechnienie języka francuskiego na całym świecie”, a także w uznaniu za postawę „pielęgniarki ambulatorium wojskowego podczas wojny w 1870”. W prasie pisano, że „oddając cześć madame Sarah Bernhardt, państwo oddaje cześć Ambasadorce poezji francuskiej” (Aristide Briand nominował ją do Orderu na przełomie 1906/1907, lecz kapituła nie wyraziła zgody z uwagi na jej postawę moralną i prowokacyjne role sceniczne). 18 lutego 1921 otrzymała Legię Honorową w klasie Komandora.